# Musikjahr 1955
Liste der Musikjahre

◄◄ | ◄ | 1951 | 1952 | 1953 | 1954 | Musikjahr 1955 | 1956 | 1957 | 1958 | 1959 | ► | ►►

Weitere Ereignisse · Country-Musik
Dieser Artikel behandelt das Musikjahr 1955.

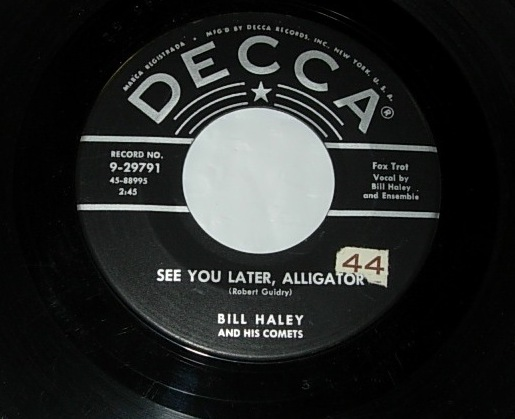
Bill Haley & His Comets – See You Later, Alligator (1955)

Johnny Cash – Cry! Cry! Cry! (1955)

Mindy Carson – Memories Are Made Of This (1955)

Little Richard – Tutti Frutti (1955)

Big Maybelle – Whole Lotta Shakin’ Goin’ On (1955)

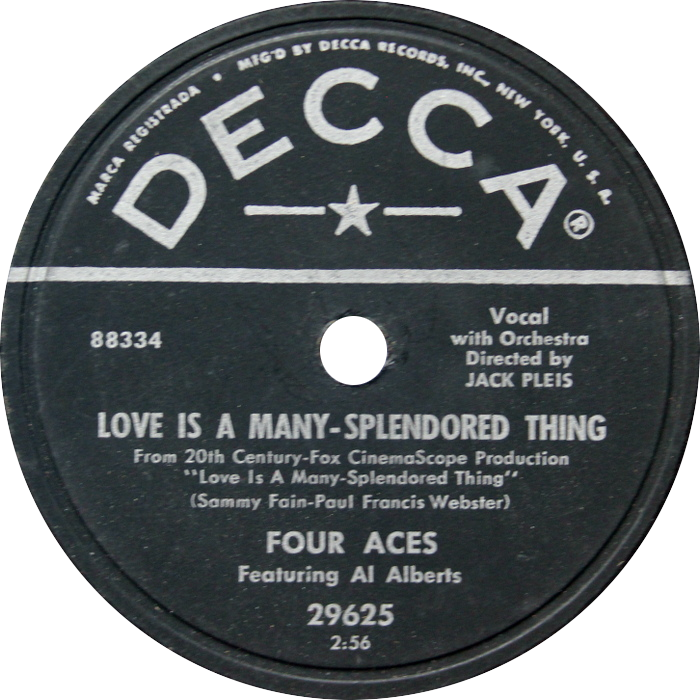
The Four Aces – Love Is a Many-Splendored Thing (1955)

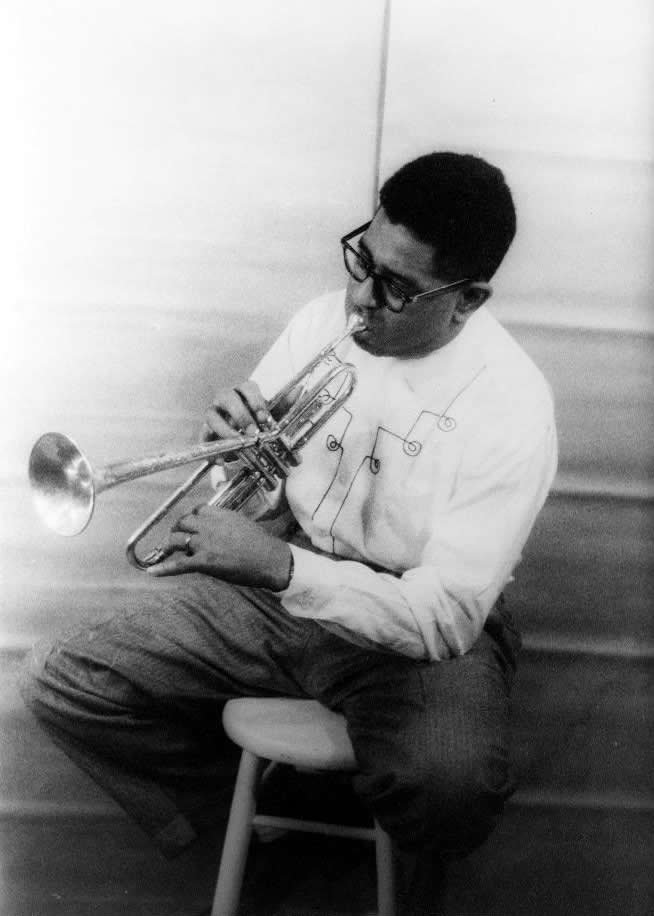
Dizzy Gillespie (1955)

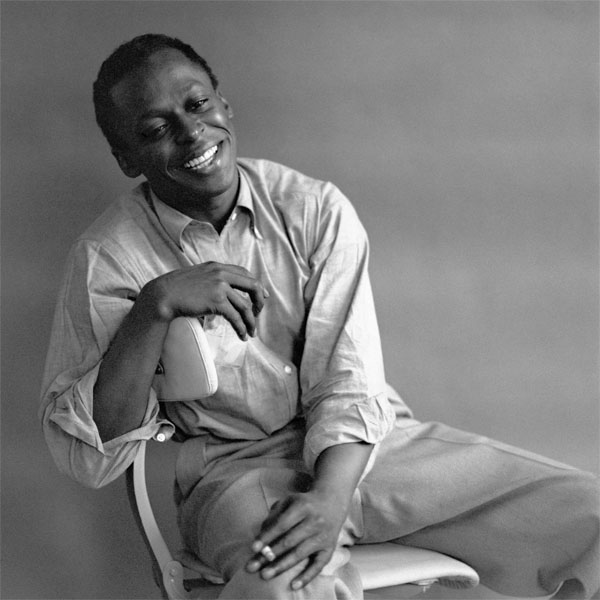
Miles Davis (Mitte der 1950er Jahre)

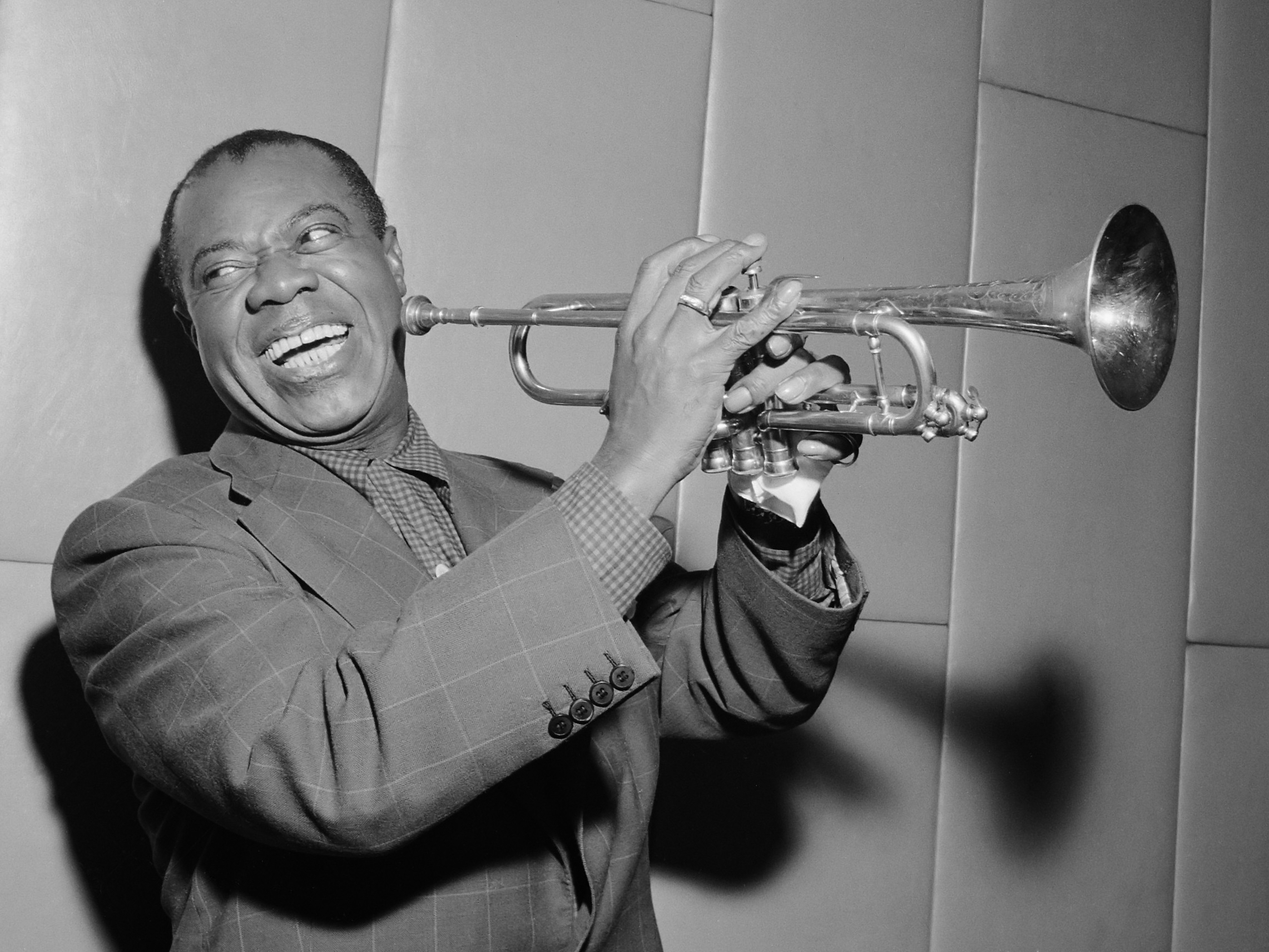
Louis Armstrong (1955)

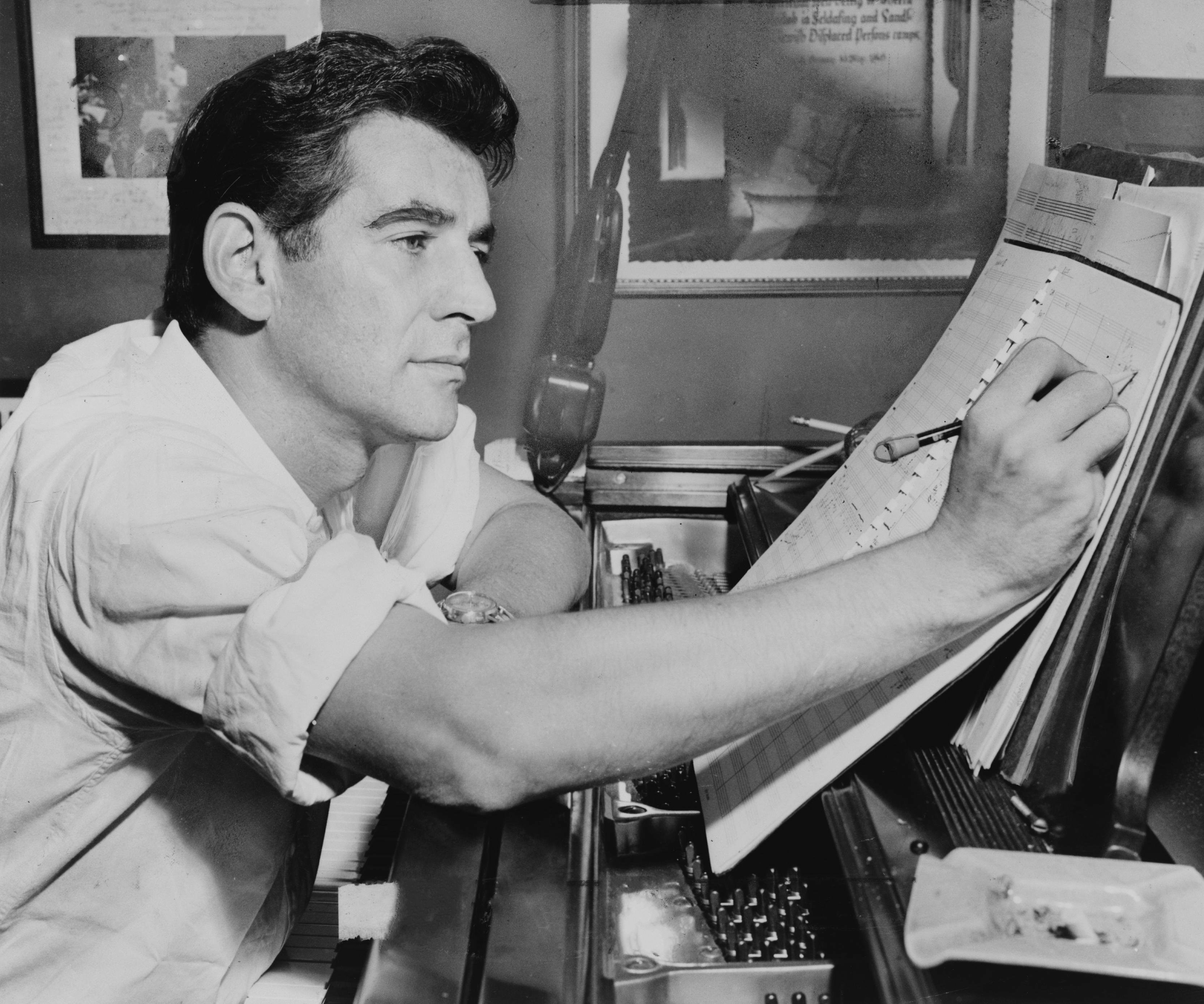
Leonard Bernstein (1955)

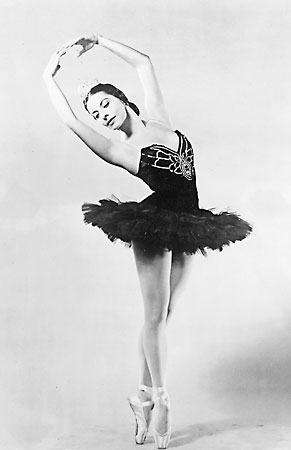
Alicia Alonso (1955)

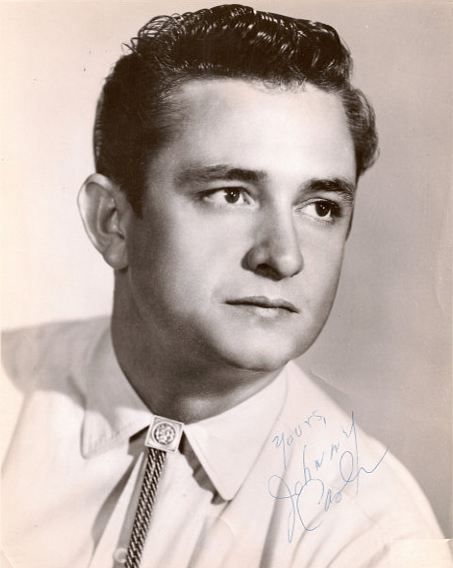
Johnny Cash (1955)

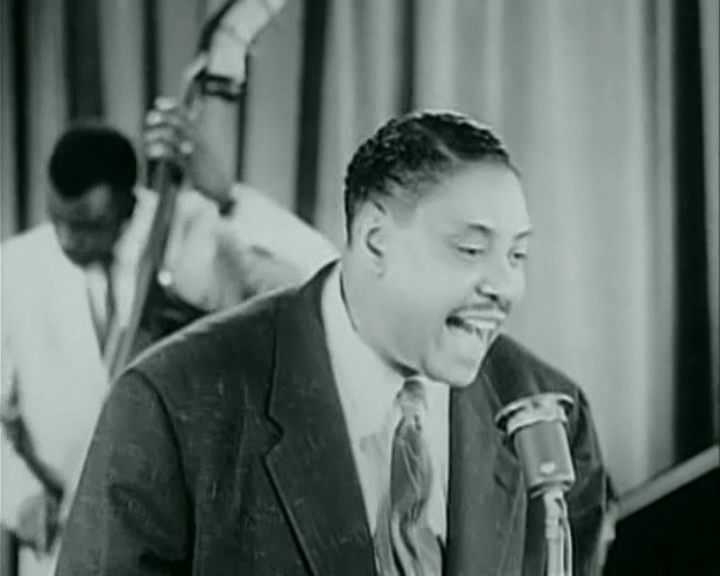
Big Joe Turner (1955)

## Ereignisse

### Amerika

#### Argentinien
- Juan José Castro kehrt nach Argentinien zurück, wo er bis 1960 das nationale Sinfonieorchester leitet.
- Astor Piazzolla, der von seinem Studium bei Nadia Boulanger nach Argentinien zurückkehrt ist, gründet sein Streichorchester (Orquesta de Cuerdas) und Oktett (Octeto Buenos Aires) und entwickelt den Tango Nuevo.[1]

#### Vereinigte Staaten von Amerika

##### Populäre Musik
- 14. Januar: Alan Freed veranstaltet in New York City das erste Rock-’n’-Roll-Konzert.
- 22. Januar: Mit Ozark Jubilee geht die erste, von einem großen US-amerikanischen Fernsehsender (American Broadcasting Company) zur Hauptsendezeit übertragene Fernsehshow mit Country-Musik auf Sendung.
- 19. Februar: Dot Records stellt Pat Boone als neuen Sänger vor. In einer Anzeige im Billboard-Magazin wird er als „eine großartige neue Stimme“ bezeichnet. Seine erste Platte für Dot Records ist Two Hearts, Two Kisses, One Love. Sie platziert sich auf Anhieb in den Charts unter den Top 20.
- 00. Februar: Kay Starr wechselt von Capitol Records zu RCA-Victor.
- 22. März: Der DJ Alan Freed wird A&R-Manager bei Decca Records.
- 19. März: Der Film Blackboard Jungle (deutscher Titel: Die Saat der Gewalt) wird in New York City uraufgeführt, mit dem Lied Rock Around the Clock von Bill Haley & His Comets im Vor- und Nachspann. Es ist die erste Verwendung eines Rock-’n’-Roll-Songs in einem großen Film.
- 26. März: Bill Hayes führt mit dem Lied The Ballad of Davy Crockett fünf Wochen lang die US-Charts an und löst einen Hype um (falsche) Waschbärmützen aus.
- 14. April: Imperial Records veröffentlicht in den USA Ain’t That a Shame von Fats Domino (geschrieben zusammen mit Dave Bartholomew). Das Lied erreicht Platz 1 der R&B-Charts und wird im Laufe der Zeit zu einem Millionenseller, wodurch Fats Domino bekannt wird und seine Werke von weißen Künstlern, wie etwa Pat Boone, gecovert werden.
- 01. Mai: Elvis Presley „startet seine erste US-Tournee“.[2]
- 13. Mai: In Jacksonville kommt es zu ersten Ausschreitungen bei einem Konzert von Elvis Presley.
- 14. Mai: Das Lied Rock Around the Clock von Bill Haley & His Comets klettert für über acht Wochen auf Platz eins der amerikanischen Charts. Es ist der erste Rock-’n’-Roll-Song, der den ersten Platz der Charts erreicht. Der Song hält sich sechs Monate, von Mai bis Oktober 1955, in den Charts. Bis zum Jahresende wird er sechs Millionen Mal verkauft, in der Folgezeit mit geschätzten über 25 Millionen verkauften Platten avanciert er schließlich zum umsatzstärksten Pop-Hit.[3][4]
- 21. Mai: Chuck Berry nimmt seine erste Single Maibellene für Chess Records in Chicago auf.
- 22. Mai: Die Behörden in Bridgeport sagen ein Rockkonzert mit Fats Domino als Headliner ab, weil sie einen Krawall befürchten.
- Frühjahr: Auf Anraten des Sängers Lloyd Price sendet Little Richard ein Demotape an Art Rupe, den Chef des kalifornischen Independent-Labels Specialty Records in Los Angeles. Dessen A&R-Manager und Produzent Bumps Blackwell lässt sich durch Little Richards hartnäckige telefonische Nachfragen zu einer ersten Aufnahmesession im J&M Recording Studio von Cosimo Matassa in New Orleans überreden. Er bucht hierfür mit Earl Palmer am Schlagzeug, Lee Allen und Alvin „Red“ Tyler an den Saxophonen sowie Frank Fields am Bass dessen renommierte Studioband. In dieser Konstellation und mit wechselnden Gitarristen entstehen in den kommenden zwei Jahren in fünf Studiosessions Little Richards größte Hits und Verkaufserfolge, darunter Tutti Frutti, Long Tall Sally, Ready Teddy, Rip It Up, Good Golly Miss Molly, Jenny Jenny und The Girl Can’t Help It.
- 21. Juni: Johnny Cashs erste Single Hey, Porter / Cry! Cry! Cry! erscheint bei Sun Records und erreicht Platz 14 der US-Country-Charts.
- 03. Juli: The Platters veröffentlichen den Song Only You (And You Alone). Innerhalb eines Monats gehen eine Million Exemplare des Liedes über die Ladentheke, insgesamt werden etwa zwei Millionen Exemplare verkauft[5].
- 15. Juli: Slim Whitmans Lied Rose Marie wird ein internationaler Hit, debütiert in den britischen Charts und steigt dort schnell auf Platz 1 auf.[6]
- 27. Juli: Billboard betitelt Countrymusiker Webb Pierce und Jazzmusiker Nat King Cole als die einzigen garantierten Hitmacher.[7][8]
- 18. August: Colonel Tom Parker wird offizieller Manager von Elvis Presley.
- 19. August: Der Radiosender WINS in New York City verfolgt die Richtlinie, keine weißen Coverversionen schwarzer Rhythm-and-Blues-Songs zu spielen.
- 00. August: Johnny Cash hat seinen ersten großen Auftritt im Vorprogramm von Elvis Presley.
- 03. September: Little Richard nimmt in New Orleans sein Lied Tutti Frutti auf. Zuvor wird das Lied, das zahlreiche (homo-)sexuelle Anspielungen enthält, durch die Texterin Dorothy La Bostrie deutlich entschärft, um nicht eine Radiozensur zu provozieren. Die Veröffentlichung des Songs erfolgt im November 1955.
- 15. Oktober: Elvis Presley gibt ein Konzert in Lubbock. Vorgruppe ist das lokale Duo Buddy und Bob, wobei Buddy der zukünftige Rockstar Buddy Holly ist.
- 12. November: Laut der jährlichen Discjockey-Umfrage des Magazins Billboard wird Elvis Presley zum vielversprechendsten Country- und Western-Künstler gewählt.
- 20. November: Bo Diddley hat seinen ersten Fernsehauftritt in der Ed Sullivan Show im CBS-Fernsehen.
- 22. November: Elvis Presley wechselt von Sun Records zu RCA Records.
- 15. Dezember: Das Lied Folsom Prison Blues von Johnny Cash, aufgenommen am 30. Juli, wird bei Sun Records veröffentlicht. Es erreicht Platz 4 der Country-Hitparade.
- Tennessee Ernie Ford macht das Lied Sixteen Tons von Merle Travis aus dem Jahr 1947 zum Nummer-eins-Hit in den Country- und Popcharts sowie zum Millionenseller.
- Der neunjährige Al Green gründet ein Gospelquartett, die Green Brothers.
- Buddy Hollys professionelle Karriere beginnt Ende 1955, als er von dem Talentsucher Jim Denny entdeckt wird. Am 7. Dezember 1955 macht er im Nesman Recording Studio Demo-Aufnahmen, die zu Decca Records geschickt werden und 1956 zu ersten Aufnahmen für Decca Records führen.
- Etta James gibt ihr Debüt mit The Wallflower (Dance with Me, Henry), das die R&B-Charts anführt, aber fürs Popradio als zu gewagt gilt. Das Lied wird anschließend von Georgia Gibbs in einer bereinigten Version gecovert, wobei die Zeile „Roll with me Henry“ in „Dance with me Henry“ geändert wird.
- Clyde McPhatter verlässt die Band The Drifters und startet seine Solokarriere.
- Cherry Pink And Apple Blossom White vom US-amerikanischen Orchester Pérez Prado entwickelt sich im Jahre 1955 zum Millionenseller.
- Webb Pierce kann mit Why Baby Why, das er im Duett mit Red Sovine singt, einen großen Hit verbuchen. Der Song wird der meistverkaufte Country-Song des Jahres.
- Paul Simon und Art Garfunkel schreiben ihr erstes Lied The Girl For Me (urheberrechtlich geschützt bei der Library of Congress im Jahr 1956) und beginnen bereits während ihrer Highschool-Zeit in New York City als Duo zusammen zu singen.
- Pete Seeger schreibt das Lied Where Have All the Flowers Gone, angelehnt an ein russisches Volkslied. Es wird im Laufe der 1960er Jahre in der Kampagne gegen den Vietnamkrieg in der Fassung von Peter, Paul and Mary und wenig später insbesondere durch Joan Baez bekannt und gilt heute als internationales Antikriegslied.

##### Jazz
- 05. März: Charlie Parker hat seinen letzten Auftritt in dem nach ihm benannten New Yorker Jazzclub Birdland.[9]
- 12. März: Charlie Parker stirbt im Alter von 35 Jahren, geschwächt von Leberzirrhose, Magengeschwüren und einer Lungenentzündung, im New Yorker Hotel Stanhope in der Suite der Baroness Pannonica de Koenigswarter, einer Gönnerin schwarzer Jazzmusiker.
- 15.–17. Juli: Das 2. Newport Jazz Festival, das „unter George Weins Leitung“ gedeiht[9], findet in Newport, Rhode Island statt:[10]
  - Am ersten Tag treten Stan Rubin and his Tigertown Five, Erroll Garner, Teddi King, Woody Herman and his Orchestra, Roy Eldridge und Coleman Hawkins, Joe Turner und Louis Armstrong and his Orchestra auf.
  - Am zweiten Tag sind das Max Roach-Clifford Brown Quintet, Marian McPartland Trio, Bob Brookmeyer, Al Cohn, Ruby Braff, Dinah Washington, das Chet Baker Quartet, Lee Konitz und Warne Marsh, Wild Bill Davidson, Buzzy Drootin, Vic Dickenson, Pee Wee Russell, George Wein, Milt Hinton und Dave Brubeck zu hören.
  - Am dritten Tag spielen das Modern Jazz Quartet, Lester Young, Jo Jones, Buck Clayton, Count Basie and his Orchestra und Gerry Mulligan. Miles Davis kommt an diesem Tag unangekündigt für drei Stücke auf die Bühne und spielt zu Thelonious Monks ’Round Midnight ein legendäres Solo.[11]
- 00. Juli: Miles Davis stellt im Jazzclub Café Bohemia in New York City sein erstes reguläres Quintett zusammen[12], mit Sonny Rollins am Tenorsaxophon, Red Garland am Klavier, Paul Chambers am Bass und Philly Joe Jones am Schlagzeug.[13] Im Herbst verlässt Rollins die Band, um sich mit seiner Heroinsucht auseinanderzusetzen und schließt sich später im Jahr dem Hardbop-Quintett unter der Leitung von Clifford Brown und Max Roach an.[9][14]
- Miles Davis verwendet 1955 erstmals einen Harmon-Dämpfer.[9]
- Miles Davis wird 1955 von den Lesern des Down-Beat-Magazins erstmals zum besten Trompetenspieler gewählt. Diese Auszeichnung wird er auch in den Jahren 1957 und 1961 erhalten.

##### Klassische Musik und Musiktheater
- 07. Januar: Marian Anderson ist die erste afroamerikanische Sängerin, die an der Metropolitan Opera in New York City auftritt.[2] Sie gibt die Ulrica in Giuseppe Verdis Oper Un ballo in maschera.[15]
- 27. Januar: Uraufführung der Musicalkomödie Plain and Fancy von Albert Hague (Musik) sowie Joseph Stein und Will Glickman (Text) am Mark Hellinger Theatre in New York City.
- 24. Februar: Carlisle Floyds Oper Susannah wird im Ruby Diamond Auditorium der Florida State University in Tallahassee mit Phyllis Curtin in der Titelrolle uraufgeführt.
- 24. Februar: Das Musical Silk Stockings von Cole Porter nach dem Film Ninotschka von Ernst Lubitsch wird am Broadway uraufgeführt.
- 07. März: Die Broadway-Produktion von Peter Pan, mit Mary Martin in der Hauptrolle, wird zum ersten Mal im amerikanischen Fernsehen von NBC-TV in ihrer Originalbesetzung übertragen. Es ist auch das erste Mal, dass ein Bühnenmusical vollständig im Fernsehen präsentiert wird, fast genau so, wie es auf der Bühne aufgeführt wird. Die Sendung erreicht die bisher größte Zuschauerzahl einer TV-Sondersendung und wird zu einem der ersten großen TV-Familien-Musical-Klassiker.
- 27. März: Die Verleihung der 9. Tony Awards (9th Annual Tony Awards) finden im Grand Ballroom des Plaza Hotel in New York City statt und werden live im Radio von der National Broadcasting Company übertragen. Moderator der Veranstaltung ist Helen Hayes. Ausgezeichnet werden Theaterstücke und Musicals der Saison 1954/55, die am Broadway ihre Erstaufführung hatten.
- 00. April: Die Musical-Komödie Ankles Aweigh wird von April 1955 bis September 1955 im Mark Hellinger Theater am Broadway gezeigt.
- 05. Mai: Uraufführung des Musicals Damn Yankees von Richard Adler und Jerry Ross am 46th Street Theatre in New York City.
- 03. Dezember: In Louisville, Kentucky, erfolgt die Uraufführung der Oper Die Schule der Frauen von Rolf Liebermann nach der gleichnamigen Komödie von Molière.[15]
- 16. Juni: Der kanadische Pianist Glenn Gould vollendet eine von der Kritik hoch gelobte Aufnahme der Goldberg-Variationen.[16] Eine zweite Aufnahme entsteht erst 1981.
- 13. Juli: Das 1955 gegründete Beaux Arts Trio gibt sein Debüt beim Berkshire Music Festival.
- 04. November: William Schumans Orchesterstück Credendum: Article of Faith, komponiert im Auftrag der UNESCO, wird in Cincinnati uraufgeführt.
- 30. November: Uraufführung des Musicals Pipe Dream von Richard Rodgers und Oscar Hammerstein II am Shubert Theatre in New York City.
- Richard Rodgers und Bohuslav Martinů werden 1955 in die American Academy of Arts and Letters gewählt.
- Dawid Fjodorowitsch Oistrach gibt sein Debüt in den USA in der Carnegie Hall.
- In Houston wird die Houston Grand Opera gegründet. Ihr erster Generaldirektor von 1955 bis 1972 ist Walter Herbert.
- Der New Yorker Theaterpreis Drama Desk Award wird erstmals vergeben.
- Die Filmbiografie Magic Fire (deutscher Titel: Frauen um Richard Wagner) von William Dieterle mit der Filmmusik von Erich Wolfgang Korngold kommt in die Kinos.[15]

##### Musikindustrie
- 01. Januar: RCA Victor kündigt einen Marketingplan namens „Operation TNT“ an. Das Label senkt den Listenpreis für LPs von 5,95 $ auf 3,98 $, für EPs von 4,95 $ auf 2,98 $, für 45 EPs von 1,58 $ auf 1,49 $ und für 45 EPs von 1,16 $ auf 0,89 $. Andere Plattenfirmen folgen dem Beispiel von RCA und beginnen ebenfalls, die Preise zu senken.
- 26. Februar: Zum ersten Mal seit ihrer Einführung im Jahr 1949 übertreffen 45-U/min-Schallplatten die Standard-78er-Schallplatten.
- Im Jahr 1955 werden in den USA 1.615 Alben und 4.542 Pop-Singles veröffentlicht.[17]

### Asien

#### Indien
- Der indische Santur-Spieler Shivkumar Sharma gibt seinen ersten öffentlichen Auftritt in Bombay.

### Europa

#### Belgien
- 10. Dezember: Das 1955 gegründete Antwerp Symphony Orchestra gibt im Opernhaus von Antwerpen sein erstes Konzert.
- Benjamin Britten wird als assoziiertes Mitglied in die Académie royale des Sciences, des Lettres et des Beaux-Arts de Belgique aufgenommen.

#### Bundesrepublik Deutschland

##### Populäre Musik
- 17. Januar: Der Südwestfunk überträgt mit Mainz wie es singt und lacht die erste Karnevalssitzung im bundesdeutschen Fernsehen.
- 00. November: Rock Around the Clock von Bill Haley & His Comets kommt in die deutschen Singlecharts, bleibt für zwei Monate die Nummer eins und ist fünf Monate lang in den Top 10 sowie 14,5 Monate in der Hitparade.[18] In Deutschland ist Rock Around the Clock die erste ausländische Schallplatte, die über eine Million Mal verkauft und mit einer Goldenen Schallplatte ausgezeichnet wird.[19]

##### Klassische Musik
- 08. Januar: Am Hessischen Staatstheater in Wiesbaden wird die Revue-Operette Wir reisen um die Welt von Charles Kálmán unter dem Titel Der große Tenor uraufgeführt.
- 25. März: Benjamin Gigli „gibt ein umjubeltes Gastspiel in Hamburg“.[2]
- 00. Juni: Die Internationale Gesellschaft für Neue Musik (International Society for Contemporary Music) veranstaltet in Baden-Baden ihre 29. Weltmusiktage (World New Music Days). Am 18. Juni wird hier Pierre Boulez‘ einflussreiche Komposition Le Marteau sans maître („Der Hammer ohne Meister“) für Alt und sechs Instrumentalisten (in ihrer ersten überarbeiteten Fassung) auf Drängen von Heinrich Strobel uraufgeführt.[1]
- 22. Juli – 28. August: In Bayreuth finden die Bayreuther Festspiele statt.[20] Zur Eröffnung wird Richard Wagners Oper Der fliegende Holländer in der Inszenierung und Ausstattung von Wolfgang Wagner gegeben. Es dirigiert Joseph Keilberth. Hans Hotter, Astrid Varnay, Ludwig Weber, Rudolf Lustig, Josef Traxel und Elisabeth Schärtel sind in den Hauptpartien zu hören.[21]
- 12. August: In Deutschland erfolgt die Erstaufführung des österreichischen Opernfilms Don Juan von Walter Kolm-Veltée.[15]
- 28. September: In Deutschland erfolgt die Erstaufführung des Fernsehfilms Mozart's Don Giovanni von Paul Czinner.[15][22]
- 15. Oktober: Die 1943 durch Luftangriffe zerstörte Hamburgische Staatsoper wird nach ihrem Wiederaufbau mit einer Aufführung der Oper Die Zauberflöte von Wolfgang Amadeus Mozart eröffnet.[15]
- 17. Oktober: In Hamburg wird die Oper Pallas Athene weint von Ernst Krenek uraufgeführt.[15]
- Piere Boulez wirkt von 1955 bis 1967 in Darmstadt als Dozent und als Dirigent des Darmstädter Kammerensembles.
- Werner Eck wird Mitglied der Akademie der Künste in West-Berlin.
- Hans Hotter wird zum bayerischen Kammersänger ernannt.
- Joseph Keilberth nimmt 1955 bei den Bayreuther Festspielen den gesamten Ring des Nibelungen im Auftrag der Firma Decca zum ersten Mal als Live-Mitschnitt in Stereo auf.
- Astrid Varnay singt ab 1955 regelmäßig an der Deutschen Oper am Rhein in Düsseldorf-Duisburg, wo sie ihren ersten europäischen Jahresvertrag mit 36 Vorstellungen pro Jahr bekommt und einige Jahre auch als Gesangslehrerin tätig ist.
- Uraufführung der volkstümlichen Operette Zeltinger Himmelreich von Werner Stamm auf dem historischen Marktplatz in Zeltingen.
- Im Bärenreiter-Verlag beginnt die Veröffentlichung der Neue Mozart-Ausgabe (Wolfgang Amadeus Mozart: Neue Ausgabe sämtlicher Werke)

#### Deutsche Demokratische Republik
- 04. September: Die ehemalige Preußische Staatsoper wird als Deutsche Staatsoper Berlin mit einer Aufführung von Richard Wagners Die Meistersinger von Nürnberg wiedereröffnet.[15]
- Die Hallische Musiktage, ein auf zeitgenössische Musik spezialisiertes internationales Festival in Halle (Saale), werden gegründet.
- Die Georg-Friedrich-Händel-Gesellschaft mit Sitz und Geschäftsstelle im Händel-Haus in Halle (Saale) wird gegründet.
- Die Staatliche Hochschule für Theater und Musik Halle wird aufgelöst.
- Dmitri Dmitrijewitsch Schostakowitsch wird korrespondierendes Mitglied der Akademie der Künste Berlin.

#### Finnland
- 08. Dezember: Sir Thomas Beecham wird mit dem Finnischen Orden der Weißen Rose ausgezeichnet.[23]

#### Frankreich
- 00. Februar: Bohuslav Martinů stellt in Nizza sein Oratorium The Epic of Gilgamesh fertig.
- Georges Auric komponiert die Filmmusik zu dem französischer Kriminalfilm Rififi von Jules Dassin, der 1955 in die Kinos kommt.
- Der Prix Django Reinhardt wird erstmals vergeben. Preisträger ist Guy Lafitte.

#### Italien
- 27.–29. Januar: Im städtischen Kasino in Sanremo findet das 5. Sanremo-Festival statt. Claudio Villa und Tullio Pane gewinnen den Wettbewerb mit ihrem Lied Buongiorno tristezza.
- 02. Februar: Die szenische Uraufführung der Oper David von Darius Milhaud auf das Libretto von Armand Lunel findet im Teatro alla Scala in Mailand statt. Die konzertante Uraufführung erfolgte am 1. Juni 1954 in Jerusalem.
- 03. März: Die italienische Sopranistin Mirella Freni gibt ihr Operndebüt als Micaëla in Carmen am Teatro Municipale in ihrer Heimatstadt Modena.
- 21. April: Am Teatro Massimo in Palermo wird die musikalische Farce Il cappello di paglia di Firenze (deutsch: Der Florentiner Strohhut) von Nino Rota uraufgeführt.[15]
- 08. August: Luigi Nono heiratet Arnold Schoenbergs Tochter Nuria in Venedig.[1]
- 21. August: Franco Corelli ist in der Arena di Verona als Radames in Giuseppe Verdis Aida zu hören.[15]
- 14. September: Szenische Uraufführung der Oper Der feurige Engel von Sergei Sergejewitsch Prokofjew im Teatro La Fenice in Venedig. Dirigent ist Nino Sanzogno.[15] Die konzertante Uraufführung fand am 5. November 1954 in Paris statt.
- Renato Carosone und Nicola Salerno beginnen ihre künstlerische Zusammenarbeit. Gleich eines ihrer ersten gemeinsamen Lieder – Tu vuò fa’ l’americano – aus dem Jahr 1956 wird ein Welterfolg.

#### Niederlande
- Juni: Das 1955 gegründete Niederländische Kammerorchester hat seinen ersten Auftritt beim Holland Festival.
- im Laufe des Jahres 1955 wird in Rotterdam unter dem ursprünglichen Namen Douane Harmonie Nederland das Orchester des niederländischen Zolls Nederlands Douane Orkest gegründet.

#### Norwegen
- 1.–15. Juni: In Bergen findet das 3. Bergen International Festival statt.[24]

#### Österreich
- 01. Januar: Im Goldenen Saal des Wiener Musikvereins findet das 15. Neujahrskonzert der Wiener Philharmoniker statt. Dirigiert wird es zum ersten Mal von Willi Boskovsky, der diese Institution 1941 schon als Konzertmeister der Wiener Philharmoniker mit ins Leben gerufen hatte.[25]
- 24. Juli – 30. August: In Salzburg finden die 36. Salzburger Festspiele statt.[26]
  - Am 1. August gibt es eine Neuinszenierung der Oper Palestrina von Hans Pfitzner unter der Leitung von Rudolf Kempe und in der Inszenierung von Günther Rennert.[15][27]
  - 17. August: Uraufführung der Oper Irische Legende von Werner Egk, dirigiert von George Szell.[2][15][28]
  - Am 25. August dirigiert Georg Solti die Oper Die Zauberflöte von Wolfgang Amadeus Mozart in einer Inszenierung von Herbert Graf und der Ausstattung von Oskar Kokoschka. In den Hauptpartien sind Paul Schöffler, Irmgard Seefried, Lisa della Casa, Hilde Güden und Rudolf Schock zu hören.[15][29]
- 02. Oktober: Das Theater an der Wien, das nach dem Zweiten Weltkrieg als Ausweichquartier für das Ensemble der zerbombten Wiener Staatsoper gedient hatte, wird nach einer Aufführung der Oper Die Zauberflöte von Wolfgang Amadeus Mozart geschlossen.[15]
- 05. November: Die Wiener Staatsoper, die am 12. März 1945 bei einem Bombenangriff zerstört wurde, wird mit Fidelio von Ludwig van Beethoven unter der Leitung von Karl Böhm wieder eröffnet.[15]
- 11. November: Auf Initiative der Wiener Philharmoniker wird die Internationale Gustav Mahler Gesellschaft in Wien gegründet. Zum ersten Ehrenpräsidenten wird Bruno Walter gewählt, Erwin Ratz ist erster Präsident und als Ehrenmitglied wird Alma Mahler aufgenommen. Zu den weiteren Vorstandsmitgliedern zählen u. a. Theodor W. Adorno, Ernst Krenek, Rafael Kubelík, Willem Mengelberg und Georg Solti.

#### Schweiz
- Rolf Liebermann wirkt als Juror bei den Weltmusiktagen der Internationalen Gesellschaft für Neue Musik (ISCM World Music Days). <<bis hier>>

#### Sowjetunion
- 29. Oktober: Dmitri Dmitrijewitsch Schostakowitschs 1. Violinkonzert, ursprünglich 1948 fertiggestellt, wird vom Leningrader Philharmonischen Orchester mit seinem Widmungsträger David Oistrach als Solist uraufgeführt.
- Die Hymne der Belorussischen Sozialistischen Sowjetrepublik (Belorussisch: Dsjarschauny himn Belaruskaj Sawezkaj Sazyjalistytschnaj Respubliki) ist von 1955 bis 1991 die Hymne der Belorussischen Sozialistischen Sowjetrepublik.

#### Spanien
- Die Bayreuther Festspiele „gastieren mit Parsifal, Tristan und Isolde und Die Walküre in Barcelona“.[15]

#### Vereinigtes Königreich

##### Populäre Musik und Jazz
- 07. Januar: Rock Around the Clock von Bill Haley & His Comets platziert sich erstmals in den britischen Charts.
- 18. Juni: Pearl Carr & Teddy Johnson heiraten.
- 31. August: Weil er Shake, Rattle, and Roll von Big Joe Turner in höchster Lautstärke gespielt hat, wird ein Bürger Londons mit einer Geldstrafe belegt, da er „einen abscheulichen Lärm verursacht“ habe.
- Ende November: Lonnie Donegans Skiffle-Aufnahme von Rock Island Line aus dem Jahr 1954 wird veröffentlicht: Sie wird 1956 ein großer Hit.
- 00. Dezember: The Temperance Seven wird als Jazzband gegründet, die zunächst aus drei Mitgliedern der Chelsea School of Art in London besteht.

##### Klassische Musik
- 02. Januar: Der 50. Geburtstag von Michael Tippett wird mit einem Konzert im Morley College in London gefeiert, bei dem Benjamin Britten und Peter Pears auftreten.[30]
- 27. Januar: Premiere von Michael Tippetts Oper The Midsummer Marriage im Royal Opera House in London[15], unter der Leitung von John Pritchard, mit dem Bühnenbild von Barbara Hepworth und der Choreographie von John Cranko[31]; die Oper löst Kontroversen aus.[32]
- 04. Mai: Der Bassbariton Peter Dawson nimmt Albert Arlens Lied Clancy of the Overflow (nach Banjo Patersons Gedicht) mit dem London Symphony Orchestra unter der Leitung von Charles Mackerras auf.[33] Es ist die letzte Aufnahme des 73-jährigen Dawson.
- 11. Mai: Das Konzert für Violine und Orchester von Arthur Bliss wird in London uraufgeführt.[34]
- 00. Juli: Steuart Wilson, ein pensionierter Sänger und Musikdirektor, startet eine offene Kampagne gegen „Homosexualität in der britischen Musik“ und behauptet: „Der Einfluss von Perversen in der Welt der Musik ist über alle Maßen gewachsen. Wenn dies nicht bald eingedämmt wird, werden Covent Garden und andere wertvolle Musikerbestätten irreparablen Schaden erleiden.“[35]
- 29. November: Juan Jose Castro dirigiert die britische Erstaufführung von Carlos Chávez‘ Symphonie Nr. 3 in den Maida Vale Studios der BBC mit dem London Symphony Orchestra.
- 13. Dezember: Sir Arthur Bliss‘ Meditationen über ein Thema von John Blow werden in der Birmingham Town Hall uraufgeführt.[36]
- Rafael Kubelík ist von 1955 bis 1958 Chief Administrator des Royal Opera House in Covent Garden in London.
- Margaret Bonds: Songs of the seasons, Liederzyklus

##### Musikindustrie
- 24. September: Lew Grade gründet die britische Fernsehgesellschaft Association Television (ATV). Aus ihr entsteht über die Jahre Sony Music Publishing.

## Musikcharts

### Deutschland
Die längsten Nummer-eins-Singles
Lieder, die die meiste Zeit während eines anderen Jahres auf Platz 1 der Charts verbrachten, werden hier nicht aufgeführt.
1. Caterina Valente – Ganz Paris träumt von der Liebe (5 Monate)
2. Hula Hawaiian Quartett – Jim, Jonny und Jonas; Bibi Johns und die Penny-Pipers – Die Gipsy-Band (Polly-Dolly-do) (jeweils 2 Monate)

Alle weiteren Lieder waren einen Monat auf Platz 1 gelistet.
Alle Nummer-eins-Hits und die Hits des Jahres
Automatenmarkt-Chartsongs

### Vereinigtes Königreich
| Position | Singles                                                                                       |
| -------- | --------------------------------------------------------------------------------------------- |
|          |                                                                                               |
| 1        | Give Me Your Word Tennessee Ernie Ford (with Billy May & his Orchestra & Chorus)              |
| 2        | Rose Marie Slim Whitman                                                                       |
| 3        | The Man from Laramie Jimmy Young (with Bob Sharples & His Music)                              |
| 4        | Cherry Pink and Apple Blossom White Eddie Calvert (with Norrie Paramor & His Orchestra)       |
| 5        | Rock Around the Clock Bill Haley & His Comets                                                 |
| 6        | Softly, Softly Ruby Murray (with Ray Martin & His Orchestra)                                  |
| 7        | Mambo Italiano Rosemary Clooney & the Mellomen (with Buddy Cole & His Orchestra)              |
| 8        | Stranger in Paradise Tony Bennett (with Percy Faith & His Orchestra)                          |
| 9        | Christmas Alphabet Dickie Valentine (with Johnny Douglas & His Orchestra)                     |
| 10       | Finger of Suspicion Dickie Valentine with the Stargazers (and Johnny Douglas & His Orchestra) |

Die längsten Nummer-eins-Singles
Lieder, die die meiste Zeit während eines anderen Jahres auf Platz 1 der Charts verbrachten, werden hier nicht aufgeführt.
1. Slim Whitman – Rose Marie (11 Wochen)
2. Tennessee Ernie Ford (with Billy May & his Orchestra & Chorus) – Give Me Your Word (7 Wochen)
3. Eddie Calvert (with Norrie Paramor & His Orchestra) – Cherry Pink and Apple Blossom White; Jimmy Young (with Bob Sharples & His Music) – The Man from Laramie (jeweils 4 Wochen)

Alle Nummer-eins-Hits und die Hits des Jahres

### Vereinigte Staaten
| Position | Singles                                                                                        |
| -------- | ---------------------------------------------------------------------------------------------- |
|          |                                                                                                |
| 1        | Cherry Pink and Apple Blossom White Pérez Prado & His Orchestra & Billy Regis                  |
| 2        | Rock Around the Clock Bill Haley & His Comets                                                  |
| 3        | The Yellow Rose of Texas Mitch Miller & His Orchestra & Chorus                                 |
| 4        | Autumn Leaves Roger Williams with Glenn Osser & His Orchestra                                  |
| 5        | Unchained Melody Les Baxter & His Orchestra & Chorus                                           |
| 6        | The Ballad of Davy Crockett Bill Hayes with Archie Bleyer & His Orchestra                      |
| 7        | Love Is a Many Splendored Thing The Four Aces feat. Al Alberts with Jack Pleis & His Orchestra |
| 8        | Sincerely The McGuire Sisters with Dick Jacobs & His Orchestra                                 |
| 9        | Ain’t That a Shame Pat Boone with Orchestra & Chorus                                           |
| 10       | Dance with Me, Henry (Wallflower) Georgia Gibbs with Hugo Peretti & His Orchestra              |

Die längsten Nummer-eins-Singles
Lieder, die die meiste Zeit während eines anderen Jahres auf Platz 1 der Charts verbrachten, werden hier nicht aufgeführt.
1. Pérez Prado & His Orchestra & Billy Regis – Cherry Pink and Apple Blossom White (10 Wochen)
2. Bill Haley & His Comets – Rock Around the Clock (8 Wochen)
3. The McGuire Sisters with Dick Jacobs & His Orchestra – Sincerely; Mitch Miller & His Orchestra & Chorus – The Yellow Rose of Texas (jeweils 6 Wochen)

Die längsten Nummer-eins-Alben
Alben, die die meiste Zeit während eines anderen Jahres auf Platz 1 der Charts verbrachten, werden hier nicht aufgeführt.
1. Doris Day – Love Me or Leave Me (21 Wochen)
2. Mario Lanza – Mario Lanza Sings The Hit Songs from The Student Prince and Other Great Musical Comedies (19 Wochen)
3. Sammy Davis Jr. – Starring Sammy Davis Jr. (6 Wochen)

Alle Nummer-eins-Hits und die Hits des Jahres

### Charts in weiteren Ländern
Siehe auch: Nummer-eins-Hits 1955 in  Australien, Belgien, Deutschland, Frankreich, den Vereinigten Staaten und im Vereinigten Königreich.

### Top-Hits auf Schallplatte
- A Blossom Fell / If I Mai – Nat King Cole
- A Woman in Love – Frankie Laine
- Adorable – The Drifters
- Ain’t That A Shame, aufgenommen von
  - Pat Boone
  - Fats Domino
- Arrivederci Roma – Georgia Gibbs
- At My Front Door – The El Dorados
- Baby Let’s Play House – Elvis Presley
- Band Of Gold – Don Cherry
- Cherry Pink And Apple Blossom White – Pérez Prado
- Close Your Eyes – The Five Keys
- Cool Water – Frankie Laine
- Croce Di Oro – Patti Page
- Cry Me a River – Julie London
- Danger! Heartbreak Ahead – Jaye P. Morgan
- Darling, Je Vous Aime Beaucoup – Nat King Cole
- Der Mond hält seine Wacht – Peter Alexander
- Earth Angel, aufgenommen von
  - The Crew-Cuts
  - The Penguins
- Flip, Flop and Fly – Big Joe Turner
- Gum Drop – The Crew-Cuts
- Hawkeye – Frankie Laine
- He, aufgenommen von
  - Al Hibbler
  - McGuire Sisters
- Heart – Eddie Fisher
- Honey-Babe – Art Mooney and His Orchestra
- How Important Can It Be? – Joni James
- Hummingbird, aufgenommen von
  - Frankie Laine
  - Les Paul und Mary Ford
- I Hear You Knocking – Gale Storm
- I Need You Now – Eddie Fisher
- I Want You to Be My Baby – Georgia Gibbs
- If I Give My Heart to You, aufgenommen von
  - Doris Day
  - Denise Lor
- In The Beginning – Frankie Laine
- It’s A Sin To Tell A Lie – Somethin’ Smith and the Redheads
- Learnin’ the Blues – Frank Sinatra
- Let Me Go, Lover! – Joan Weber
- Let’s Go Fishin’ – Frankie Laine & Jimmy Boyd
- Lonely Nights – The Hearts
- Love Is A Many-Splendored Thing – The Four Aces featuring Al Alberts
- Love Love Love – Webb Pierce
- Love Me or Leave Me – Doris Day
- Maibellene – Chuck Berry
- Melody of Love – Billy Vaughn
- Mera Joota Hai Japani – Mukesh
- Memories Are Made Of This – Dean Martin
- Moments to Remember – The Four Lads
- My Friend – Frankie Laine
- Never Look Back – Doris Day
- Only You (And You Alone) – The Platters
- Playmates – The Fontane Sisters
- Rock Around the Clock – Bill Haley & His Comets
- Rock And Roll Waltz – Kay Starr
- Rock Island Line – Lonnie Donegan
- Same Old Saturday Night – Frank Sinatra
- Seventeen, aufgenommen von
  - Boyd Bennett and His Rockets
  - The Fontane Sisters
- Silver Threads and Golden Needles – Wanda Jackson
- Sincerely – McGuire Sisters
- Sixteen Tons, aufgenommen von
  - Tennessee Ernie Ford
  - Frankie Laine
- Smack Dab In The Middle – The Mills Brothers
- Sur ma vie – Charles Aznavour
- Speedoo – The Cadillacs
- Stars Fell On Alabama – Frankie Laine & Buck Clayton
- Steamboat – The Drifters
- Suddenly There’s A Valley – Gogi Grant
- Teen Age Prayer, aufgenommen von
  - Gale Storm
  - Gloria Mann
- That Old Feeling, aufgenommen von
  - Frankie Laine & Buck Clayton
  - Patti Page
- That’s All I Want from You – Jaye P. Morgan
- The Crazy Otto Medley – Johnny Maddox
- The Great Pretender – The Platters
- The Wallflower – Etta James
- The Yellow Rose Of Texas – Mitch Miller & The Gang
- Tutti Frutti – Little Richard
- Tweedle Dee – LaVern Baker
- Unchained Melody, aufgenommen von
  - Les Baxter
  - Roy Hamilton
  - Al Hibbler
  - Jimmy Young
- Vecchio Frac – Domenico Modugno
- What’cha Gonna Do – Clyde McPhatter and The Drifters
- You Are My Love – Joni James

## Musikpreisverleihungen und Ehrungen

### Indien

#### Filmfare Award
- Beste Musik: Sachin Dev Burman – Taxi Driver
- Bester Ton: Ishan Ghosh – Jeewan Jyoti

### Vereinigte Staaten

#### Golden Globe Awards
- Bester Hauptdarsteller – Musical/Komödie: James Mason – Ein neuer Stern am Himmel (A Star Is Born)
- Beste Hauptdarstellerin – Musical/Komödie: Judy Garland – Ein neuer Stern am Himmel (A Star Is Born)

#### Oscarverleihung
- Beste Filmmusik (Drama/Komödie): Dimitri Tiomkin – Es wird immer wieder Tag (The High and the Mighty)
- Beste Filmmusik (Musikfilm): Saul Chaplin, Adolph Deutsch – Eine Braut für sieben Brüder (Seven Brides for Seven Brothers)
- Bester Song: Three Coins in the Fountain aus Drei Münzen im Brunnen – Sammy Cahn, Jule Styne
- BesterTonmischung: Leslie I. Carey – Die Glenn Miller Story (The Glenn Miller Story)

#### Primetime-Emmy-Verleihung
- Beste Drama- oder Unterhaltungsmusik: Victor Young – Diamond Jubilee of Light, Syndication
- Beste TV-Musik: Walter Schumann – Polizeibericht, NBC
- Bester Choreograph: June Taylor – The Jackie Gleason Show, CBS
- Bester Sänger: Perry Como, CBS
- Beste Sängerin: Dinah Shore, NBC

#### Pulitzerpreis
- Pulitzerpreis/Musik: The Saint of Bleecker Street von Gian Carlo Menotti

#### Tony Awards
- Bestes Musical: George Abbott und Richard Bissell (Buch) sowie Richard Adler und Jerry Ross (Musik und Liedtexte) – The Pajama Game
- Bester Hauptdarsteller Musical: Walter Slezak – Fanny
- Beste Hauptdarstellerin Musical: Mary Martin – Peter Pan
- Bester Nebendarsteller Musical: Cyril Ritchard – Peter Pan
- Beste Nebendarstellerin Musical: Carol Haney – The Pajama Game
- Beste Choreographie: Bob Fosse – The Pajama Game
- Bester Dirigent und Musikdirektor: Thomas Schippers – The Saint of Bleecker Street

### Weitere
- Bundesrepublik Deutschland
  - Kunstpreis Berlin – Musik: Sergiu Celibidache, Joseph Ahrens, Josef Greindl
  - Deutscher Kritikerpreis – Fachgruppe Musik: Ernst Haefliger
  - Förderpreis Musik der Landeshauptstadt München: Mark Lothar
  - Nordgaupreis des Oberpfälzer Kulturbundes – Musik: Preis nicht vergeben
  - Großer Kunstpreis des Landes Nordrhein-Westfalen – Musik: Wolfgang Fortner
  - Louis Spohr Musikpreis Braunschweig: Marcel Mihalovici
  - Paul-Lincke-Ring: Friedrich Schröder

- Finnland
  - Wihuri-Sibelius-Preis: Paul Hindemith

- Frankreich
  - Prix Django Reinhardt: Guy Lafitte

- Japan
  - Otaka-Preis: Hayashi Hikaru

- Österreich
  - Preis der Stadt Wien für Musik: Ernst Krenek
  - Kunstpreis der Stadt Innsbruck – Musik: Preis nicht vergeben
  - Mozart-Medaille der Mozartgemeinde Wien: Johann Nepomuk David, Anton Dermota, Hans Pemmer, Erich Schenk

- Schweden
  - Gyllene Skivan: Arne Domnérus: Rockin’ Chair – HMV

- Schweiz
  - Kunst- und Kulturpreis der Stadt Luzern – Musik: Preis nicht vergeben

## Musikfestivals und -wettbewerbe

### Musikfestivals und -veranstaltungen
| Land                            | Von        | Bis        | Musikwettbewerb / -veranstaltung                                   | Ort         |
| ------------------------------- | ---------- | ---------- | ------------------------------------------------------------------ | ----------- |
| BR Deutschland                  | 22. Juli   | 28. August | Bayreuther Festspiele                                              | Bayreuth    |
| BR Deutschland                  | 00. Mai    | 00. Juni   | Internationale Ferienkurse für Neue Musik                          | Darmstadt   |
| BR Deutschland                  | 00. Juni   |            | 29. Weltmusiktage der International Society for Contemporary Music | Baden-Baden |
| Deutsche Demokratische Republik |            |            | Musikfestspiele Potsdam Sanssouci                                  | Potsdam     |
| Deutsche Demokratische Republik |            |            | Hallische Musiktage                                                | Halle       |
| Niederlande                     | 00. Juni   |            | Holland Festival                                                   | Amsterdam   |
| Norwegen                        | 01. Juni   | 15. Juni   | 3. Bergen International Festival                                   | Bergen      |
| Österreich                      | 01. Januar | 01. Januar | Neujahrskonzert der Wiener Philharmoniker                          | Wien        |
| Österreich                      | 24. Juli   | 30. August | 35. Salzburger Festspiele                                          | Salzburg    |
| Österreich                      |            |            | Salzburger Schlosskonzerte                                         | Salzburg    |
| Vereinigte Staaten              | 15. Juli   | 17. Juli   | Newport Jazz Festival                                              | Newport     |

### Musikwettbewerbe
| Land               | Musikwettbewerb                                                | Ort              | Preisträger |
| ------------------ | -------------------------------------------------------------- | ---------------- | --- |
| Frankreich         | Concours international de jeunes chefs d’orchestre de Besançon | Besançon         | Jerzy Katlewicz |
| Niederlande        | Internationaler Orgelimprovisationswettbewerb Haarlem          | Haarlem          | Piet Kee |
| Niederlande        | Internationaler Gesangswettbewerb von ’s-Hertogenbosch         | ’s-Hertogenbosch | Eva Bornemann, Jean Capiaux |
| Italien            | Premio Paganini                                                | Genua            | - 1. Preis: nicht vergeben - 2. Preis: nicht vergeben - 3. Preis: Luciano Vicari (Italien) - 4. Preis: Liliane Beretti (Lilia Francini Beretti) (Frankreich) und Jean Louis Stuurop (Niederlande) |
| Italien            | Sanremo-Festival                                               | Sanremo          | Tullio Pane / Claudio Villa – Buongiorno tristezza |
| Spanien            | Maria Canals International Music Competition                   | Barcelona        | Preis nicht vergeben |
| Vereinigte Staaten | Metropolitan Opera National Council Auditions                  | New York City    | Charlotte Reincke, Sopran |

## Erst- und Letzterscheinungen

### Ersterscheinungen
Bundesrepublik Deutschland
- Jahrbuch für Liturgik und Hymnologie – wissenschaftliches Periodikum mit Aufsätzen, Arbeitsberichten und Rezensionen zur Liturgiewissenschaft und Hymnologie aus evangelisch-lutherischer Perspektive
- Musikalische Denkmäler (Akademie der Wissenschaften und der Literatur) – Reihe mit historischen Werken der Musik, die von der Kommission für Musikwissenschaft der Akademie der Wissenschaften und der Literatur in Mainz veröffentlicht wird

Österreich
- Die Reihe – Publikation zum Thema Serielle Musik im Verlag Universal Edition Wien, herausgegeben von Herbert Eimert unter Mitarbeit von Karlheinz Stockhausen

## Erstverleihungen
Bundesrepublik Deutschland
- Paul-Lincke-Ring – wird an Musiker verliehen, die sich besondere Verdienste um die deutschsprachige Unterhaltungsmusik erworben haben
- Sudetendeutscher Kulturpreis – von der Sudetendeutschen Landsmannschaft gestifteter Preis

Frankreich
- Prix Django Reinhardt – von der Académie du Jazz in Paris für den französischen Jazzmusiker des Jahres vergebener Preis

Schweiz
- Kunst- und Kulturpreis der Stadt Luzern – Auszeichnung, die von der Stadt Luzern für außerordentliches Wirken im Bereich der Kunst und Kultur verliehen wird

Vereinigte Staaten
- Drama Desk Award – New Yorker Theaterpreis, der jährlich in mehreren Kategorien vergeben wird

## Gründungen und Auflösungen

### Gründungen
Belgien
- Antwerp Symphony Orchestra – Sinfonieorchester aus Flandern (Belgien), das im Königin-Elisabeth-Saal in Antwerpen zu Hause ist

Bundesrepublik Deutschland
- Bachchor Mainz – gemischter Chor aus Mainz
- Bund Saarländischer Musikvereine – Musikverband des Saarlandes
- Deutsches Amateur-Jazz-Festival – jährlich durchgeführter Musikwettbewerb für nicht-professionelle Jazzmusiker und -Bands mit Festivalcharakter in Düsseldorf
- Institut für Deutsche Musik im Osten – Institut zur Pflege der deutschen Musikkultur in den ehemaligen deutschen Siedlungsgebieten in Osteuropa mit Sitz in Bergisch Gladbach
- Jugendorchester Gersthofen – Blasorchester für Kinder, Jugendliche und junge Erwachsene in Gersthofen
- Mainzer Kammerorchester – Orchester in Mainz
- Monteverdi-Chor Hamburg – deutscher Konzertchor
- Orgelbau Schmid – Orgelbaufirma in Kaufbeuren
- Rasteder Musiktage – jährlich im Sommer stattfindende Musikveranstaltung in Rastede. Die Veranstaltung hat sich zu einem der größten Wettbewerbe für Drum Corps, Fanfarenzüge, Spielmannszüge, Konzertbands und Show-Marchingbands Europas entwickelt
- Studio für Elektronische Komposition Darmstadt – eines der ersten privaten Studios für Elektronische Musik in Deutschland

Deutsche Demokratische Republik
- Georg-Friedrich-Händel-Gesellschaft – internationale Vereinigung mit Sitz und Geschäftsstelle im Händel-Haus in Halle (Saale) zwecks „Förderung der Händel-Forschung und -Pflege“
- Hallische Musiktage – auf zeitgenössische Musik spezialisiertes internationales Festival in Halle (Saale)
- Kinder- und Jugendchor Magdeburg – Chor in Magdeburg
- Tanzfest der DDR – zunächst laientänzerische Veranstaltungsreihe in Rudolstadt, die zunehmend professionellere Darbietungen im Programm hatte

Frankreich
- Académie du Jazz – kultureller gemeinnütziger Verein, dessen Aufgabe insbesondere darin besteht, jährlich die besten Musiker und besten Album-Produktionen des Jazz zu küren

Italien
- Festival Internazionale del Jazz di Sanremo – italienisches Jazz-Festival in Sanremo

Japan
- Japanische Mozart-Gesellschaft – japanische Non-Profit-Organisation zur Pflege des Werkes von Wolfgang Amadeus Mozart mit Sitz im Stadtbezirk Shibuya in der Präfektur Tokio

Niederlande
- Nederlands Douane Orkest – semiprofessionelles Orchester der niederländischen Regierung
- Niederländisches Kammerorchester – Orchester mit Sitz in Amsterdam, gehört zusammen mit der Niederländischen Philharmonie (NedPhO) zur Stiftung Niederländische Philharmonie (Stiftung NPO)
- Vereniging van Schouwburg- en Concertgebouwdirecties – Vereinigung von Theater- und Konzerthausbetreibern in den Niederlanden

Österreich
- Internationale Gustav Mahler Gesellschaft – Verein in Wien zur wissenschaftliche Erforschung von Leben und Schaffen Gustav Mahlers, dessen Rezeptionsgeschichte, des kunst- und kulturhistorischen Hintergrunds der Epoche Gustav Mahlers sowie die Verbreitung von dessen Werk

Vereinigte Staaten
- Beaux Arts Trio – US-amerikanisches Klaviertrio
- College-Conservatory of Music Cincinnati – Fakultät für Musik der University of Cincinnati
- Houston Grand Opera – Institution für klassische Musik und Musiktheater in Houston
- Sony Music Publishing – US-amerikanischer Musikverlag der Sony Corporation

### Auflösungen
Deutsche Demokratische Republik
- Staatliche Hochschule für Theater und Musik Halle – seit 1947 existierende Hochschule in Halle an der Saale

Vereinigte Staaten
- San Carlo Opera Company – US-amerikanische Opernkompagnie

## Neuveröffentlichungen (Auswahl)

### Lieder und Kompositionen
| Lied                                                | Text                                                | Musik                                               | Erstinterpret                         | Label             | Veröffentlichung  | Genre                         | Album                                                    | Weitere Informationen |
| --------------------------------------------------- | --------------------------------------------------- | --------------------------------------------------- | ------------------------------------- | ----------------- | ----------------- | ----------------------------- | -------------------------------------------------------- | --- |
| A Sleepin’ Bee                                      | Truman Capote und Harold Arlen                      | Harold Arlen                                        | Diahann Carroll                       |                   | 1955              | Pop                           |                                                          | Lied aus dem Musical House of Flowers |
| A Story Untold                                      | Leroy Griffin                                       | Leroy Griffin                                       | The Nutmegs                           |                   | 1955              | Pop                           |                                                          | |
| A Woman in Love                                     | Frank Loesser                                       | Frank Loesser                                       |                                       |                   | 1955              | Pop                           |                                                          | erstmals gesungen in der Verfilmung des Broadway-Musicals Guys and Dolls aus dem Jahr 1955                                                    |
| Adelaide                                            | Frank Loesser                                       | Frank Loesser                                       |                                       |                   | 1955              | Pop                           |                                                          | erstmals gesungen in der Verfilmung des Broadway-Musicals Guys and Dolls aus dem Jahr 1955                                                    |
| Ain’t That a Shame                                  | Fats Domino und Dave Bartholomew                    | Fats Domino und Dave Bartholomew                    | Fats Domino                           | Imperial Records  | 14. April 1955    | Rock                          |                                                          | |
| All At Once You Love Her                            | Oscar Hammerstein II                                | Richard Rodgers                                     |                                       |                   | 1955              | Pop                           |                                                          | Gesangsnummer aus dem Musical Pipe Dream |
| An Occasional Man                                   | Ralph Blane und Hugh Martin                         | Ralph Blane und Hugh Martin                         | Gloria DeHaven                        |                   | 1955              | Pop                           |                                                          | gesungen von Gloria DeHaven in dem Film The Girl Rush                                                                                         |
| At My Front Door                                    | Ewart Abner, Johnny Moore                           | Ewart Abner, Johnny Moore                           | The El Dorados                        | Vee-Jay Records   | August 1955       | Doo Wop                       | Crazy Little Mama                                        | |
| Ballad Of Davy Crockett                             | Tom Blackburn                                       | George Bruns                                        | Bill Hayes                            | Cadence Records   | 1955              | Folk                          |                                                          | |
| Band of Gold                                        | Bob Musel                                           | Jack Taylor                                         | Don Cherry                            | Columbia Records  | 1955              | Pop                           |                                                          | |
| Bel Sante                                           | Charlotte Chait                                     | Charlotte Chait                                     | Mitch Miller                          | Columbia Records  | 1955              | Pop                           |                                                          | deutsche Coverversion 1956 von Freddy Quinn                                                                                                   |
| Black Denim Trousers And Motorcycle Boots           | Jerry Leiber und Mike Stoller                       | Jerry Leiber und Mike Stoller                       | The Cheers                            | Capitol Records   | 1955              | Pop                           |                                                          | französische Coverversionen 1956 von Edith Piaf                                                                                               |
| Blue Star                                           | Edward Heyman                                       | Victor Young                                        |                                       |                   | 1955              | Pop                           |                                                          | Titelmusik der US-amerikanischen Fernsehserie Medic (TV-Serie)                                                                                |
| Bo Diddley                                          | Ellas McDaniel                                      | Ellas McDaniel                                      | Bo Diddley                            | Checker Records   | April 1955        | Rock, Rhythm and Blues        |                                                          | |
| Cherry Pink And Apple Blossom White                 |                                                     | Louiguy                                             | Pérez Prado                           |                   | 1955              | Pop                           |                                                          | englische Coversong des Liedes Cerisier rose et pommier blanc („rosa Kirschen und weiße Äpfel“) aus dem Jahr 1950                             |
| Cry Me A River                                      | Arthur Hamilton                                     | Arthur Hamilton                                     | Julie London                          |                   | 1955              | Jazz, Pop                     | Julie Is Her Name                                        | die Coversong von Julie London machte das Lied bekannt                                                                                        |
| Cry! Cry! Cry!                                      | Johnny Cash                                         | Johnny Cash                                         | Johnny Cash                           | Sun Records       | 1955              | Country                       | With His Hot and Blue Guitar                             | |
| Das süße Mädi                                       | Roy C. Bennett, Sid Tepper                          | Roy C. Bennett, Sid Tepper                          | Peter Alexander                       |                   | 1955              | Schlager                      |                                                          | deutsche Coverversion des Liedes The Naughty Lady of Shady Lane aus dem Jahr 1954                                                             |
| Django                                              |                                                     | John Lewis                                          | Modern Jazz Quartet                   |                   | 1955              | Jazz                          | Django                                                   | wird als erfolgreichste Komposition von John Lewis angesehen und hat sich zum Jazzstandard entwickelt                                         |
| Domani                                              | Tony Velona                                         | Ulpio Minucci                                       | Julius LaRosa                         | Cadence Records   | 1955              | Pop                           |                                                          | |
| Don’t Be Angry                                      | Nappy Brown, Rose Marie McCoy und Fred Mendelsohn   | Nappy Brown, Rose Marie McCoy und Fred Mendelsohn   | Nappy Brown                           |                   | 1955              | Rhythm and Blues, Soul, Blues |                                                          | |
| Dreamboat                                           | Jack Hoffman                                        | Jack Hoffman                                        | Alma Cogan                            |                   | 1955              | Pop                           |                                                          | |
| Du bist ein Tiger                                   | Karl Kiesinger                                      | Werner Scharfenberger                               | Evelyn Künneke                        | Polydor           | 1955              | Schlager                      |                                                          | |
| Dungaree Doll                                       | Ben Raleigh                                         | Sherman Edwards                                     | Eddie Fisher                          | RCA Records       | November 1955     | Pop                           |                                                          | |
| Er ist die rechte Freudensonn                       |                                                     | Paul Ernst Ruppel                                   |                                       |                   |                   | Christliche Musik             |                                                          | protestantisches Adventslied; der Text ist der dritten, zweiten und fünften Strophe des Liedes Macht hoch die Tür von Georg Weissel entnommen |
| Eventuell, eventuell                                | Heinz Gietz und Kurt Feltz                          | Heinz Gietz und Kurt Feltz                          | Peter Alexander                       | Polydor           | 1955              | Schlager                      |                                                          | |
| Flip, Flop and Fly                                  | Charles E. Calhoun, Lou Willie Turner               | Charles E. Calhoun, Lou Willie Turner               | Big Joe Turner                        | Atlantic Records  | Februar 1955      | Blues                         |                                                          | |
| Folsom Prison Blues                                 | Johnny Cash                                         | Johnny Cash                                         | Johnny Cash                           | Sun Records       | 15. Dezember 1955 | Country                       | At Folsom Prison                                         | |
| Forever Darling                                     | Sammy Cahn                                          | Bronislau Kaper                                     |                                       |                   | 1955              | Pop                           |                                                          | gesungen von Desi Arnaz in dem Film Forever, Darling aus dem Jahr 1956                                                                        |
| Haitian Fight Song                                  |                                                     | Charles Mingus                                      | Charles Mingus                        | Debut Records     | 1955              | Jazz                          | Mingus at the Bohemia                                    | |
| He                                                  | Richard Mullan                                      | Jack Richards                                       | Al Hibbler                            | Decca Records     | 1955              | Christliche Musik             |                                                          | |
| He’s a Tramp                                        | Peggy Lee und Sonny Burke                           | Peggy Lee und Sonny Burke                           | Peggy Lee & The Mellomen              |                   |                   |                               |                                                          | Lied aus dem Zeichentrickfilm Lady and the Tramp                                                                                              |
| Hey, Porter                                         | Johnny Cash                                         | Johnny Cash                                         | Johnny Cash                           | Sun Records       | 21. Juni 1955     | Country                       |                                                          | |
| Historia de un Amor                                 | Carlos Eleta Almarán                                | Carlos Eleta Almarán                                |                                       |                   | 1955              | Latin                         |                                                          | |
| I Hear You Knocking                                 | Dave Bartholomew und Pearl King                     | Dave Bartholomew und Pearl King                     | Smiley Lewis                          | Imperial Records  | Juli 1955         | Rhythm and Blues              |                                                          | |
| I’ll Never Stop Loving You                          | Sammy Cahn                                          | Nicholas Brodszky                                   | Doris Day                             |                   | 1955              | Pop                           |                                                          | Lied aus dem Film Love Me or Leave Me |
| I’m a Man                                           | Bo Diddley                                          | Bo Diddley                                          | Bo Diddley                            | Checker Records   | April 1955        | Blues, Rock                   | Bo Diddley                                               | |
| I’m Just a Lonely Guy                               | Dorothy La Bostrie, Bumps Blackwell                 | Dorothy La Bostrie, Bumps Blackwell                 | Little Richard                        | Specialty Records | 1. November 1955  | Rhythm and Blues              | The Fabulous Little Richard                              | |
| In the Wee Small Hours of the Morning               | Bob Hilliard                                        | Dave Mann                                           | Frank Sinatra                         | Capitol Records   | 17. Februar 1955  | Pop                           | In the Wee Small Hours                                   | Jazzstandard |
| In Your Own Sweet Way                               | Iola Brubeck                                        | Dave Brubeck                                        | Dave Brubeck                          | Derry Music       | 16. Juli 1955     | Jazz                          | Brubeck Plays Brubeck                                    | Jazzstandard |
| Innamorata                                          | Jack Brooks                                         | Harry Warren                                        | Dean Martin                           |                   | 1955              | Pop                           |                                                          | Lied aus dem Film Maler und Mädchen |
| It’s Almost Tomorrow                                | Wade Buff                                           | Gene Adkinson                                       | The Dream Weavers                     | Decca Records     | 1955              | Pop                           |                                                          | |
| Learnin’ The Blues                                  | Dolores Vicki Silvers                               | Dolores Vicki Silvers                               | Frank Sinatra                         | Capitol Records   | 18. April 1955    | Pop                           |                                                          | |
| Life Could Not Better Be                            | Sylvia Fine und Sammy Cahn                          | Sylvia Fine und Sammy Cahn                          | Danny Kaye                            |                   | 1955              | Pop                           |                                                          | Lied aus dem Film The Court Jester |
| Live Fast, Love Hard, Die Young                     | Joe Allison                                         | Joe Allison                                         | Faron Young                           |                   | 1955              | Country                       |                                                          | |
| Love and Marriage                                   | Sammy Cahn                                          | Jimmy Van Heusen                                    | Frank Sinatra                         | Capitol Records   | 17. Oktober 1955  | Pop                           | This Is Sinatra!                                         | |
| Love Is a Many-Splendored Thing                     | Paul Francis Webster                                | Sammy Fain                                          | The Four Aces                         | Decca Records     | 22. Juli 1955     | Pop                           | Hits From Hollywood                                      | |
| Maybellene                                          | Chuck Berry, Russ Frato und Alan Freed              | Chuck Berry, Russ Frato und Alan Freed              | Chuck Berry                           | Chess Records     | Juli 1955         | Rock                          |                                                          | |
| Mannish Boy                                         | McKinley Morganfield, Mel London, Ellas McDaniel    | McKinley Morganfield, Mel London, Ellas McDaniel    | Muddy Waters                          | Chess Records     | 1955              | Blues                         |                                                          | |
| Memories Are Made of This                           | Terry Gilkyson, Rich Dehr und Frank Miller          | Terry Gilkyson, Rich Dehr und Frank Miller          | Dean Martin                           | Capitol Records   | 28. November 1955 | Pop                           | Memories Are Made of This                                | |
| Moments To Remember                                 | Al Stillman                                         | Robert Allen                                        | The Four Lads                         | Columbia Records  | 18. Juli 1955     | Pop                           |                                                          | |
| Mr. Wonderful                                       | Jerry Bock, George David Weiss und Larry Holofcener | Jerry Bock, George David Weiss und Larry Holofcener | Sammy Davis Jr.                       |                   | 1955              | Pop                           |                                                          | Titelmelodie des Musicals Mr. Wonderful |
| My Babe                                             | Willie Dixon                                        | Willie Dixon                                        | Little Walter                         | Checker Records   | Februar 1955      | Blues                         |                                                          | |
| My Boy – Flat Top                                   | Boyd Bennett und John Young Jr                      | Boyd Bennett und John Young Jr                      | Boyd Bennett                          |                   | 1955              | Pop                           |                                                          | |
| Mystery Train                                       | Junior Parker, Sam Phillips                         | Junior Parker, Sam Phillips                         | Elvis Presley                         | Sun Records       | 20. August 1955   | Rockabilly, Rhythm und Blues  |                                                          | Coverversion, Originalversion von Little Junior’s Blue Flames aus dem Jahr 1953                                                               |
| No, Not Much                                        | Al Stillman                                         | Robert Allen                                        | The Four Lads                         | Columbia Records  | 1955              | Pop                           |                                                          | |
| Once-a-Year Day                                     | Richard Adler und Jerry Ross                        | Richard Adler und Jerry Ross                        |                                       |                   | 1955              | Pop                           |                                                          | Lied aus dem Musical The Pajama Game |
| Only You (And You Alone)                            | Buck Ram                                            | Buck Ram                                            | The Platters                          | Mercury Records   | Juni 1955         | Doo Wop                       | The Platters                                             | |
| Pete Kelly’s Blues                                  | Sammy Cahn                                          | Ray Heindorf                                        |                                       |                   | 1955              | Pop                           |                                                          | Lied aus dem gleichnamigen Film Pete Kelly’s Blues                                                                                            |
| Relax-Ay-Voo                                        | Sammy Cahn und Arthur Schwartz                      | Sammy Cahn und Arthur Schwartz                      |                                       |                   | 1955              | Pop                           |                                                          | |
| Robin Hood                                          | Carl Sigman                                         | Carl Sigman                                         |                                       |                   | 1955              | Filmmusik                     |                                                          | Titelsong der Fernsehserie The Adventures of Robin Hood                                                                                       |
| Rock-A-Beatin’ Boogie                               | Bill Haley                                          | Bill Haley                                          | Bill Haley                            | Decca Records     | Oktober 1955      | Rock, Rockabilly              |                                                          | |
| Schenk Deiner Frau (Doch Hin und Wieder Rote Rosen) | W. Raschek, C.D. Arends                             | W. Raschek, C.D. Arends                             | Eddie Constantine                     |                   | 1955              | Schlager                      |                                                          | |
| See You Later, Alligator                            | Robert Guidry                                       | Robert Guidry                                       | Robert Guidry                         | Chess Records     | November 1955     | Rhythm and Blues              |                                                          | |
| Seven-and-a-Half Cents                              | Richard Adler und Jerry Ross                        | Richard Adler und Jerry Ross                        |                                       |                   | 1955              | Pop                           |                                                          | Lied aus dem Musical The Pajama Game |
| Sixteen Tons                                        | Merle Travis                                        | Merle Travis                                        | Tennessee Ernie Ford                  | Capitol Records   | Oktober 1955      | Country, Pop                  | Ford Favorites                                           | Coversong, Originalversion von Merle Travis aus dem Jahr 1947                                                                                 |
| Smokey Joe’s Cafe                                   | Jerry Leiber und Mike Stoller                       | Jerry Leiber und Mike Stoller                       | The Robins                            |                   | 1955              | Doo Wop                       |                                                          | |
| Something’s Gotta Give                              | Johnny Mercer                                       | Johnny Mercer                                       | Fred Astaire                          | AudioSonic Music  | 1955              | Filmmusik                     | Hooray for Hollywood – 100 Greatest Film Songs           | Lied aus dem Musikfilm Daddy Langbein; Oscarnominierung 1956 in der Kategorie „Bester Song“                                                   |
| Speedoo                                             | Esther Navarro                                      | Esther Navarro                                      | The Cadillacs                         | Josie Records     | Oktober 1955      | Rock, Doo Wop                 |                                                          | |
| Steig in das Traumboot der Liebe                    | Heinz Gietz, Kurt Feltz                             | Heinz Gietz, Kurt Feltz                             | Caterina Valente und Silvio Francesco | Polydor           | 1955              | Schlager                      |                                                          | |
| Stereophonic Sound                                  | Cole Porter                                         | Cole Porter                                         |                                       |                   | 1955              | Pop                           |                                                          | Lied aus dem Musical Silk Stockings |
| Suddenly There’s a Valley                           | Chuck Meyer und Biff Jones                          | Chuck Meyer und Biff Jones                          | Gogi Grant                            | Era Records       | Juli 1955         | Pop                           |                                                          | |
| The Bible Tells Me So                               | Dale Evans                                          | Dale Evans                                          | Nick Noble                            | Wing Records      | August 1955       | Gospel, Pop                   |                                                          | |
| The Great Pretender                                 | Buck Ram                                            | Buck Ram                                            | The Platters                          | Mercury Records   | 3. November 1955  | Rhythm and Blues, Doo Wop     |                                                          | |
| The Rock and Roll Waltz                             | Dick Ware                                           | Shorty Allen                                        | Kay Starr                             | RCA Victor        | Dezember 1955     | Pop                           |                                                          | |
| The Siamese Cat Song                                | Peggy Lee und Sonny Burke                           | Peggy Lee und Sonny Burke                           |                                       |                   | 1955              | Pop                           |                                                          | Lied aus dem Zeichentrickfilm Lady and the Tramp                                                                                              |
| (Love Is) The Tender Trap                           | Sammy Cahn                                          | Jimmy Van Heusen                                    | Frank Sinatra                         |                   | 1955              | Pop                           | The Tender Trap                                          | Lied aus dem Film The Tender Trap |
| The Wallflower (aka Dance With Me Henry)            | Johnny Otis, Hank Ballard und Etta James            | Johnny Otis, Hank Ballard und Etta James            | Etta James and the Peaches            | Modern Records    | 1955              | Rhythm and Blues              | Miss Etta James: The Complete Modern And Kent Recordings | |
| Theme from East Of Eden                             |                                                     | Leonard Rosenman                                    |                                       |                   | 1955              | Filmmusik                     |                                                          | Titelmelodie des Films Jenseits von Eden |
| Tutti Frutti                                        | Richard Penniman, D. La Bostrie und Joe Lubin       | Richard Penniman, D. La Bostrie und Joe Lubin       | Little Richard                        | Specialty Records | November 1955     | Rock                          | Here’s Little Richard                                    | |
| Two Lost Souls                                      | Richard Adler und Jerry Ross                        | Richard Adler und Jerry Ross                        | Gwen Verdon und Stephen Douglass      |                   | 1955              | Pop                           |                                                          | Lied aus dem Musical Damn Yankees |
| Unchained Melody                                    | Hy Zaret                                            | Alex North                                          | Les Baxter                            | Capitol Records   | 1955              | Pop                           |                                                          | |
| Wake the Town and Tell the People                   | Sammy Gallop                                        | Jerry Livingston                                    | Les Baxter                            |                   | 1955              | Pop                           |                                                          | |
| Whatever Lola Wants                                 | Richard Adler und Jerry Ross                        | Richard Adler und Jerry Ross                        |                                       | Gwen Verdon       | 1955              | Pop                           |                                                          | Lied aus dem Musical Damn Yankees |
| Where Have All the Flowers Gone                     | Pete Seeger                                         | Pete Seeger                                         | Pete Seeger                           |                   | 14. März 1955     | Folk                          |                                                          | Antikriegslied |
| Whole Lotta Shakin’ Goin’ On                        | Dave Williams                                       | Sonny David                                         | Big Maybelle                          | Okeh Records      | April 1955        | Rhythm and Blues              |                                                          | |
| You Are My Love                                     | Jimmie Nabbie                                       | Jimmie Nabbie                                       | Joni James                            | MGM Records       | 1955              | Pop                           |                                                          | |

### Alben
| Album                                                                              | Interpret                                                  | Label                                 | Veröffentlichung  | Genre                           | Weitere Informationen                |
| ---------------------------------------------------------------------------------- | ---------------------------------------------------------- | ------------------------------------- | ----------------- | ------------------------------- | ------------------------------------ |
| And I Thought About You                                                            | Patti Page                                                 | Mercury Records                       | 1955              | Pop                             |                                      |
| Blue Moods                                                                         | Miles Davis                                                | Debut Records, Original Jazz Classics | 1955              | Jazz                            | mit Teddy Charles und Charles Mingus |
| Brute Force Steel Bands of Antigua, B.W.I.                                         | Verschiedene                                               | Cook                                  | 1955              | Latin, Folk, Weltmusik, Country |                                      |
| Buddy and Sweets                                                                   | Buddy Rich, Harry Edison                                   | Norgran Records                       | 1955              | Jazz                            |                                      |
| Chamber Music of the New Jazz                                                      | Ahmad Jamal                                                | Argo                                  | 23. Mai 1955      | Jazz                            |                                      |
| Charlie Parker Memorial, Vol. 1                                                    | Charlie Parker                                             | Savoy Records                         | 1955              | Jazz                            |                                      |
| Clifford Brown with Strings                                                        | Clifford Brown                                             | EmArcy Records                        | 1955              | Jazz                            |                                      |
| Cloud 7                                                                            | Tony Bennett                                               | Columbia Records                      | 1955              | Jazz                            |                                      |
| Contemporary Concepts                                                              | Stan Kenton                                                | Capitol Records                       | 1955              | Jazz                            |                                      |
| Day Dreams                                                                         | Doris Day                                                  | Columbia Records                      | 1955              | Pop                             |                                      |
| Dinner in Caracas                                                                  | Aldemaro Romero                                            | RCA Victor                            | 1955              | Jazz, Latin                     |                                      |
| Doris Day in Hollywood                                                             | Doris Day                                                  | Columbia Records                      | 1955              | Pop                             |                                      |
| Duet                                                                               | Stan Kenton, June Christy                                  | Capitol Records                       | 1955              | Jazz                            |                                      |
| Duke Jordan Trio & Quintet                                                         | Duke Jordan                                                | Savoy Records                         | 1955              | Jazz                            |                                      |
| Eddie Fisher Sings Academy Award Winning Songs                                     | Eddie Fisher                                               | RCA Records                           | 1955              | Pop                             |                                      |
| Especially for You                                                                 | Teresa Brewer                                              | Coral Records                         | 1955              | Pop                             |                                      |
| Gene Norman Presents Frank Morgan                                                  | Frank Morgan                                               | GNP/Fresh Sound                       | 1955              | Jazz                            |                                      |
| Hampton Hawes Trio                                                                 | Hampton Hawes                                              | Contemporary Records                  | 1955              | Jazz                            |                                      |
| Happy Holiday                                                                      | Jo Stafford                                                | Columbia Records                      | 1955              | Pop                             |                                      |
| Horace Silver and the Jazz Messengers                                              | Horace Silver                                              | Blue Note Records                     | 1955              | Jazz                            |                                      |
| I Cry for You                                                                      | Johnnie Ray                                                | Columbia Records                      | 1955              | Pop                             |                                      |
| I Love You                                                                         | Eddie Fisher                                               | RCA Victor                            | 1955              | Pop                             |                                      |
| I Presume                                                                          | The Hi-Lo’s                                                | Starlite                              | 1955              | Jazz                            |                                      |
| Jazzical Moods, Vol. 1                                                             | Charles Mingus                                             | Period Records                        | Juli 1955         | Jazz                            |                                      |
| Jazzical Moods, Vol. 2                                                             | Charles Mingus                                             | Period Records                        | 1955              | Jazz                            |                                      |
| In a Blue Mood                                                                     | Kay Starr                                                  | Capitol Records                       | 1955              | Jazz, Blues                     |                                      |
| In the Land of Hi-Fi                                                               | Sarah Vaughan                                              | EmArcy Records                        | 1955              | Jazz                            |                                      |
| In the Wee Small Hours                                                             | Frank Sinatra                                              | Capitol Records                       | 25. April 1955    | Jazz, Pop                       |                                      |
| Jazzical Moods                                                                     | Charles Mingus                                             | Period Records                        | 1955              | Jazz                            |                                      |
| Julie Is Her Name                                                                  | Julie London                                               | Liberty Records                       | 1955              | Jazz                            |                                      |
| Love Me or Leave Me                                                                | Doris Day                                                  | Columbia Records                      | 2. Mai 1955       | Pop                             |                                      |
| Meet Betty Carter and Ray Bryant                                                   | Betty Carter, Ray Bryant                                   | Columbia Records                      | 1955              | Jazz                            |                                      |
| Memory Songs                                                                       | Jo Stafford                                                | Capitol Records                       | 1. Januar 1955    | Pop                             |                                      |
| Mingus at the Bohemia                                                              | Charles Mingus                                             | Debut Records                         | 1955              | Jazz                            |                                      |
| Moments to Remember                                                                | The Four Lads                                              | Columbia Records                      | 18. Juli 1955     | Pop                             |                                      |
| Music for Torching                                                                 | Billie Holiday                                             | Clef Records, Verve                   | 1955              | Jazz                            |                                      |
| Noël Coward at Las Vegas                                                           | Noël Coward                                                | Columbia Records                      | 1955              | Pop                             |                                      |
| Oklahoma!                                                                          | Original Broadway-Besetzung                                | Angel Records                         | 1. August 1955    | Pop                             |                                      |
| Pres and Sweets                                                                    | Lester Young und Harry Edison                              | Norgran Records                       | 1. November 1955  | Jazz                            |                                      |
| Rock Around the Clock                                                              | Bill Haley & His Comets                                    | Decca Records                         | 19. Dezember 1955 | Rock                            |                                      |
| Romance on the Range                                                               | Patti Page                                                 | Mercury Records                       | Juli 1955         | Pop, Country                    |                                      |
| Satch Plays Fats: The Music of Fats Waller                                         | Louis Armstrong                                            |                                       | 1955              | Jazz                            |                                      |
| Shake, Rattle and Roll                                                             | Bill Haley & His Comets                                    | Decca Records                         | 1955              | Rock                            |                                      |
| So Smooth                                                                          | Perry Como                                                 | RCA Victor                            | September 1955    | Pop                             |                                      |
| Soft and Sentimental                                                               | Jo Stafford                                                | Columbia Records                      | 1. Januar 1955    | Pop                             |                                      |
| Songs of Scotland                                                                  | Jo Stafford                                                | Columbia Records                      | 1. Januar 1955    | Folk                            |                                      |
| Songs from Pete Kelly’s Blues                                                      | Peggy Lee, Ella Fitzgerald                                 | Decca Records                         | 1955              | Jazz                            |                                      |
| Starring Sammy Davis Jr.                                                           | Sammy Davis Jr.                                            | Decca Records                         | Januar 1955       | Pop                             |                                      |
| Study in Brown                                                                     | Clifford Brown und Max Roach                               | EmArcy Records                        | 1955              | Jazz                            |                                      |
| Swingin’ Down Yonder                                                               | Dean Martin                                                | Capitol Records                       | 1. August 1955    | Jazz                            |                                      |
| Symphony No. 10 – Philharmonic-Symphony Orchestra of New York, Dimitri Mitropoulos | Dmitri Dmitrijewitsch Schostakowitsch                      | Columbia Records                      | 1955              | Klassische Musik                |                                      |
| The Duke’s Men                                                                     | Barney Bigard, Johnny Hodges, Rex Stewart, Cootie Williams | Epic Records                          | 1955              | Jazz                            |                                      |
| The Musings of Miles                                                               | Miles Davis                                                | Prestige Records                      | September 1955    | Jazz                            |                                      |
| The Prophetic Herbie Nichols, Vol. 1                                               | Herbie Nichols                                             | Blue Note Records                     | 6. Mai 1955       | Jazz                            |                                      |
| The Prophetic Herbie Nichols, Vol. 2                                               | Herbie Nichols                                             | Blue Note Records                     | 13. Mai 1955      | Jazz                            |                                      |
| The Tatum Group Masterpieces Vol. 5                                                | Art-Tatum                                                  | Norgran Records                       | 1955              | Jazz                            |                                      |
| The Waltz Queen                                                                    | Patti Page                                                 | Mercury Records                       | 1955              | Pop                             |                                      |

## Musiktheater

### Musical (Auswahl)
| Datum Uraufführung / Wiederaufnahme | Musical                | Komponist                                                                        | Buch und Liedtexte                                                                         | Theater                | Ort           | Weitere Informationen                                                 |
| ----------------------------------- | ---------------------- | -------------------------------------------------------------------------------- | ------------------------------------------------------------------------------------------ | ---------------------- | ------------- | --------------------------------------------------------------------- |
| 27. Januar                          | Plain and Fancy        | Albert Hague                                                                     | Joseph Stein und Will Glickman (Buch) sowie Arnold B. Horwitt (Liedtexte)                  | Mark Hellinger Theatre | New York City | Broadway Produktion mit insgesamt 461 Vorstellungen                   |
| 25. Februar                         | Wonderful Town         | Leonard Bernstein                                                                | Joseph Fields und Jerome Chodorov (Buch) sowie Betty Comden und Adolph Green (Liedtexte)   | Princes Theatre        | London        | Produktion in London mit insgesamt 207 Vorstellungen                  |
| 24. Februar                         | Silk Stockings         | Cole Porter                                                                      | George S. Kaufman, Leueen MacGrath, Abe Burrows (Buch) und Cole Porter (Liedtexte)         | Imperial Theatre       | New York City | Broadway Produktion mit insgesamt 478 Vorstellungen                   |
| 18. April                           | Ankles Aweigh          | Sammy Fain                                                                       | Guy Bolton und Eddie Davis (Buch) sowie Dan Shapiro (Liedtexte)                            | Mark Hellinger Theater | New York City | Broadway Produktion mit insgesamt 176 Vorstellungen                   |
| 20. April                           | Kismet                 | Alexander Porfirjewitsch Borodin, adaptiert von Robert Wright und George Forrest | Charles Lederer und Luther Davis (Buch) sowie Robert Wright und George Forrest (Liedtexte) | Stoll Theatre          | London        | Produktion in London mit insgesamt 648 Vorstellungen                  |
| 05. Mai                             | Damn Yankees           | Richard Adler und Jerry Ross                                                     | George Abbott und Douglas Wallop (Buch) sowie Richard Adler und Jerry Ross (Liedtexte)     | 46th Street Theatre    | New York City | Broadway Produktion                                                   |
| 23. Mai                             | Phoenix ’55            |                                                                                  |                                                                                            | Phoenix Theatre        | New York City | Broadway Produktion                                                   |
| 26. Mai                             | Seventh Heaven         | Victor Young                                                                     | Stella Unger                                                                               |                        | New York City | Broadway Produktion mit insgesamt 44 Vorstellungen                    |
| 14. Juli                            | Wild Thyme             | Donald Swann                                                                     | Philip Guard (Liedtexte)                                                                   |                        | London        | Produktion in London; in den Hauptrollen Betty Paul und Denis Quilley |
| 15. September                       | Romance in Candlelight |                                                                                  |                                                                                            | Piccadilly Theatre     | London        | Produktion in London mit insgesamt 53 Vorstellungen                   |
| 13. Oktober                         | The Pajama Game        | Richard Adler und Jerry Ross                                                     | George Abbott und Richard Bissell (Buch) sowie Richard Adler und Jerry Ross (Liedtexte)    | Coliseum               | London        | Produktion in London mit insgesamt 501 Vorstellungen                  |
| 30. November                        | Pipe Dream             | Richard Rodgers                                                                  | Oscar Hammerstein II (Buch und Liedtexte)                                                  | Shubert Theatre        | New York City | Broadway Produktion                                                   |
| 19. Dezember                        | Cranks                 | John Cranko                                                                      | John Addison                                                                               | New Watergate Theatre  | London        | Revue                                                                 |

### Oper und Operette (Auswahl)
| Datum der Uraufführung | Oper / Operette                    | Komponist                       | Libretto                             | Opernhaus                | Ort               | Weitere Informationen                                                                         |
| ---------------------- | ---------------------------------- | ------------------------------- | ------------------------------------ | ------------------------ | ----------------- | --------------------------------------------------------------------------------------------- |
| 05. Januar             | Zeltinger Himmelreich              | Werner Stamm                    |                                      |                          | Zeltingen-Rachtig |                                                                                               |
| 08. Januar             | Wir reisen um die Welt             | Charles Kálmán                  | Willy Werner Göttig                  | Hessisches Staatstheater | Wiesbaden         |                                                                                               |
| 27. Januar             | The Midsummer Marriage             | Michael Tippett                 | Michael Tippett                      | Royal Opera House        | London            |                                                                                               |
| 24. Februar            | Susannah                           | Carlisle Floyd                  | Carlisle Floyd                       | Florida State University | Tallahassee       |                                                                                               |
| 21. April              | Il cappello di paglia di Firenze   | Nino Rota                       | Nino und Ernesta Rota                | Teatro Massimo           | Palermo           |                                                                                               |
| 02. Mai                | David                              | Darius Milhaud                  | Armand Lunel                         | Teatro alla Scala        | Mailand           | Szenische Uraufführung, die konzertante Uraufführung fand am 1. Juni 1954 in Jerusalem statt  |
| 17. August             | Irische Legende                    | Werner Egk                      | Werner Egk nach William Butler Yeats |                          | Salzburg          | Uraufführung bei den Salzburger Festspielen                                                   |
| 14. September          | Der feurige Engel                  | Sergei Prokofjew                | Sergei Prokofjew                     | Teatro La Fenice         | Venedig           | Szenische Uraufführung, die konzertante Uraufführung fand am 5. November 1954 in Paris statt. |
| 17. Oktober            | Pallas Athene weint                | Ernst Krenek                    | Ernst Krenek                         | Hamburgische Staatsoper  | Hamburg           |                                                                                               |
| 06. November           | Griffelkin                         | Lukas Foss                      | Alastair Reid                        | NBC Opera Theatre        |                   | Übertragung durch NBC im Fernsehen                                                            |
| 26. November           | Nikita Vershinin                   | Dmitri Borissowitsch Kabalewski | S. Tsesin                            | Bolschoi-Theater         | Moskau            |                                                                                               |
| 03. Dezember           | Die Schule der Frauen (Liebermann) | Rolf Liebermann                 | Heinrich Strobel                     |                          | Louisville        | Erstfassung                                                                                   |
|                        | Farewell Companions                | William Alwyn                   |                                      |                          |                   | Radio-Oper                                                                                    |
|                        | Jeanne d’Arc                       | Alexis Roland-Manuel            |                                      |                          |                   |                                                                                               |
|                        | The Abbot of Drimock               | Thea Musgrave                   | Maurice Lindsay                      |                          |                   |                                                                                               |

## Klassische Musik

### Premieren (Auswahl)
| Datum der Uraufführung | Komponist                             | Komposition                                                                                         | Ort                         |
| ---------------------- | ------------------------------------- | --------------------------------------------------------------------------------------------------- | --------------------------- |
| 05. Januar             | Bohuslav Martinů                      | Symphonie Nr. 6 H 343 Symphonische Phantasien                                                       | Boston                      |
| 14. Januar             | Heitor Villa-Lobos                    | Konzert für Harfe                                                                                   | Philadelphia                |
| 15. Januar             | Dmitri Dmitrijewitsch Schostakowitsch | Aus der jüdischen Volkspoesie op. 79 (1948)                                                         | Leningrad                   |
| 23. Januar             | George Enescu                         | Kammersinfonie E-Dur für 12 Instrumente op. 33                                                      | Paris                       |
| 05. Februar            | Heitor Villa-Lobos                    | Cellokonzert Nr. 2                                                                                  | New York City               |
| 15. Februar            | Witold Lutosławski                    | Tänzerische Präludien für Klarinette und Klavier                                                    | Warschau                    |
| 18. Februar            | Howard Hanson                         | Symphony No. 5 „Sinfonia sacra“ op. 43                                                              | Philadelphia                |
| 14. März               | Boris Blacher                         | Violakonzert                                                                                        | Köln                        |
| 26. März               | Luigi Nono                            | Canti per tredici                                                                                   | Paris                       |
| 06. Mai                | Xavier Montsalvatge                   | Calidoscopi simfònic                                                                                | Barcelona                   |
| 11. Mai                | Sir Arthur Bliss                      | Konzert für Violine und Orchester                                                                   | London                      |
| 30. Mai                | Luigi Nono                            | Incontri per 24 strumenti                                                                           | Darmstadt (Ferienkurse)     |
| 01. Juni               | Pierre Boulez                         | Sonatine für Flöte und Klavier                                                                      | Darmstadt (Ferienkurse)     |
| 01. Juni               | Hans Ulrich Engelmann                 | Atlantische Ballade für Sopran, Bariton und Streichquartett                                         | Darmstadt (Ferienkurse)     |
| 01. Juni               | Peter Racine Fricker                  | Three Movements für Bratsche solo                                                                   | Darmstadt (Ferienkurse)     |
| 01. Juni               | Everett Helm                          | Eight minutes für zwei Klaviere                                                                     | Darmstadt (Ferienkurse)     |
| 01. Juni               | Giselher Klebe                        | Sonate Nr. 2 für Violine op. 20                                                                     | Darmstadt (Ferienkurse)     |
| 01. Juni               | Bruno Maderna                         | Quartetto per archi in due tempi, Streichquartett                                                   | Darmstadt (Ferienkurse)     |
| 01. Juni               | Karlheinz Stockhausen                 | Klavierstücke VI–VIII                                                                               | Darmstadt (Ferienkurse)     |
| 01. Juni               | Camillo Togni                         | Helian, Zyklus von fünf Liedern für Sopran und Kammerensemble                                       | Darmstadt (Ferienkurse)     |
| 01. Juni               | Bernd Alois Zimmermann                | Perspektiven – Musik für ein imaginäres Ballett für 2 Klaviere                                      | Darmstadt (Ferienkurse)     |
| 04. Juni               | Hermann Heiß                          | Sinfonia giocosa                                                                                    | Darmstadt (Ferienkurse)     |
| 04. Juni               | René Leibowitz                        | Concertino für Viola und Kammerorchester op. 35                                                     | Darmstadt (Ferienkurse)     |
| 21. Juni               | Robert Gerhard                        | Symphonie Nr. 1                                                                                     | Baden-Baden (ISCM Festival) |
| 19. Juli               | Gerald Finzi                          | Cellokonzert                                                                                        | Cheltenham (Festival)       |
| 16. August             | Pierre Boulez                         | Le marteau sans maître für Altstimme, Altflöte, Gitarre, Vibraphon, Xylorimba, Schlagzeug und Viola | Baden-Baden                 |
| 13. September          | Darius Milhaud                        | Symphonie Nr. 7                                                                                     | Venedig (Biennale)          |
| 13. September          | Henri Sauguet                         | Symphonie Nr. 3, I.N.R.                                                                             | Venedig (Biennale)          |
| 13. September          | Alexandre Tansman                     | Sinfonietta, für Kammerorchester                                                                    | Venedig (Biennale)          |
| 30. September          | Eduard Tubin                          | Symphonie Nr. 6                                                                                     | Stockholm                   |
| 07. Oktober            | Darius Milhaud                        | Symphonie Nr. 6                                                                                     | Boston                      |
| 16. Oktober            | Iannis Xenakis                        | Métastasis, für Orchester                                                                           | Donaueschingen (Musiktage)  |
| 25. Oktober            | Luciano Berio                         | Mimusique Nr. 2                                                                                     | Bergamo                     |
| 29. Oktober            | Dmitri Dmitrijewitsch Schostakowitsch | 1. Violinkonzert                                                                                    | Leningrad                   |
| 30. Oktober            | Franz Waxman                          | Sinfonietta for String Orchestra and Timpani                                                        | Zürich                      |
| 31. Oktober            | Alan Hovhaness                        | Symphony Nr. 2, Mysterious Mountain op. 132                                                         | Houston                     |
| 04. November           | William Schuman                       | Credendum (Artikel des Glaubens)                                                                    | Cincinnati                  |
| 02. Dezember           | Ernst Toch                            | Symphonie Nr. 3                                                                                     | Pittsburgh                  |
| 13. Dezember           | Sir Arthur Bliss                      | Meditationen über ein Thema von John Blow                                                           | Birmingham (Town Hall)      |
| 25. November           | Walter Piston                         | Symphonie Nr. 6                                                                                     | Boston                      |
| 19. Dezember           | Joaquín Rodrigo                       | Pavana real, Ballett                                                                                | Barcelona                   |
| 20. Dezember           | Michael Tippett                       | Sonate für vier Hörner                                                                              | London                      |

### Kompositionen (Auswahl)
- Malcolm Arnold – Tam O’Shanter Overture
- Milton Babbitt – Sonnets, für Baritonstimme, Klarinette, Bratsche und Cello
- Jean Barraqué – Séquence
- Luciano Berio
  - Mimusique Nr. 2 für Orchester
  - Mutazione für Tonband
  - Quartetto
  - Variazione für Kammerorchester
- Arthur Bliss
  - Meditations on a Theme by John Blow, op. 118
  - Konzert für Violine und Orchester, op. 111
- Ernest Bloch – Proclamation, B.91
- Pierre Boulez – Le Marteau sans maître
- York Bowen – Rhapsodie für Bratsche und Klavier in G-Dur
- Mario Castelnuovo-Tedesco
  - Tre Preludi mediterranei, op. 176
  - Escarramán, op. 177
- Eric Coates – The Dam Busters March[64]
- Henry Cowell – Sinfonie Nr. 12
- George Crumb
  - Diptych für Orchester
  - Sonate für Cello solo
- Mario Davidovsky
  - Quintett für Klarinette und Streicher
  - Suite Sinfonica Para "El Payaso" für Orchester
- Peter Maxwell Davies – Trompetensonate
- Einar Englund – Klavierkonzert Nr. 1
- Ferenc Farkas – Bukki Varlatok
- Gerald Finzi – Cellokonzert
- Henryk Mikołaj Górecki –
  - vier Präludien, op. 1
  - Toccata, op. 2, für zwei Klaviere
- Camargo Guarnieri
  - Poemas afro-brasileiros (3), für Gesang und Orchester
  - Ponteios, vol. 3, für Piano
  - Sonate Nr. 2, für Cello und Piano
  - Songs (2), für Gesang und Piano
- Howard Hanson – Symphony No. 5 „Sinfonia sacra“ op. 43
- Hans Werner Henze – 4. Sinfonie
- Vagn Holmboe
  - Streichquartett Nr. 5, op. 66
  - Kantate Nr. 9
- Alan Hovhaness – Symphony No. 2 Mysterious Mountain op. 132
- Wojciech Kilar – Sinfonie für Streicher
- Zoltan Kodaly – Nemzeti dal
- Osvaldo Lacerda – Miniaturas de Adelmar Tavares (4), für Gesang und Piano
- Witold Lutosławski – Tänzerische Präludien für Klarinette und Klavier (transkribiert für Klarinette und Kammerorchester)
- Bohuslav Martinů
  - Gilgameš (Chorwerk auf Basis des Gilgamesch-Epos)
  - Les Fresques de Piero della Francesca H 352
  - Konzert für Oboe und kleines Orchester H 353
- Darius Milhaud – Sinfonie Nr. 6
- Luigi Nono
  - Canti per tredeci für 13 Instrumente
  - Incontri für 24 Instrumente
- Per Nørgård
  - Sinfonie Nr. 1 Sinfonia austera
  - Trio Nr. 1, op. 15
- Walter Piston – 6. Sinfonie
- Edmund Rubbra – Klavierkonzert
- William Schuman – Credendum
- John Serry Sr. –
  - American Rhapsody – für Stradella-Akkordeon
  - Petite Tango – für Stradella-Akkordeon
  - Tarantella – für Stradella-Akkordeon
- Fela Sowande – African Suite für Streichorchester[65]
- Karlheinz Stockhausen – Klavierstücke V–VIII
- Igor Strawinsky – Canticum Sacrum
- Alexandre Tansman
  - Concerto, für Orchester
  - Capriccio für Orchester
- Michael Tippett
  - Klavierkonzert
  - Sonate für vier Hörner
- Ernst Toch – Third Symphony op. 75
- Ralph Vaughan Williams – Sinfonie Nr. 8 d-Moll
- Heitor Villa-Lobos
  - Streichquartett Nr. 16
  - Sinfonie Nr. 11
- William Walton
  - Johannesburg Festival Overture
  - Partitur für den Film Richard III
- Franz Waxman – Sinfonietta for Strings and Timpani
- Iannis Xenakis – Pithoprakta für Orchester

## Film

### Filmmusik (Auswahl)
| Originaltitel             | deutscher Titel                          | Besetzung                                                                  | Regie            | Komponist          |
| ------------------------- | ---------------------------------------- | -------------------------------------------------------------------------- | ---------------- | ------------------ |
| Bad Day at Black Rock     | Stadt in Angst                           | in den Hauptrollen Spencer Tracy, Robert Ryan und Anne Francis             | John Sturges     | André Previn       |
| Du rififi chez les hommes | Rififi                                   | in den Hauptrollen Jean Servais, Carl Möhner und Robert Manuel             | Jules Dassin     | Georges Auric      |
| East of Eden              | Jenseits von Eden                        | in den Hauptrollen James Dean, Julie Harris und Raymond Massey             | Elia Kazan       | Leonard Rosenman   |
| Rebel Without a Cause     | … denn sie wissen nicht, was sie tun     | in den Hauptrollen James Dean, Natalie Wood und Sal Mineo                  | Nicholas Ray     | Leonard Rosenman   |
| Richard III               |                                          | in den Hauptrollen Laurence Olivier, Cedric Hardwicke und Ralph Richardson | Laurence Olivier | William Walton     |
| The Cockleshell Heroes    | Himmelfahrtskommando                     | in den Hauptrollen Trevor Howard, José Ferrer und Christopher Lee          | José Ferrer      | John Addison       |
| The Colditz Story         | Im Schatten der Zitadelle                | in den Hauptrollen John Mills und Eric Portman                             | Guy Hamilton     | Francis Chagrin    |
| The Dam Busters           | Mai 1943 – Die Zerstörung der Talsperren | in den Hauptrollen Michael Redgrave, Richard Todd und Basil Sydney         | Michael Anderson | Eric Coates        |
| The Deep Blue Sea         | Lockende Tiefe                           | in den Hauptrollen Vivien Leigh und Kenneth More                           | Anatole Litvak   | Malcolm Arnold     |
| The Devil's General       | Des Teufels General                      | in den Hauptrollen Curd Jürgens, Marianne Koch und Viktor de Kowa          | Helmut Käutner   | Friedrich Schröder |
| The End of the Affair     | Das Ende einer Affaire                   | in den Hauptrollen Deborah Kerr, Van Johnson, Peter Cushing und John Mills | Edward Dmytryk   | Benjamin Frankel   |
| The Night of the Hunter   | Die Nacht des Jägers                     | in den Hauptrollen Robert Mitchum, Shelley Winters und Lillian Gish        | Charles Laughton | Walter Schumann    |
| The Seven Year Itch       | Das verflixte 7. Jahr                    | in den Hauptrollen Marilyn Monroe, Tom Ewell und Evelyn Keyes              | Billy Wilder     | Alfred Newman      |

### Musikfilme (Auswahl)
| Originaltitel             | deutscher Titel                 | Besetzung                                                                                              | Regie                                           |
| ------------------------- | ------------------------------- | --- | ----------------------------------------------- |
| Artists and Models        | Maler und Mädchen               | in den Hauptrollen Dean Martin, Jerry Lewis und Shirley MacLaine                                       | Frank Tashlin                                   |
| As Long as They’re Happy  | Hahn im Korb                    | in den Hauptrollen Jack Buchanan, Janette Scott, Jeannie Carson, Jerry Wayne, Diana Dors und Joan Sims | J. Lee Thompson                                 |
| Daddy Long Legs           | Daddy Langbein                  | in den Hauptrollen Fred Astaire, Leslie Caron und Terry Moore                                          | Jean Negulesco                                  |
| Gentlemen Marry Brunettes | So liebt man in Paris           | in den Hauptrollen Jane Russell, Jeanne Crain und Alan Young                                           | Richard Sale                                    |
| Guys and Dolls            | Schwere Jungs – leichte Mädchen | in den Hauptrollen Frank Sinatra, Jean Simmons und Marlon Brando                                       | Joseph L. Mankiewicz                            |
| It’s Always Fair Weather  | Vorwiegend heiter               | in den Hauptrollen Gene Kelly, Dan Dailey und Cyd Charisse                                             | Gene Kelly, Stanley Donen                       |
| Jupiter’s Darling         | Jupiters Liebling               | in den Hauptrollen Howard Keel, Esther Williams, Marge Champion und Gower Champion                     | George Sidney                                   |
| King’s Rhapsody           |                                 | in den Hauptrollen Anna Neagle, Patrice Wymore und Errol Flynn                                         | Herbert Wilcox                                  |
| Kismet                    |                                 | in den Hauptrollen Howard Keel, Ann Blyth und Dolores Gray                                             | Vincente Minnelli, Stanley Donen                |
| Lady and the Tramp        | Susi und Strolch                | Zeichentrickfilm mit den Liedern und dem Gesang von Peggy Lee                                          | Clyde Geronimi, Wilfred Jackson, Hamilton Luske |
| Love Me or Leave Me       | Tyrannische Liebe               | in den Hauptrollen Doris Day, James Cagney und Cameron Mitchell                                        | Charles Vidor                                   |
| Oh, Rosalinda!            | Fledermaus 1955                 | in den Hauptrollen Anton Walbrook, Ludmilla Tchérina und Mel Ferrer                                    | Michael Powell, Emeric Pressburger              |
| Oklahoma!                 | Oklahoma                        | in den Hauptrollen Gordon MacRae, Gloria Grahame und Gene Nelson                                       | Fred Zinnemann                                  |
| Pete Kelly’s Blues        | Es geschah in einer Nacht       | in den Hauptrollen Jack Webb, Janet Leigh und Edmond O’Brien                                           | Jack Webb                                       |
| The Seven Little Foys     | Komödiantenkinder               | in den Hauptrollen Bob Hope, Milly Vitale und George Tobias                                            | Melville Shavelson                              |
| The Girl Rush             |                                 | in den Hauptrollen Rosalind Russell, Fernando Lamas, Eddie Albert und Gloria DeHaven                   | Robert Pirosh                                   |
| Together With Music       |                                 | in den Hauptrollen Noël Coward, Mary Martin und Peter Matz                                             | Noël Coward, Jerome Shaw                        |

## Geboren

### Januar
- 02. Januar: Agathonas Iakovidis, griechischer Rembetikosänger († 2020)
- 04. Januar: Mark Hollis, britischer Musiker, Komponist, Sänger und Songschreiber (Talk Talk) († 2019)
- 08. Januar: Mike Reno, kanadischer Musiker, Schlagzeuger und Sänger (Loverboy und Moxy)
- 10. Januar: Ole Henrik Giørtz, norwegischer Jazzpianist
- 10. Januar: Charles Norman Mason, US-amerikanischer Komponist und Musikpädagoge

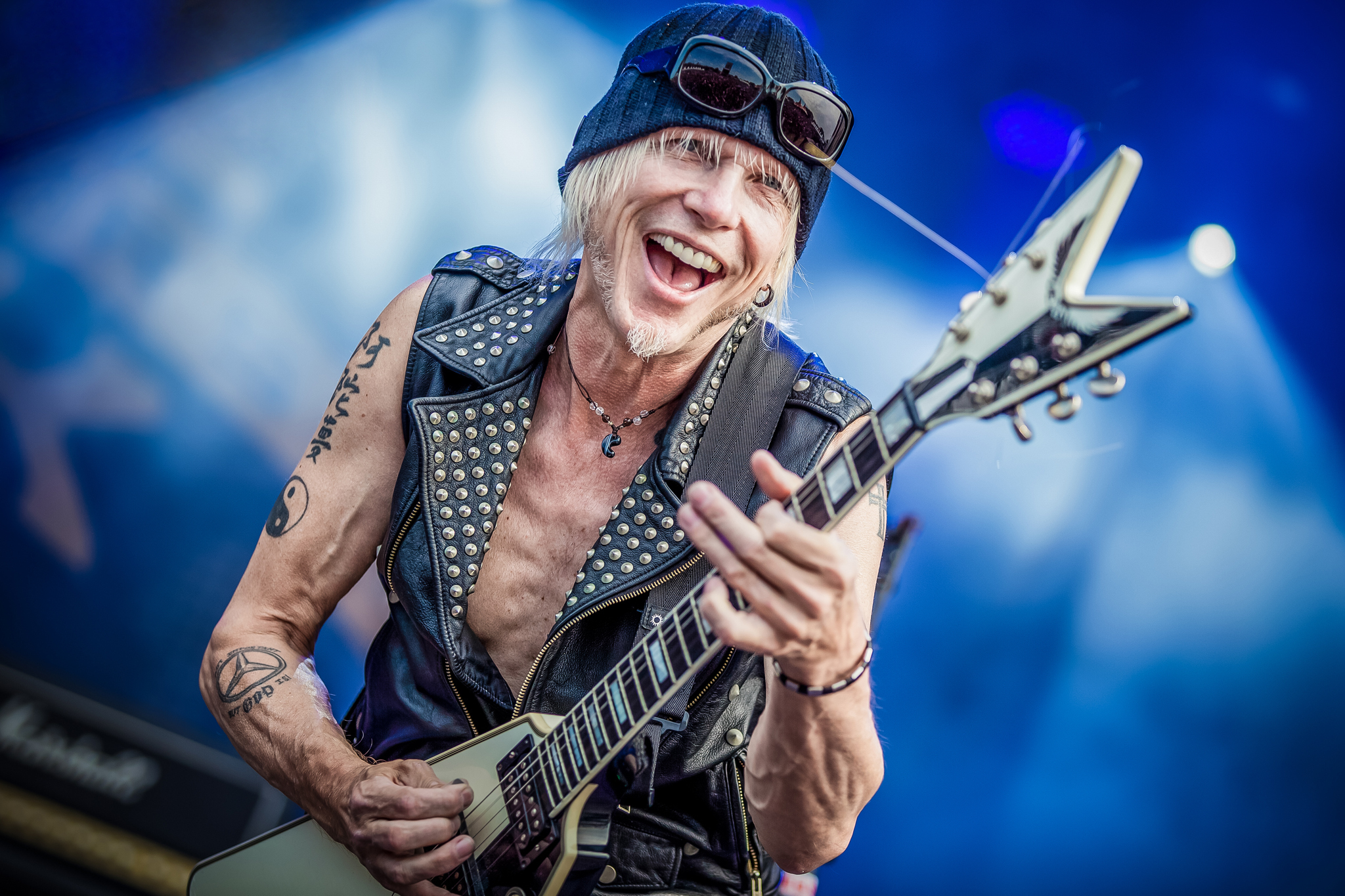
Michael Schenker; * 10. Januar

- 10. Januar: Michael Schenker, deutscher Rock-Gitarrist
- 11. Januar: Ed Schuller, US-amerikanischer Jazzbassist und Komponist
- 12. Januar: Jane Ira Bloom, US-amerikanische Jazz-Saxofonistin, Komponistin
- 13. Januar: Paul Kelly, australischer Musiker
- 13. Januar: Fred White, US-amerikanischer Musiker (Earth Wind & Fire) († 2023)
- 15. Januar: Eva-Maria Houben, deutsche Komponistin, Organistin, Pianistin und Musikwissenschaftlerin
- 17. Januar: Steve Earle, US-amerikanischer Country-Musiker (Del McCoury Band)
- 17. Januar: Ismael Ivo, brasilianischer Tänzer und Choreograf († 2021)
- 17. Januar: Robby Musenbichler, österreichischer Gitarrist, Komponist und Musikproduzent
- 17. Januar: Vladislav Sendecki, polnischer Jazzpianist
- 18. Januar: Frankie Knuckles, US-amerikanischer DJ und Musiker († 2014)

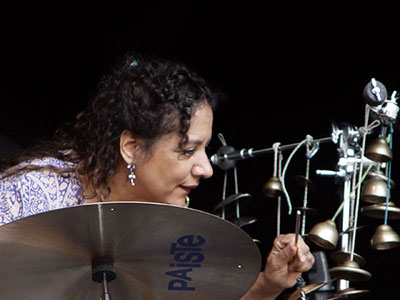
Marilyn Mazur; * 18. Januar

- 18. Januar: Marilyn Mazur, dänische Jazzmusikerin
- 18. Januar: Angela Winbush, US-amerikanische R&B-Sängerin, Songschreiberin und Produzentin
- 19. Januar: Erich Fischer, Schweizer Jazz- und Volksmusiker
- 19. Januar: Tony Mansfield, britischer Musiker, Songschreiber, Produzent

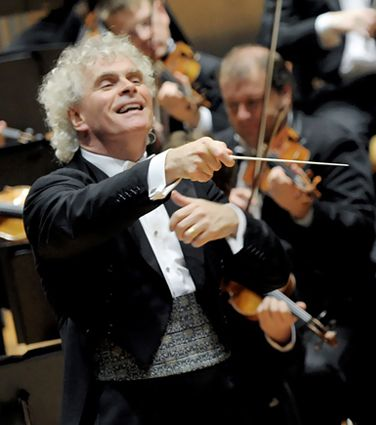
Sir Simon Rattle; * 19. Januar

- 19. Januar: Sir Simon Rattle, britischer Dirigent
- 22. Januar: Phillip Johnston, US-amerikanischer Jazzmusiker und Filmkomponist
- 23. Januar: Bill Miller, US-amerikanischer Musiker indianischer Abstammung
- 25. Januar: Jürgen Renfordt, deutscher Schlagersänger und Moderator
- 26. Januar: Gary Crosby, britischer Jazzmusiker

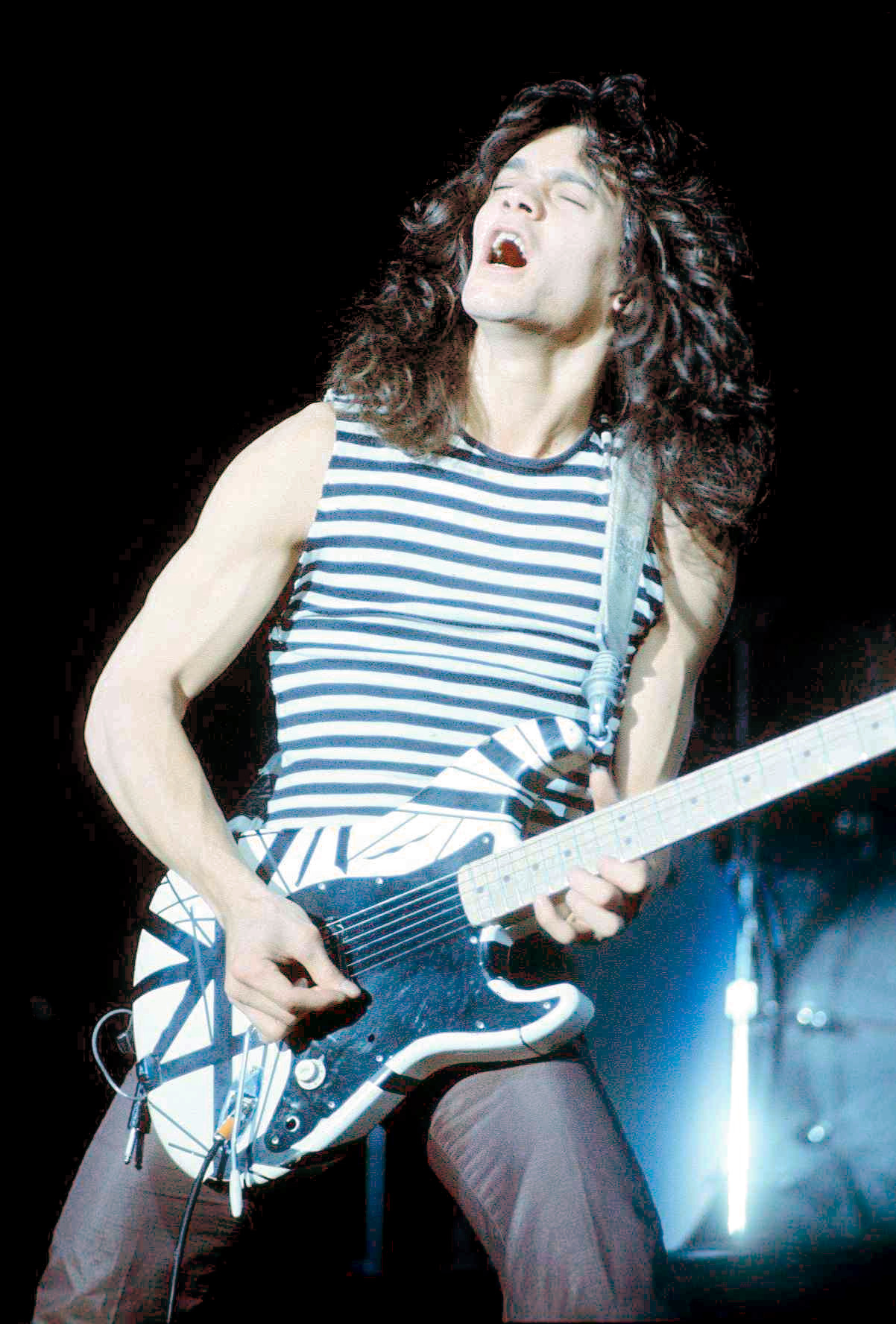
Eddie Van Halen; * 26. Januar

- 26. Januar: Eddie Van Halen, US-amerikanischer Rock-Gitarrist († 2020)
- 27. Januar: Pheeroan akLaff, US-amerikanischer Jazzschlagzeuger
- 29. Januar: Liam Reilly, irischer Singer-Songwriter († 2021)

### Februar
- 05. Februar: Luigi Archetti, italienischer Künstler und Musiker
- 06. Februar: Sabahat Akkiraz, türkische Sängerin und Politikerin
- 08. Februar: Renée Manning, US-amerikanische Jazzmusikerin (Gesang, Komposition)
- 09. Februar: Jimmy Pursey, britischer Musiker (Sham 69)
- 12. Februar: Paata Burtschuladse georgischer Opernsänger (Bass)
- 12. Februar: Bill Laswell, US-amerikanischer Bassist, Komponist, Arrangeur, Produzent
- 13. Februar: Akiko Yano, japanische Sängerin und Komponistin
- 18. Februar: Riff Regan, britischer Sänger (London)
- 19. Februar: David Murray, US-amerikanischer Tenorsaxophonist und Bassklarinettist
- 20. Februar: Bryan Gregory, US-amerikanischer Musiker († 2001)

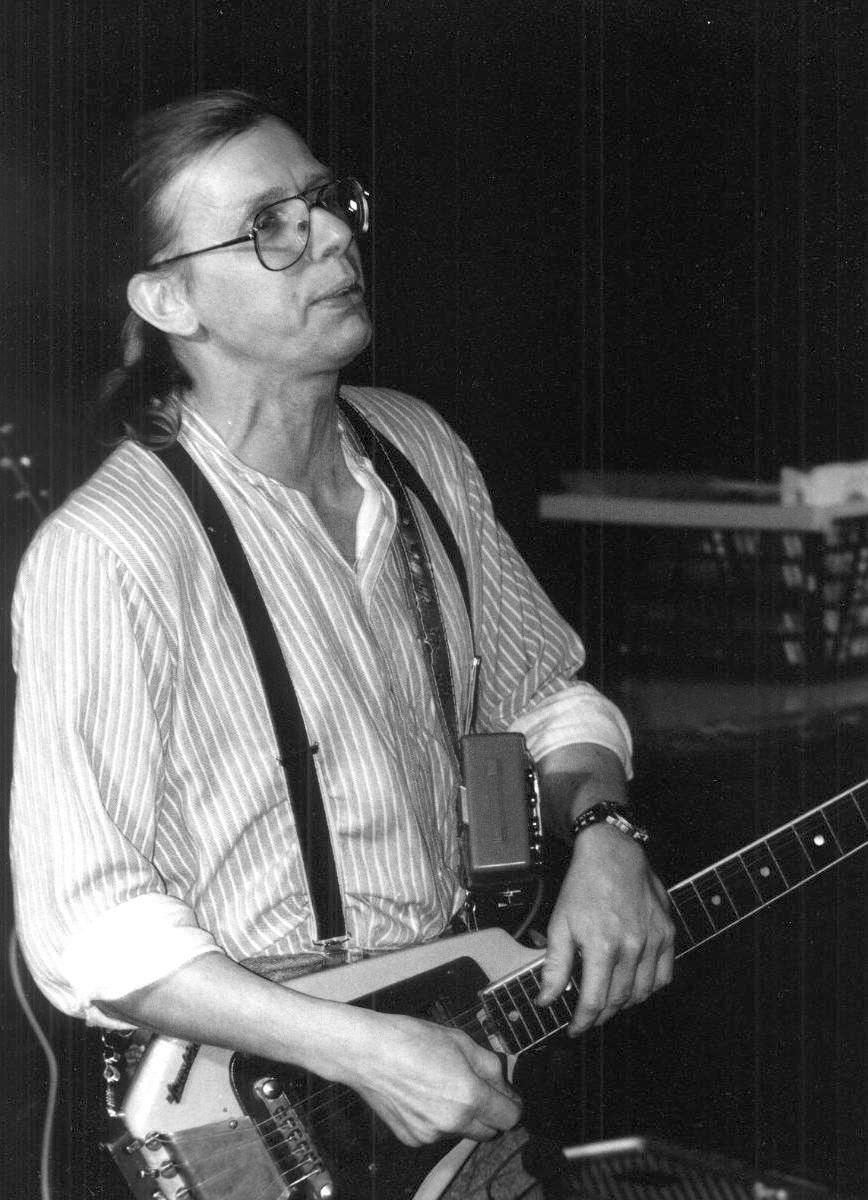
Gerhard Gundermann; * 21. Februar

- 21. Februar: Gerhard Gundermann, deutscher Liedermacher († 1998)
- 21. Februar: Dick le Mair, niederländischer Komponist, Arrangeur, Musikproduzent und Percussionist
- 23. Februar: Howard Jones, britischer Musiker[66]
- 23. Februar: Guadalupe Pineda, mexikanische Sängerin
- 25. Februar: Larry Rachleff, US-amerikanischer Dirigent und Musikpädagoge († 2022)
- 26. Februar: Ilona Schulz, deutsche Schauspielerin, Sängerin und Sprecherin
- 27. Februar: Peter Christopherson, britischer Musiker, Künstler († 2010)

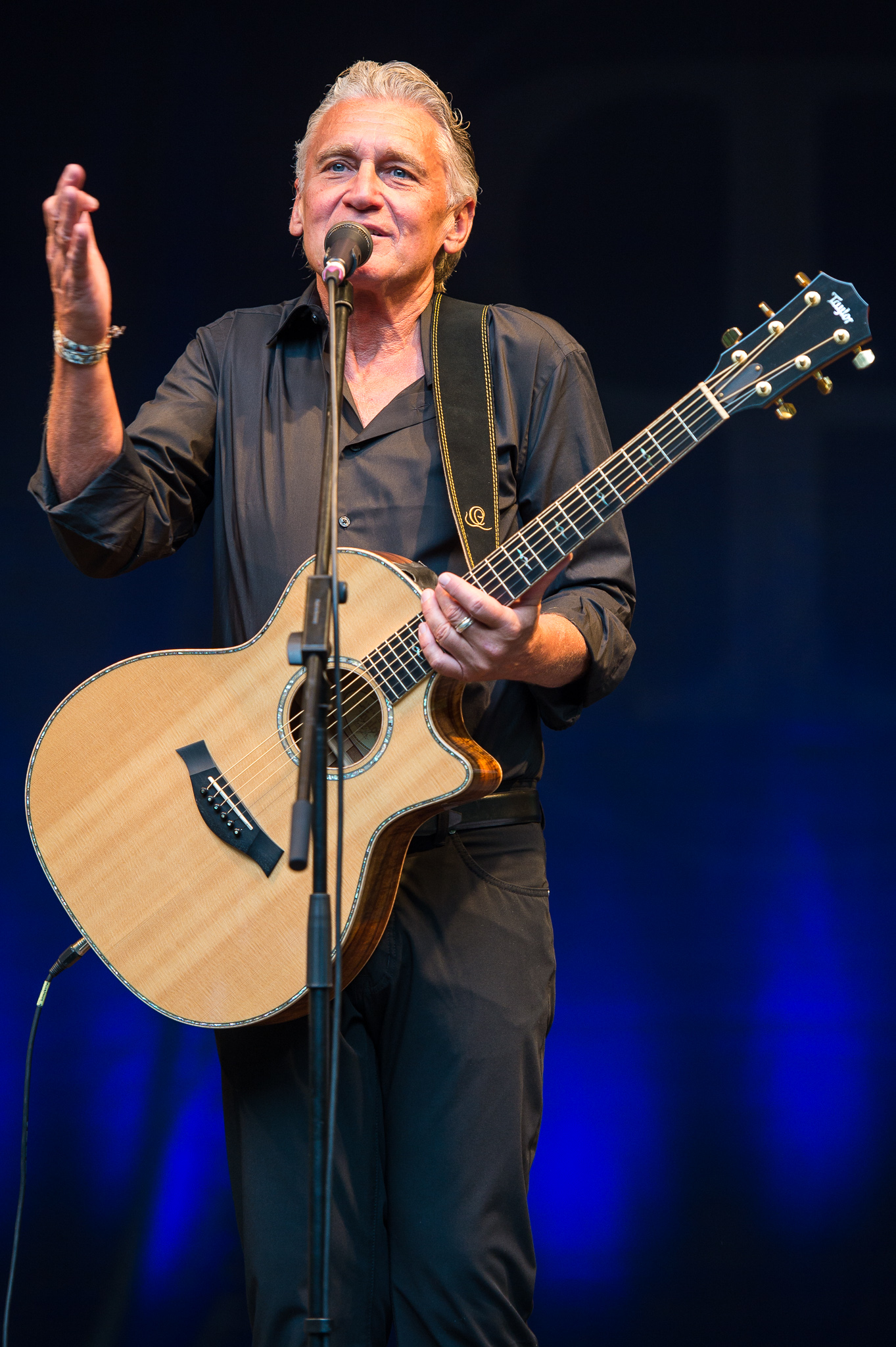
Rainhard Fendrich; * 27. Februar

- 27. Februar: Rainhard Fendrich, österreichischer Sänger
- 27. Februar: Glenn Horiuchi, US-amerikanischer Pianist, Komponist und Shamisenspieler († 2000)
- 27. Februar: Peter Martell, österreichische Sänger und Komponist
- 27. Februar: Terje Tønnesen, norwegischer Violinist

### März
- 01. März: Enzo Avitabile, italienischer Komponist, Singer-Songwriter, Saxophonist und Jazzmusiker
- 02. März: Jay Osmond, US-amerikanischer Singer-Songwriter (The Osmonds)
- 03. März: Bheki Mseleku, südafrikanischer Jazzmusiker († 2008)
- 04. März: Boon Gould, britischer Gitarrist, Bassist und Saxophonist (Level 42)
- 04. März: Michael Langoth, österreichischer Fotograf, Videokünstler, Musiker und Autor von Kochbüchern
- 05. März: Wladimir Skljarenko, russischer Oboist
- 06. März: Boris Björn Bagger, deutscher Gitarrist, Komponist, Arrangeur und Dirigent († 2024)
- 07. März: Michael Chance, britischer Countertenor
- 10. März: Bunny DeBarge, US-amerikanischer Singer-Songwriter, Komponist und Produzent (DeBarge)

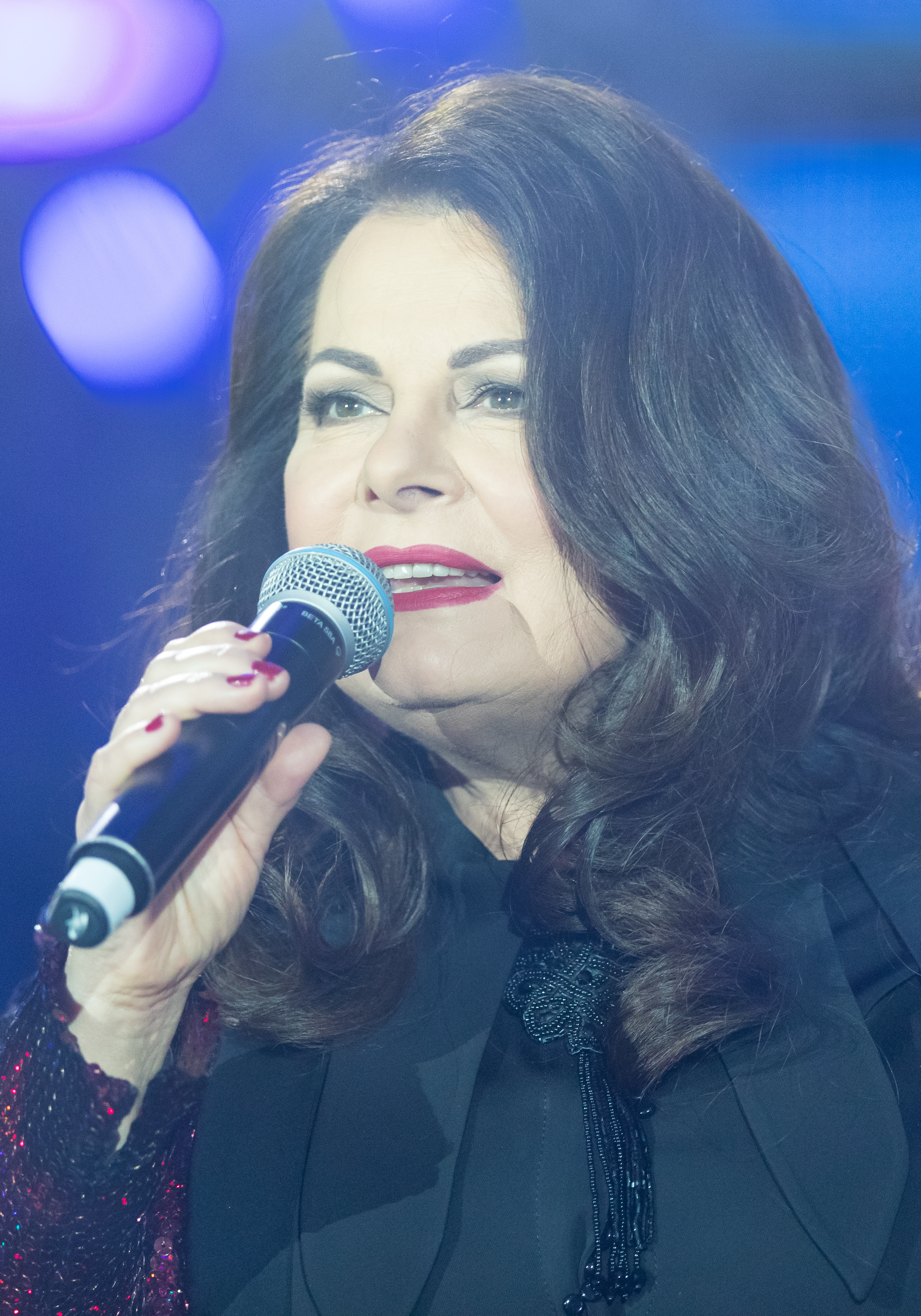
Marianne Rosenberg; * 10. März

- 10. März: Marianne Rosenberg, deutsche Schlagersängerin
- 11. März: Jimmy Fortune, US-amerikanischer Singer-Songwriter (The Statler Brothers)

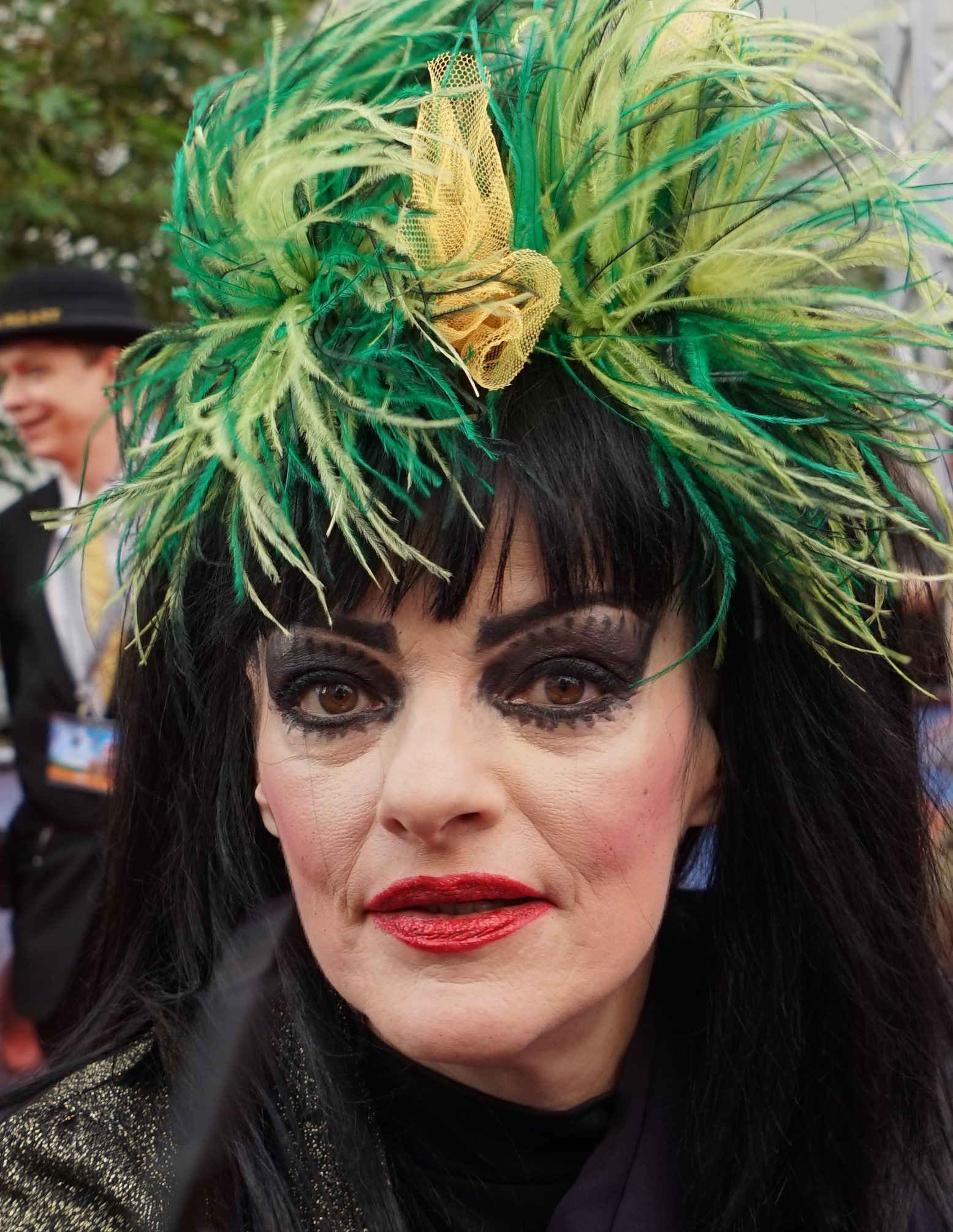
Nina Hagen; * 11. März

- 11. März: Nina Hagen, deutsche Punk-Sängerin
- 13. März: Gabriele Buschmeier, deutsche Musikwissenschaftlerin († 2020)
- 13. März: Ahmed Nekkar, algerischer Sänger, Musiker, Übersetzer, Liedermacher, Schriftsteller, Romanautor, Dramatiker, Dichter und Herausgeber († 2024)
- 15. März: Corinne Allal, israelische Rock-Musikerin und Musikproduzentin († 2024)
- 15. März: Dee Snider, US-amerikanischer Musiker und Frontsänger (Twisted Sister und Bent Brother)
- 16. März: Linda Lepomme, belgische Schauspielerin und Sängerin
- 17. März: Paul Overstreet, US-amerikanischer Country-Musiker
- 20. März: Mariya Takeuchi, japanische J-Pop-Sängerin und Komponistin
- 21. März: Haakon Graf, norwegischer Jazzpianist und -organist
- 21. März: Karl-Maria Kinsky, österreichischer Schauspieler, Kabarettist, Autor und Sänger († 2021)
- 23. März: Gerry Hemingway, US-amerikanischer Jazzschlagzeuger
- 24. März: Mark Hewins, britischer Gitarrist
- 24. März: Hank Roberts, US-amerikanischer Musiker, Cellist, Sänger und Komponist
- 25. März: Wolf Maahn, deutscher Musiker und Komponist
- 26. März: Dean Dillon, US-amerikanischer Country-Sänger und Songwriter
- 26. März: Ale Möller, schwedischer Multiinstrumentalist, Folk- und Weltmusiker und Komponist
- 27. März: Edgar Duvivier, brasilianischer Bildhauer, Maler und Illustrator sowie Saxophonist, Klarinettist und Komponist
- 27. März: Bogdan Mizerski, polnischer Komponist, Kontrabassist und Autor
- 28. März: Reba McEntire, US-amerikanische Country-Sängerin und Schauspielerin
- 29. März: Marina Sirtis, britisch-US-amerikanische Schauspielerin
- 30. März: Connie Cato, US-amerikanische Country-Sängerin

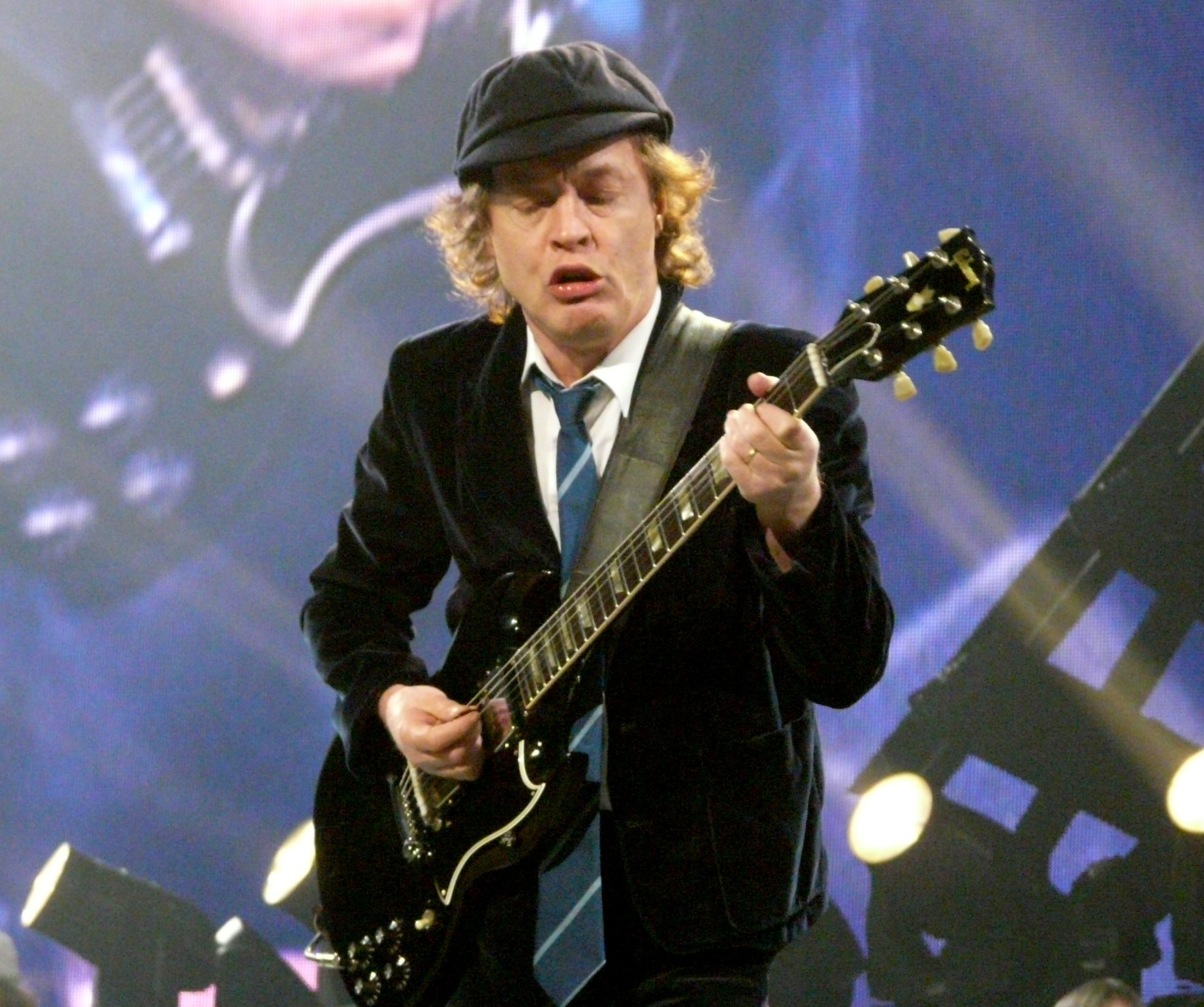
Angus Young; * 31. März

- 31. März: Angus Young, australischer Musiker (AC/DC)

### April
- 01. April: Michael Korie, US-amerikanischer Librettist
- 03. April: Egon Egemann, österreichischer Violinist, Sänger, Komponist und Musikproduzent
- 05. April: Janice Long, britischer Radiomoderator und -DJ († 2021)
- 06. April: Rudi Buttas, deutscher Rock-Gitarrist
- 06. April: Stephanie Koch, deutsche Musiktheater-Regisseurin und Professorin
- 09. April: Bob Chilcott, britischer Komponist, Arrangeur, Chorleiter und Sänger
- 10. April: Lesley Garrett, britische Sopranistin
- 12. April: Jean-Louis Aubert, französischer Sänger und Komponist
- 13. April: Louis Johnson, US-amerikanischer Bassist (The Brothers Johnson)
- 13. April: David Kane, britisch-amerikanischer Pianist und Komponist auf dem Gebiet der klassischen Musik und des Jazz
- 13. April: Preston Reed, US-amerikanischer Gitarrist
- 13. April: Simon Spang-Hanssen, dänischer Jazzsaxophonist

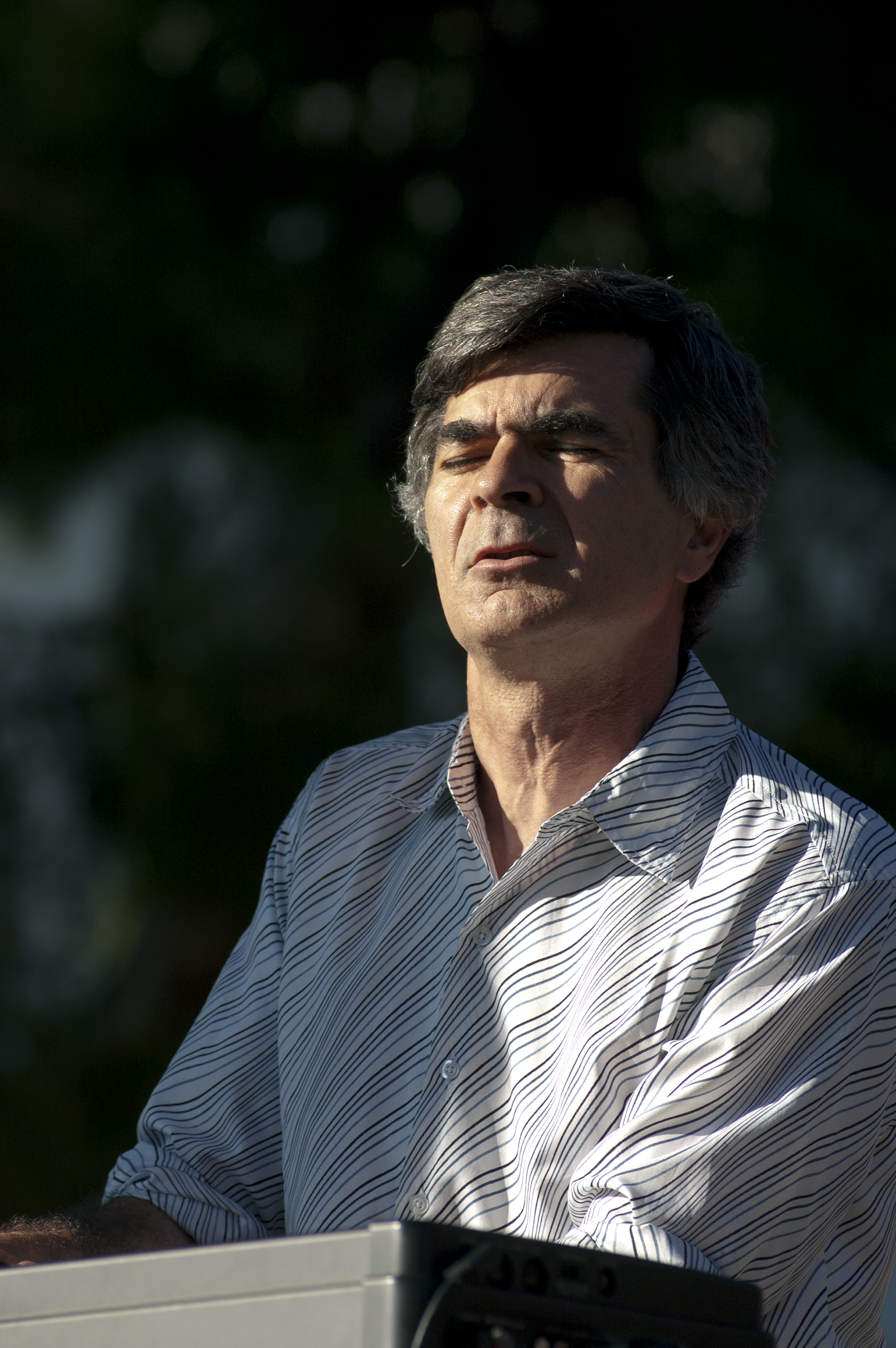
Laurent Cugny; * 14. April

- 14. April: Laurent Cugny, französischer Pianist, Bandleader, Komponist, Jazzkritiker und Musikwissenschaftler
- 15. April: Jeff Golub, US-amerikanischer Jazz-Gitarrist († 2015)
- 16. April: Jesús Emmanuel Acha Martínez, mexikanischer Popsänger und Komponist
- 16. April: Kool DJ Herc, US-amerikanisch-jamaikanischer Musiker und Musikproduzent
- 17. April: Pete Shelley, britischer Gitarrist und Sänger (Buzzcocks) († 2018)
- 18. April: Rubén Silva, bolivianisch-polnischer Dirigent
- 19. April: Rolf Løvland, norwegischer Komponist, Dirigent und Songschreiber

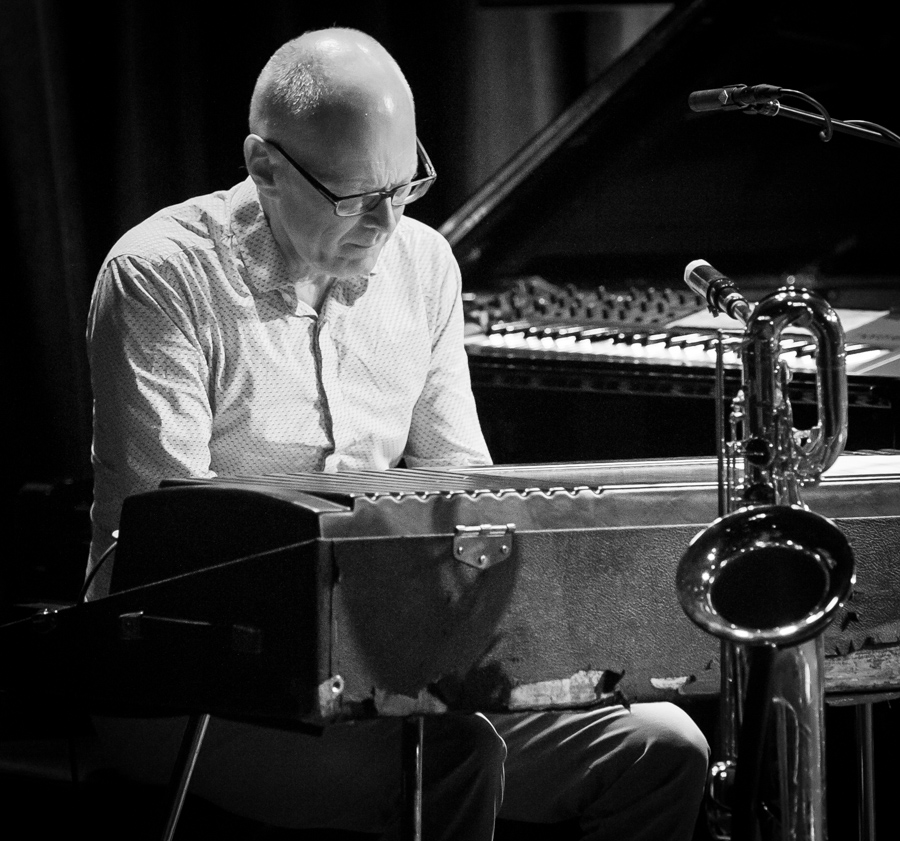
Rune Klakegg; * 19. April

- 19. April: Rune Klakegg, norwegischer Jazzpianist und Komponist
- 20. April: Carl Carlton, deutscher Rockmusiker und Musikproduzent
- 20. April: Amnon Wolman, israelischer Komponist
- 22. April: Arthur Baker, US-amerikanischer DJ, Produzent und Remixer
- 25. April: Michael Denhoff, deutscher Komponist und Cellist
- 26. April: François Tousignant, kanadischer Komponist und Musikkritiker († 2019)
- 28. April: Edwin Jobson, britischer Rockmusiker und Komponist
- 30. April: Wladimir Grigorjewitsch Tarnopolski, sowjetischer und russischer Komponist

### Mai
- 04. Mai: Mircea Tiberian, rumänischer Jazzpianist
- 05. Mai: Alain Caron, kanadischer Bassist
- 05. Mai: Brian Hughes, kanadischer Gitarrist
- 05. Mai: Dudu Tucci, brasilianischer Musiker
- 06. Mai: Antoni Gralak, polnischer Rock- und Jazztrompeter, Komponist und Musikproduzent
- 07. Mai: Fernando Villalona, dominikanischer Merenguesänger
- 07. Mai: Axel Zwingenberger, deutscher Jazzpianist
- 08. Mai: Denys Bouliane, kanadischer Komponist
- 08. Mai: Christoph Grohmann, deutscher Kirchenmusiker, Orgeldozent und Konzertorganist († 2023)
- 08. Mai: Raoul Trujillo, US-amerikanischer Schauspieler, Tänzer und Choreograf
- 09. Mai: Helmut Bibl, österreichischer Gitarrist

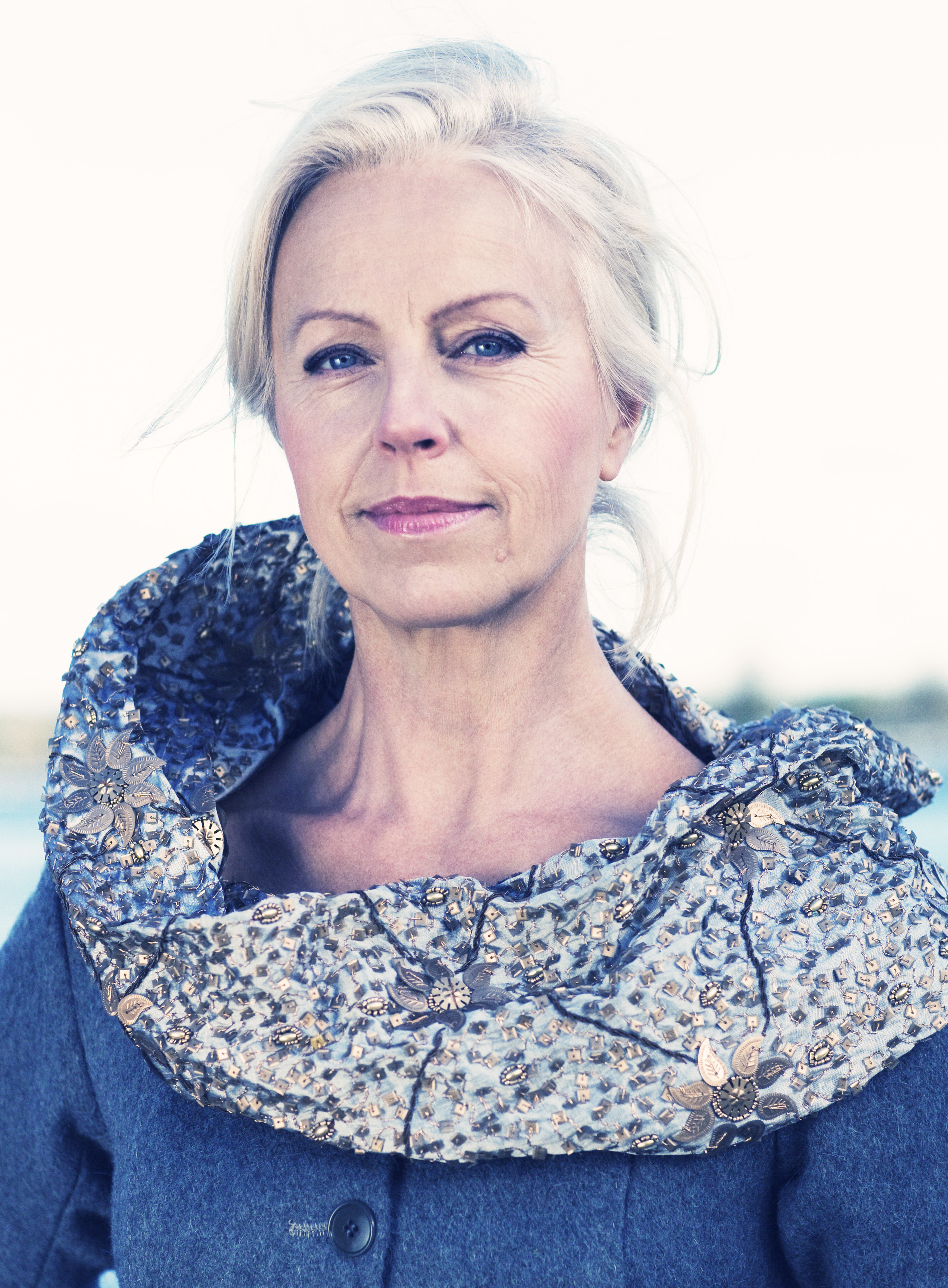
Anne Sofie von Otter; * 9. Mai

- 09. Mai: Anne Sofie von Otter, schwedische Sängerin
- 11. Mai: Mark Herndon, US-amerikanischer Schlagzeuger (Alabama)
- 11. Mai: J. J. Jeczalik, britischer Keyboarder und Programmierer
- 11. Mai: Thomas Rühmann, deutscher Schauspieler und Musiker
- 12. Mai: Kix Brooks, US-amerikanischer Countrysänger (Brooks & Dunn)
- 13. Mai: Peter Heinrich Brix, deutscher Schauspieler und Synchronsprecher
- 13. Mai: Garry Bushell, britischer Fernsehmoderator und Kolumnist
- 13. Mai: Freddy Geiger, Schweizer Festivalmanager († 2024)
- 13. Mai: Parviz Meshkatian, iranischer Santurspieler und Komponist († 2009)
- 14. Mai: Alasdair Fraser, schottischer Fiddlespieler
- 15. Mai: Lia Vissi, zyprische Sängerin und Politikerin
- 16. Mai: Hazel O’Connor, britische Sängerin und Schauspielerin
- 17. Mai: Pat Irwin, US-amerikanischer Komponist und Musiker
- 18. Mai: Kjetil Bjerkestrand, norwegischer Pianist und Filmkomponist
- 19. Mai: Geoff Stradling, US-amerikanischer Pianist, Keyboarder und Komponist
- 20. Mai: Steve George, US-amerikanischer Keyboarder (Mr. Mister)

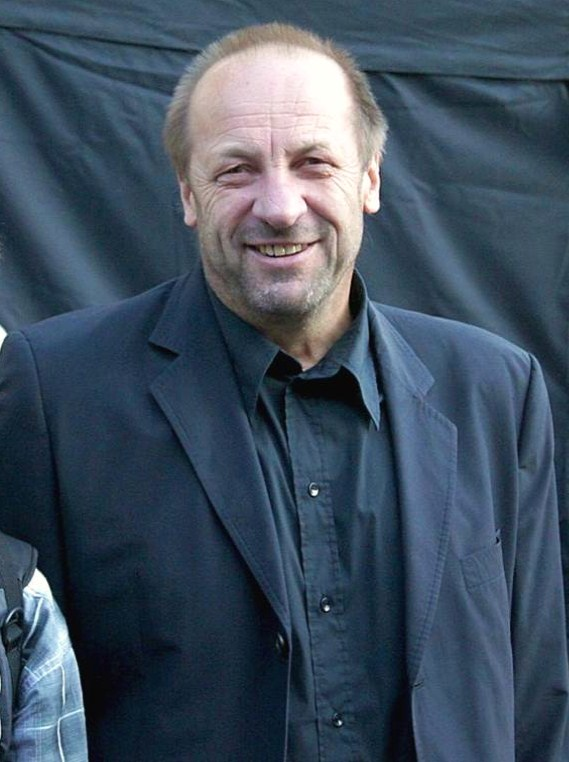
Zbigniew Preisner; * 20. Mai

- 20. Mai: Zbigniew Preisner, polnischer Filmmusikkomponist
- 20. Mai: Robert Schroeder, deutscher Musiker und Komponist
- 21. Mai: Stan Lynch, US-amerikanischer Musiker und Musikproduzent (Tom Petty & the Heartbreakers)
- 21. Mai: Milly Quezada, dominikanische Merenguesängerin
- 22. Mai: Chalmers Alford, US-amerikanischer Gitarrist († 2008)
- 22. Mai: Mary Black, irische Sängerin
- 22. Mai: Jerry Dammers, britischer Keyboarder
- 23. Mai: Nat Adderley junior, US-amerikanischer Arrangeur, Komponist und Pianist
- 23. Mai: Dean Friedman, US-amerikanischer Singer-Songwriter, Keyboarder und Gitarrist
- 23. Mai: Garry Koehler, australischer Countrymusiker und Songwriter († 2019)[67]

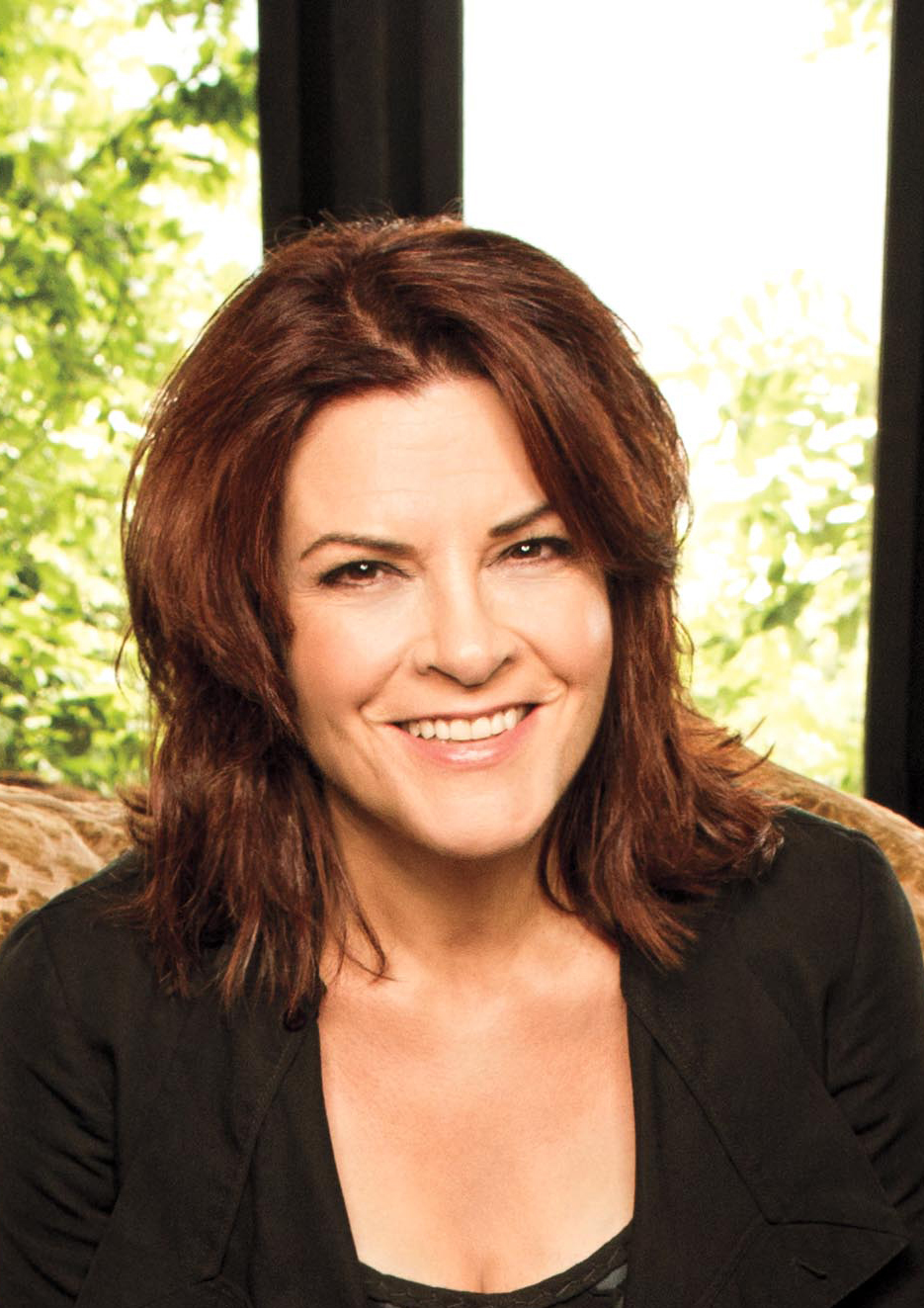
Rosanne Cash; * 24. Mai

- 24. Mai: Rosanne Cash, US-amerikanische Sängerin, älteste Tochter von Johnny Cash
- 24. Mai: Paul Kreibich, US-amerikanischer Jazzmusiker (Schlagzeug, Komposition)
- 24. Mai: Philippe Lafontaine, belgischer Sänger und Komponist
- 27. Mai: Nat Reeves, US-amerikanischer Jazzmusiker
- 28. Mai: Janet Seidel, australische Jazz-Sängerin († 2017)
- 29. Mai: Pascal Dusapin, französischer Komponist
- 29. Mai: Mike Porcaro, US-amerikanischer Bassist (Toto) († 2015)
- 29. Mai: Mars Williams, US-amerikanischer Saxophonist
- 30. Mai: Topper Headon, britischer Schlagzeuger (The Clash)
- 31. Mai: Marty Ehrlich, US-amerikanischer Jazzmusiker
- 31. Mai: Tommy Emmanuel, australischer Gitarrist
- 31. Mai: Nilüfer Yumlu, türkische Popsängerin

### Juni
- 02. Juni: Lobo, niederländischer Sänger († 2025)
- 04. Juni: Johnny Alegre, philippinischer Jazzmusiker (Gitarre, Komposition)
- 05. Juni: Erica Lindsay, US-amerikanische Jazzmusikerin und Komponistin
- 05. Juni: Hugh Marsh, kanadischer Violinist
- 06. Juni: Jan van der Meij, niederländischer Rockmusiker

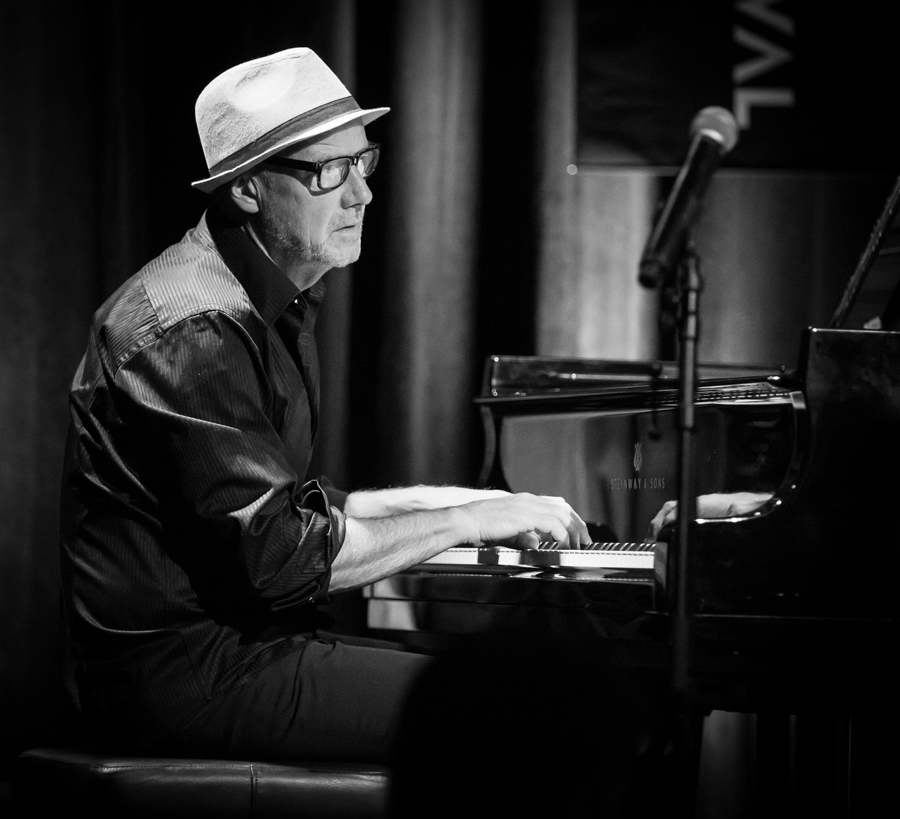
Jon Balke; * 7. Juni

- 07. Juni: Jon Balke, norwegischer Jazzmusiker (Magnetic North Orchestra)
- 07. Juni: Rudolf Gindlhumer, österreichischer Flötist
- 07. Juni: Joey Scarbury, US-amerikanischer Singer-Songwriter
- 08. Juni: Serge Malik, französischer Fusionmusiker (Gitarre, Arrangement) und Musikproduzent
- 10. Juni: Kazimierz Pyzik, polnischer Komponist, Kontrabassist und Gambist
- 11. Juni: Lils Mackintosh, niederländische Jazz- und Blues-Sängerin († 2023)
- 11. Juni: Milan Novotny, tschechisch-schweizerischer Musikpädagoge, Komponist und Akkordeonist
- 11. Juni: Linda Williams, niederländische Schlagersängerin
- 12. Juni: Enwer Ismailow, ukrainischer Volks- und Jazzmusiker
- 13. Juni: Nigel Wright, britischer Keyboarder und Musikproduzent
- 14. Juni: Andreas Graumnitz, deutscher Musiker und Unternehmer
- 18. Juni: Mísia, portugiesische Fado-Sängerin († 2024)
- 23. Juni: Glenn Danzig, US-amerikanischer Rockmusiker
- 23. Juni: Pamela Rooke, britisches Model und Schauspielerin († 2022)

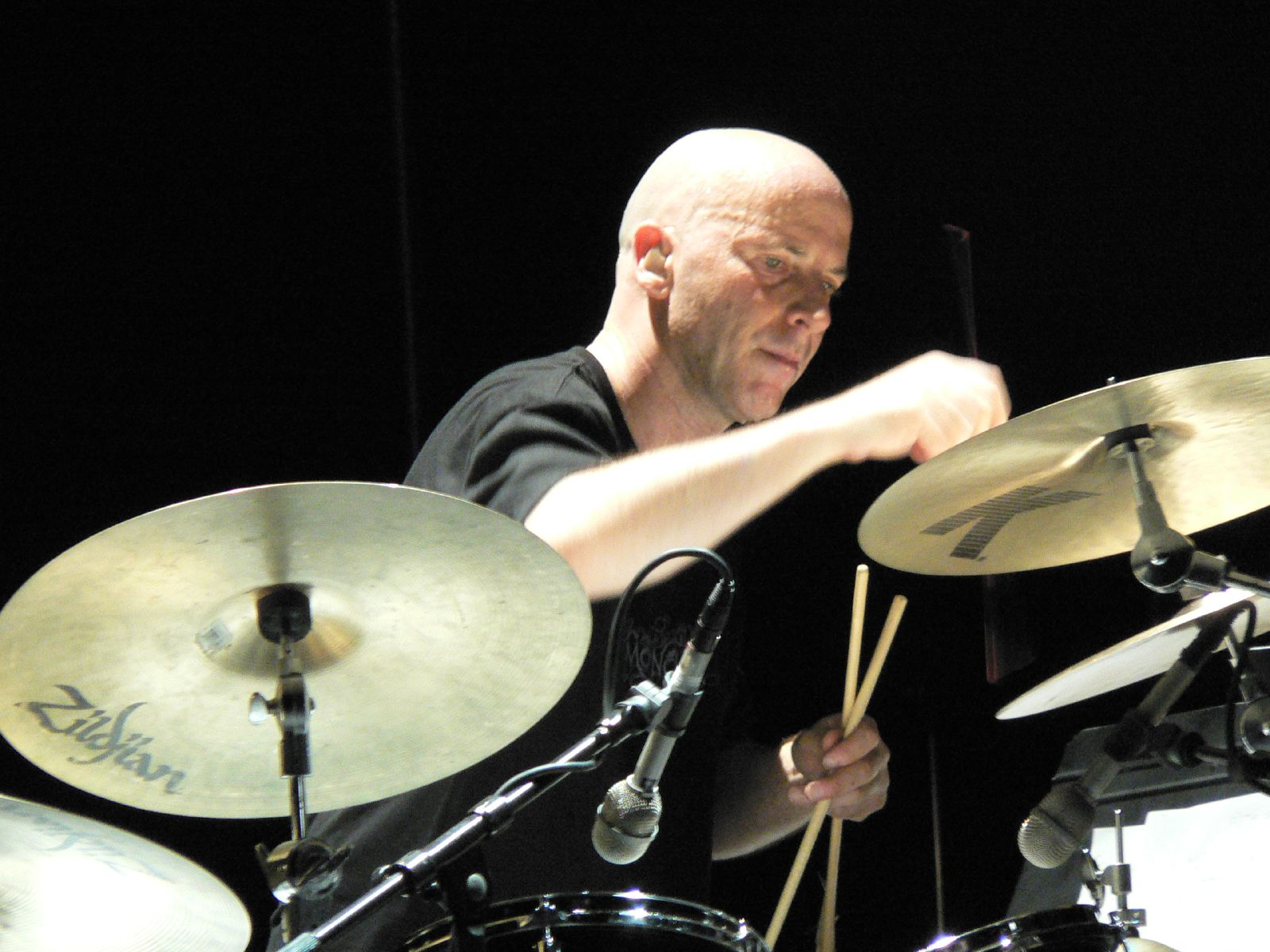
Joey Baron; * 26. Juni

- 26. Juni: Joey Baron, US-amerikanischer Jazz-Schlagzeuger und Komponist
- 26. Juni: Mick Jones, britischer Musiker (The Clash)
- 27. Juni: Santi Debriano, US-amerikanischer Jazzbassist

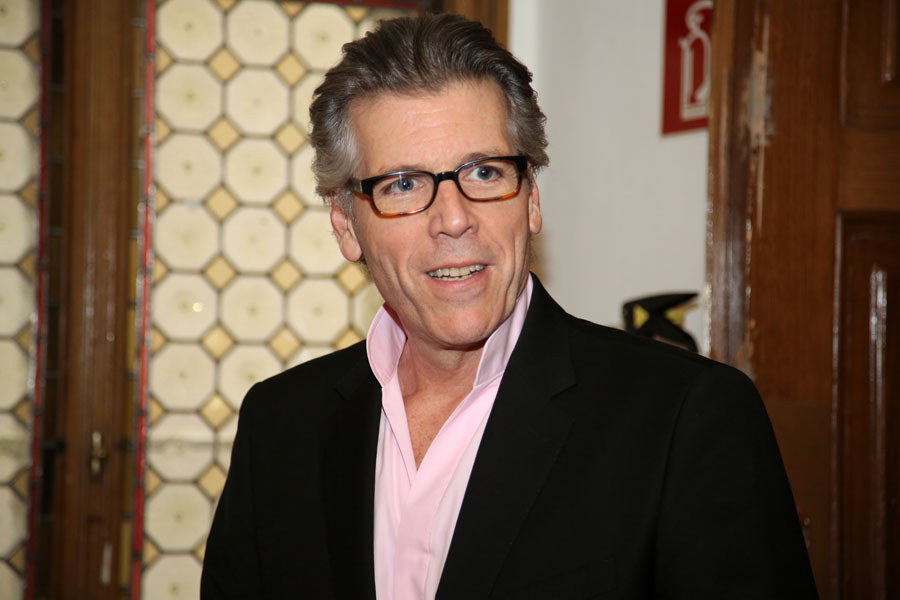
Thomas Hampson; * 28. Juni

- 28. Juni: Thomas Hampson, US-amerikanischer Opern- und Liedsänger
- 29. Juni: Jean Derome, kanadischer Jazz- und Improvisationsmusiker

### Juli
- 01. Juli: Werner Acker, deutscher Musiker
- 01. Juli: Nikolai Demidenko, sowjetischer bzw. russischer klassischer Pianist
- 01. Juli: Keith Whitley, US-amerikanischer Countrymusiker († 1989)
- 03. Juli: Albin Berger, deutscher Schlagersänger
- 03. Juli: Antoine Beuger, niederländischer Broker, Komponist, Kulturmanager und Musikverleger
- 05. Juli: Eric Watson, US-amerikanischer Jazzmusiker
- 06. Juli: Rick Braun, US-amerikanischer Smooth-Jazz-Trompeter und Sänger
- 07. Juli: John Campbell, US-amerikanischer Jazzpianist
- 08. Juli: Aldo Rodríguez, kubanischer Gitarrist, Komponist und Musikpädagoge

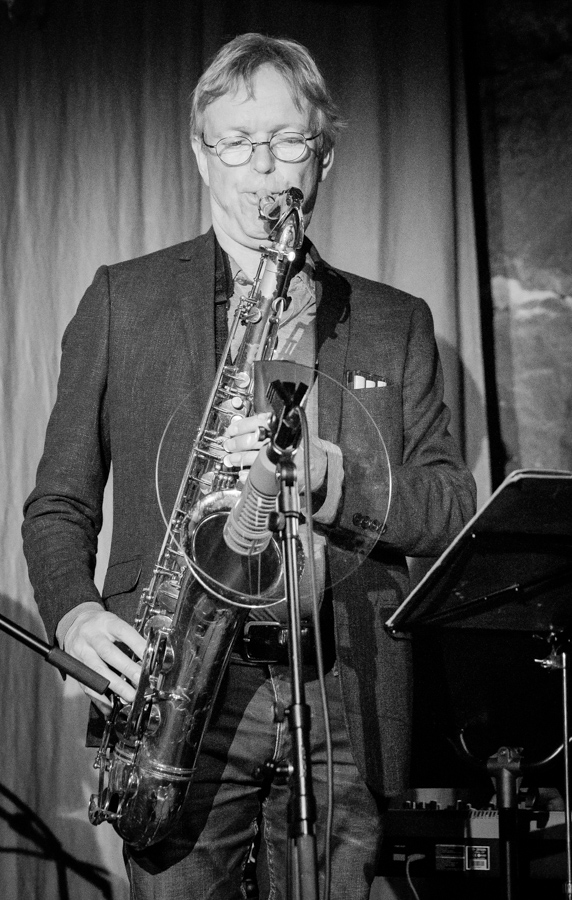
Jan Kåre Hystad; * 9. Juli

- 09. Juli: Jan Kåre Hystad, norwegischer Jazzsaxophonist (Bergen Big Band)
- 10. Juli: Mihály Dresch, ungarischer Jazzsaxophonist
- 10. Juli: Stan Munsey, US-amerikanischer Songwriter und Keyboarder (Shenandoah)
- 12. Juli: Jimmy LaFave, US-amerikanischer Countrysänger († 2017)
- 15. Juli: Arlen Siu, nicaraguanische Liedermacherin, Essayistin und sandinistische Revolutionärin († 1975)
- 15. Juli: Pål Thowsen, norwegischer Jazzmusiker
- 16. Juli: Sohar Argov, israelischer Sänger († 1987)

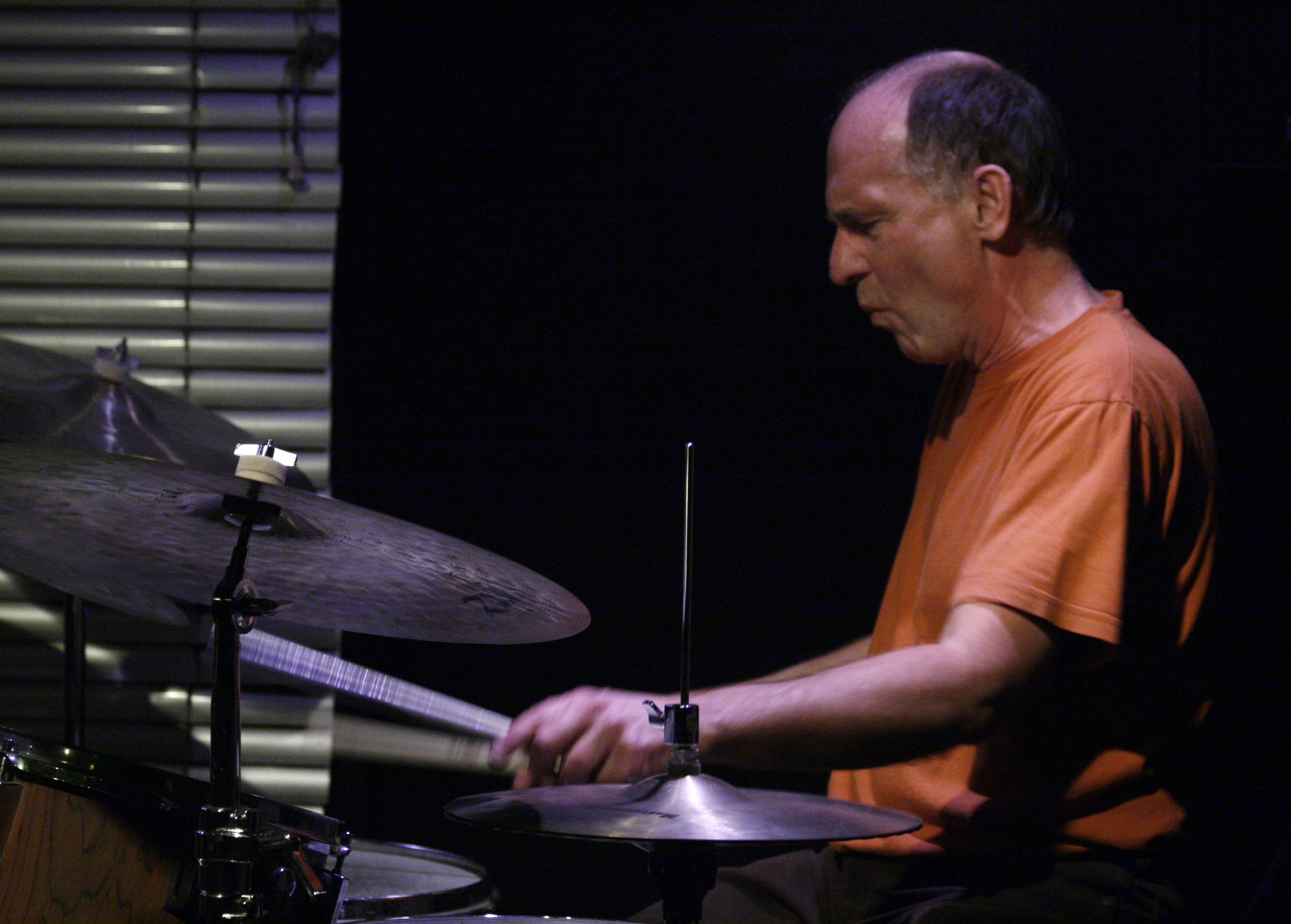
Wolfgang Reisinger; * 16. Juli

- 16. Juli: Wolfgang Reisinger, österreichischer Jazzschlagzeuger († 2022)
- 16. Juli: Annie Whitehead, britische Jazz-Posaunistin
- 17. Juli: Mark Feldman, US-amerikanischer Violinist und Komponist
- 17. Juli: Marie-Luise Neunecker, deutsche Hornistin
- 18. Juli: Luis Borda, argentinischer Tango-Gitarrist
- 18. Juli: Terry Chambers, britischer Schlagzeuger (XTC und Dragon)
- 19. Juli: Aleksander Korecki, polnischer Jazz- und Rocksaxophonist, Bassklarinettist, Multiinstrumentalist, Komponist und Textdichter
- 19. Juli: Rhonda Heath, US-amerikanische Sängerin

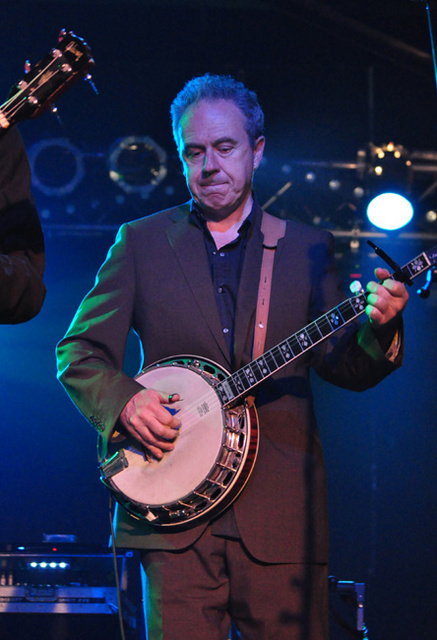
Jem Finer; * 20. Juli

- 20. Juli: Jem Finer, britischer Musiker und Songwriter (The Pogues)
- 21. Juli: Howie Epstein, US-amerikanischer Bassgitarrist, Songwriter und Produzent (Tom Petty and the Heartbreakers) († 2003)
- 21. Juli: Jukka Linkola, finnischer Jazzpianist, Dirigent und Komponist
- 21. Juli: Taco Ockerse, niederländischer Popsänger
- 21. Juli: Henry Priestman, britischer Singer-Songwriter, Keyboarder und Produzent
- 22. Juli: Joshua Breakstone, US-amerikanischer Jazz-Gitarrist
- 22. Juli: Manuela Wiesler, österreichische Flötistin († 2006)
- 24. Juli: Reynaert, belgischer (wallonischer) Sänger und Songschreiber († 2020)
- 24. Juli: Andy Töfferl, österreichischer Musiker († 2012)
- 27. Juli: Stefan Nilsson, schwedischer Komponist († 2023)
- 28. Juli: Gregg Giuffria, US-amerikanischer Rock-Keyboarder
- 28. Juli: Gerald Veasley, US-amerikanischer Jazzmusiker
- 29. Juli: Félix Carrasco, mexikanischer Dirigent
- 29. Juli: Eusèbe Jaojoby, madagassischer Komponist und Sänger
- 29. Juli: Eduardo Niebla, spanischer Gitarrist, Arrangeur und Komponist
- 30. Juli: Mieczysław Litwiński, polnischer Komponist, Multiinstrumentalist, Sänger und Musikpädagoge
- 30. Juli: Christopher Warren-Green, britischer Violinist und Dirigent
- 31. Juli: Paul Sullivan, US-amerikanischer Komponist
- 31. Juli: Hans-Eckardt Wenzel, deutscher Chansonnier, Musiker, Lyriker und Regisseur

### August

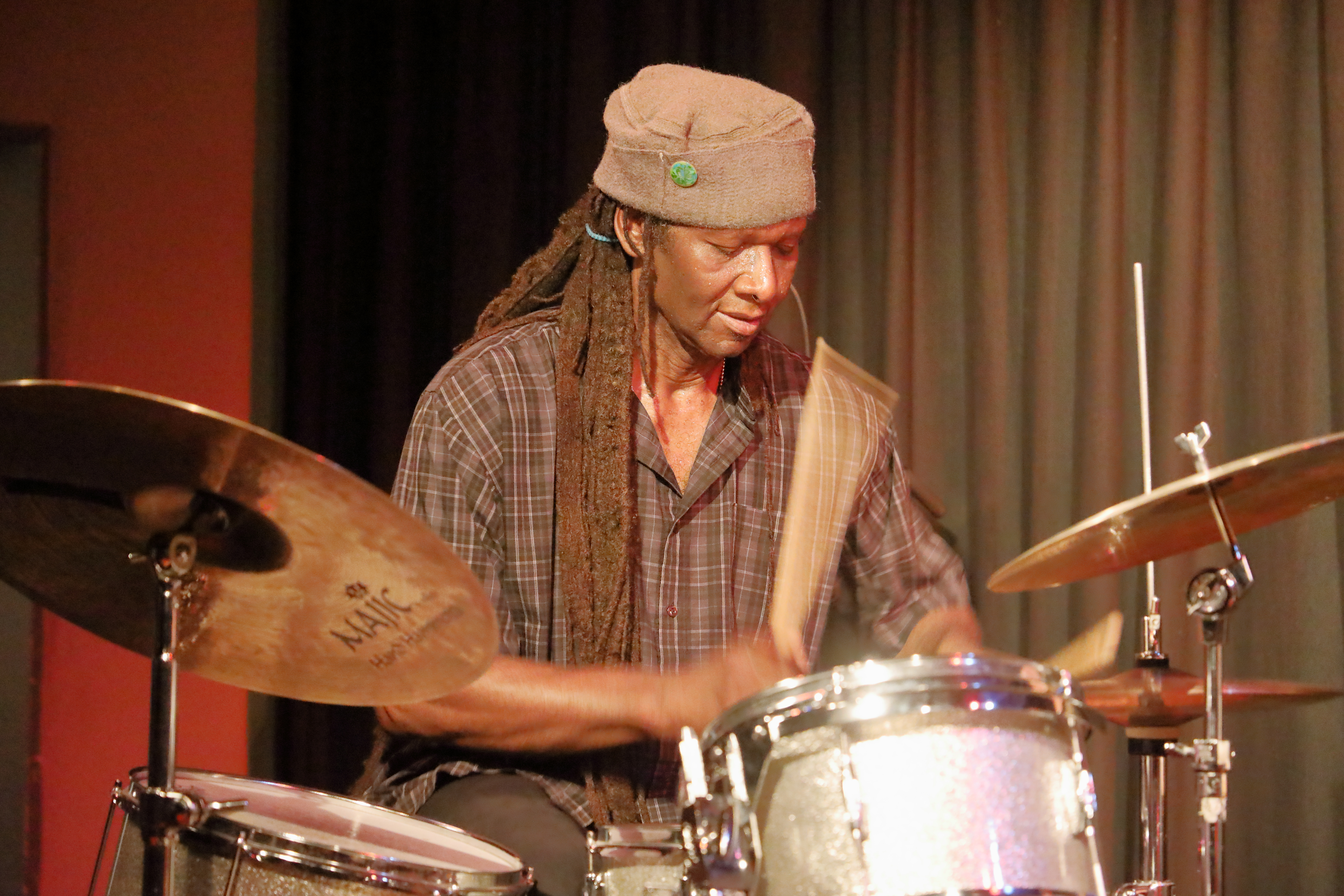
Hamid Drake; * 3. August

- 03. August: Hamid Drake, US-amerikanischer Jazzschlagzeuger
- 06. August: Heiner Kondschak, deutscher Musiker, Schauspieler und Theaterregisseur († 2024)
- 07. August: Jerry Tachoir, US-amerikanischer Vibraphon- und Marimbaspieler
- 10. August: Judy Tate, US-amerikanische Popmusikerin (Gesang, Komposition) und Lyrikerin
- 13. August: Mulgrew Miller, US-amerikanischer Jazzpianist († 2013)
- 14. August: Jean Stilwell, kanadische Sängerin (Mezzosopran)
- 15. August: R. L. Boyce, US-amerikanischer Bluessänger, Songwriter und Gitarrist († 2023)
- 17. August: Grażyna Auguścik, polnische Jazzmusikerin
- 17. August: Frank Becking, deutscher Rockmusiker
- 17. August: Colin Moulding, britischer Bassist, Songwriter und Sänger (XTC)
- 17. August: Kevin Welch, US-amerikanischer Country-Sänger
- 18. August: Shelly Berg, US-amerikanischer Jazzmusiker und Arrangeur
- 18. August: Steve Eckels, US-amerikanischer Gitarrist und Musikpädagoge († 2023)
- 19. August: Dean Brown, US-amerikanischer Fusion-Gitarrist († 2024)
- 19. August: Pavla Schönová, tschechische Jazzmusikerin (Piano)
- 22. August: Jeff Hirshfield, US-amerikanischer Jazzschlagzeuger
- 22. August: Thomas Rink, deutscher Bibliothekar, Musikhistoriker und Fagottist
- 25. August: John McGeoch, schottischer Gitarrist († 2004)
- 27. August: Laura Fygi, niederländische Jazz-Sängerin und Popsängerin
- 27. August: Sandra de Sá, brasilianische Sängerin und Komponistin
- 28. August: Beres Hammond, jamaikanischer Sänger und Musikproduzent
- 29. August: Bernarda Fink, argentinische klassische Sängerin
- 29. August: Diamanda Galás, US-amerikanische Performancekünstlerin, Sängerin und Songwriterin

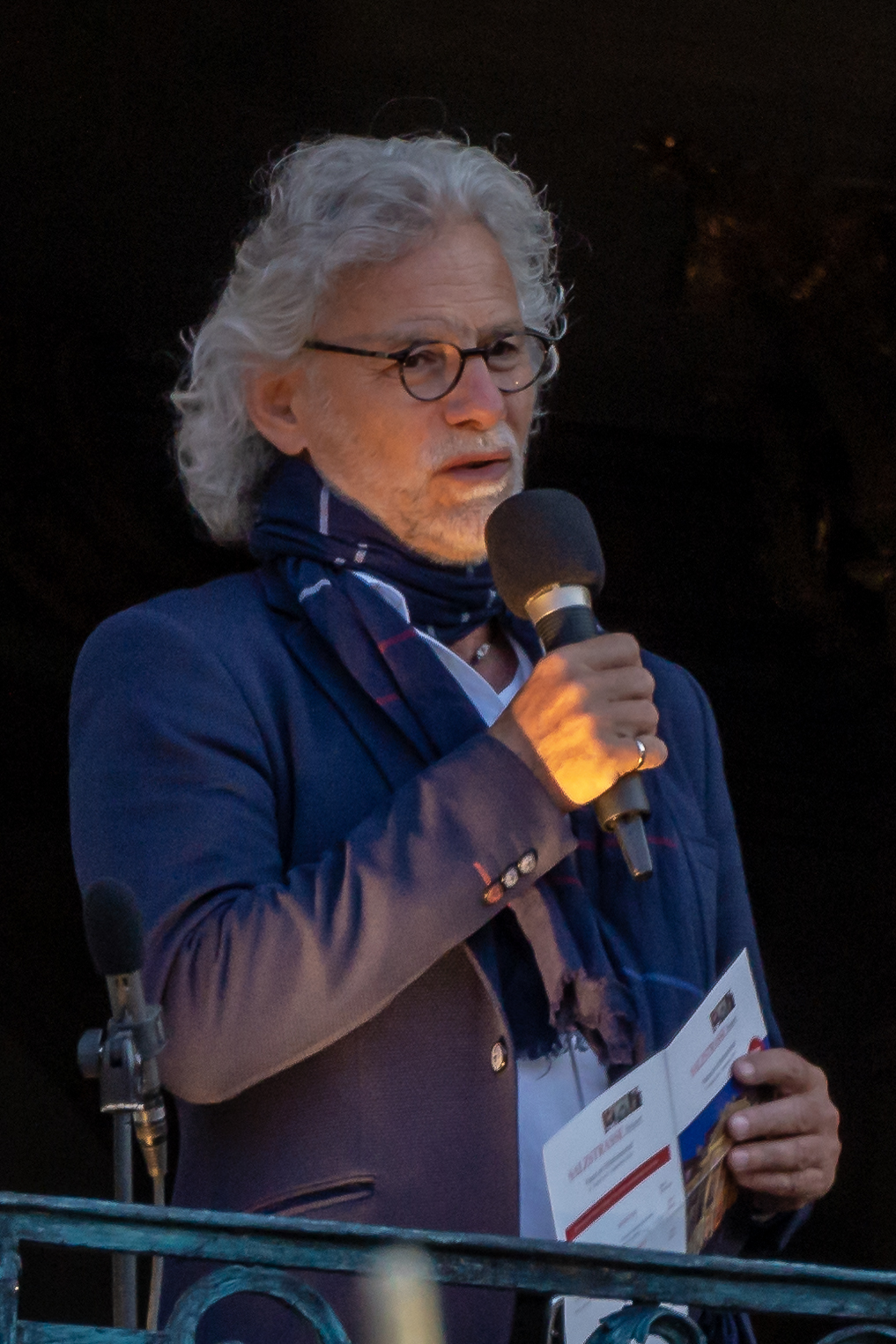
Ulrich Peters; * 29. August

- 29. August: Ulrich Peters, deutscher Opernregisseur und Intendant
- 30. August: Uwe Fellensiek, deutscher Schauspieler und Musiker

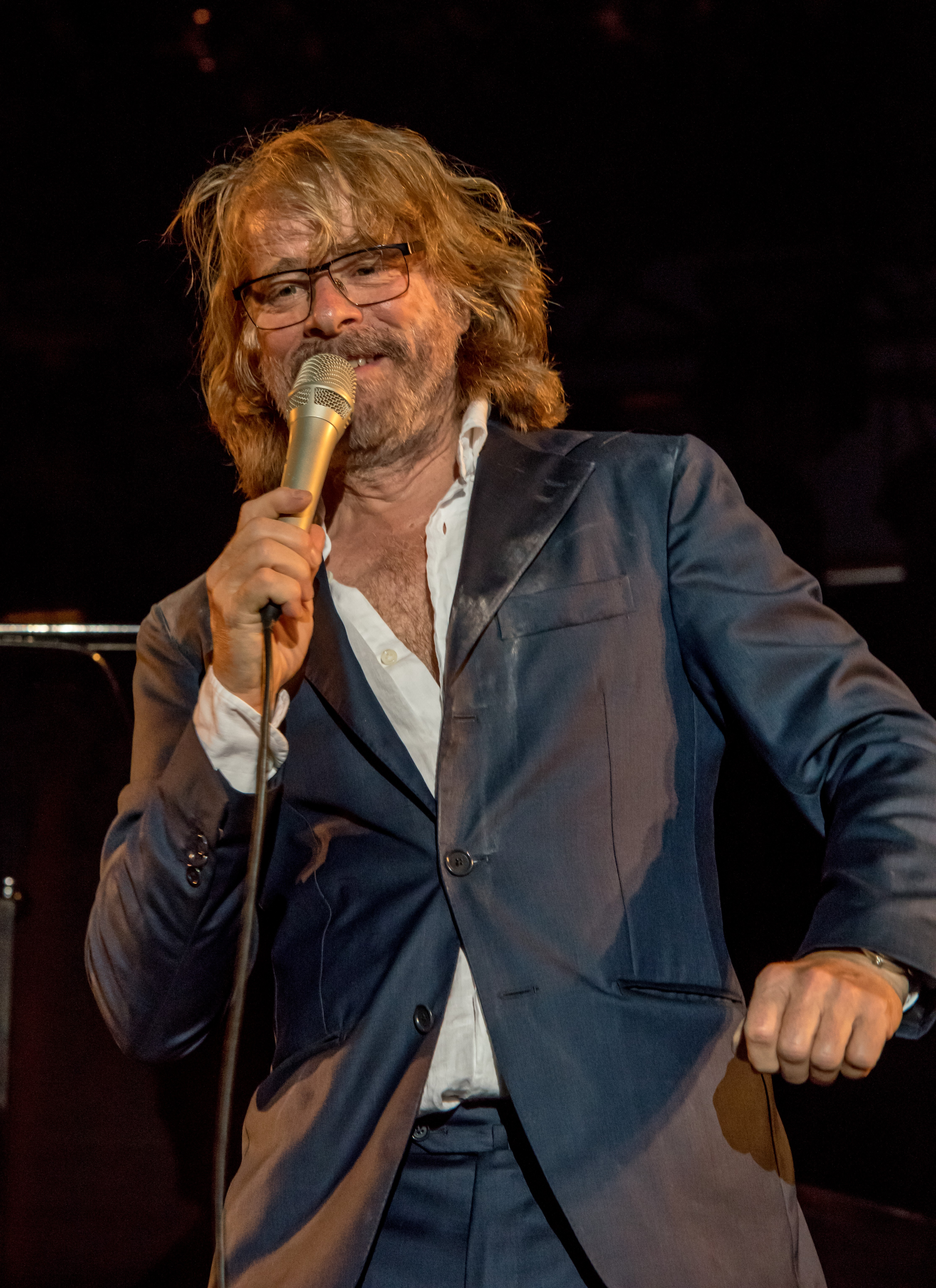
Helge Schneider; * 30. August

- 30. August: Helge Schneider, deutscher Buchautor, Regisseur, Kabarettist, Musiker
- 00. August: Jia Daqun, chinesischer Komponist

### September
- 01. September: Wayne Horvitz, US-amerikanischer Komponist und Bandleader
- 01. September: Andrzej Łukasik, polnischer Kontrabassist
- 01. September: Bruce Foxton, britischer Musiker (The Jam)
- 02. September: Alfonso Montes, venezolanischer Komponist und Gitarrist

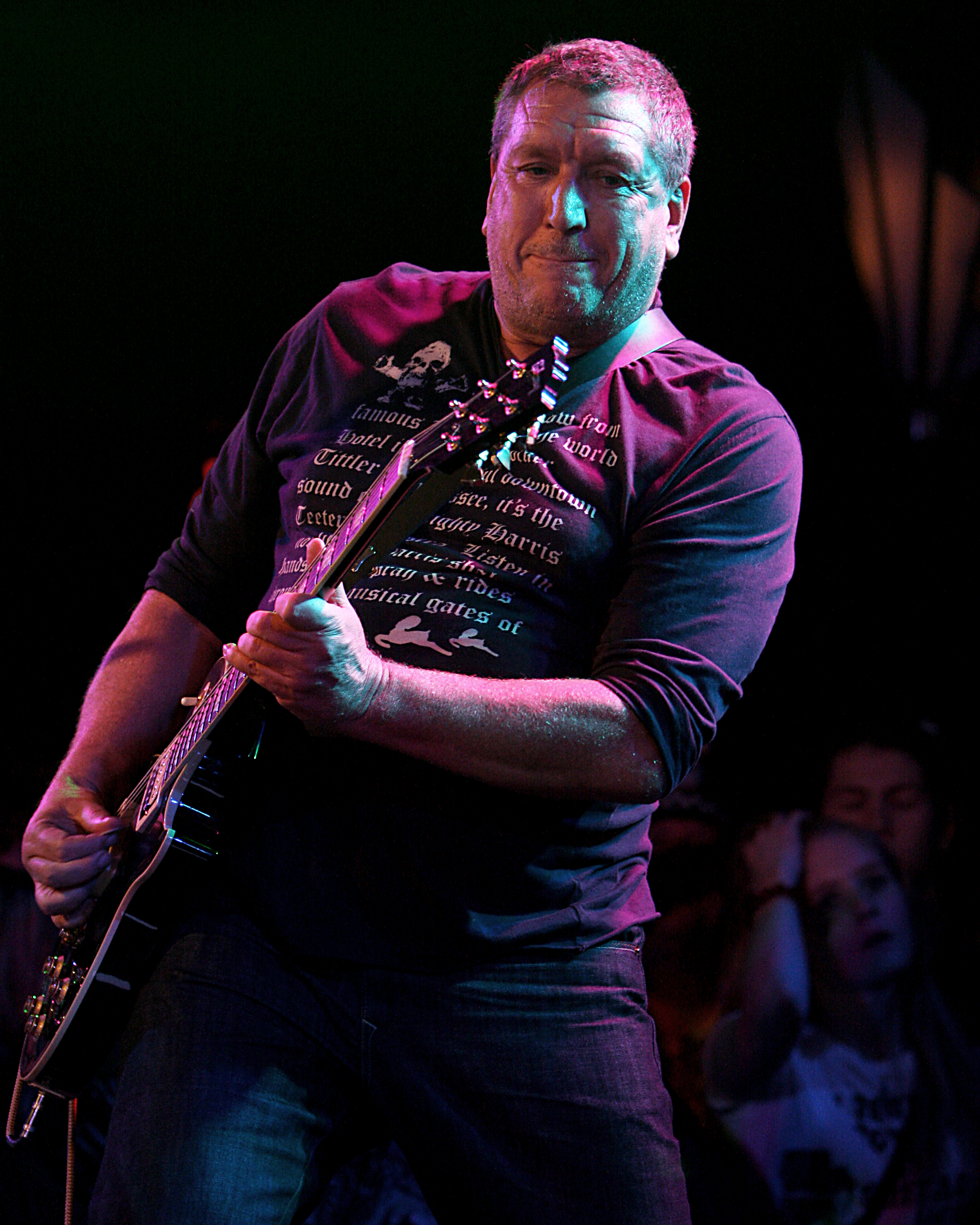
Steve Jones; * 3. September

- 03. September: Steve Jones, britischer Rockmusiker (The Sex Pistols)

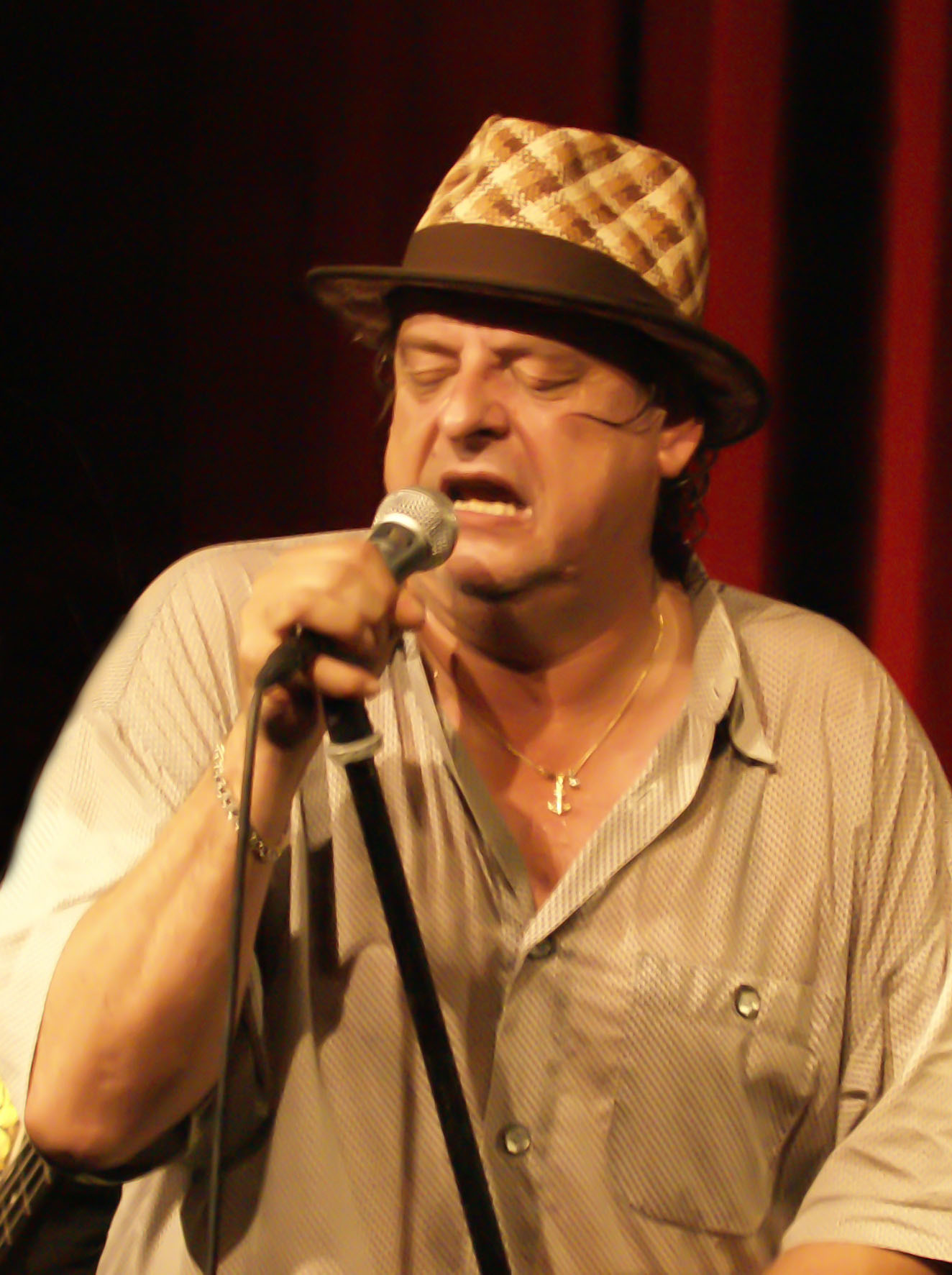
Endo Anaconda; * 6. September

- 06. September: Endo Anaconda, Schweizer Singer-Songwriter und Schriftsteller († 2022)
- 07. September: Eva Maria Pieckert, deutsche Schlagersängerin
- 08. September: Jörg Widmoser, deutscher Musiker
- 09. September: Ivan Nikolayevich Smirnov, russischer Gitarrist († 2018)
- 10. September: Lee Patrick Mastelotto, US-amerikanischer Rock-Schlagzeuger
- 11. September: Hiram Bullock, US-amerikanischer Jazz-Gitarrist († 2008)
- 11. September: Jaribu Shahid, US-amerikanischer Jazzbassist
- 12. September: Adam Rudolph, US-amerikanischer Jazzmusiker und Komponist
- 13. September: Joe Morris, US-amerikanischer Musiker (Gitarre, Kontrabass)
- 13. September: Andreas Staier, deutscher Cembalist und Pianist
- 14. September: Steve Berlin, US-amerikanischer Rock-Saxophonist und -Produzent
- 14. September: William Jackson, britischer Harfenist und Komponist
- 16. September: Yolandita Monge, puerto-ricanische Sängerin und Schauspielerin
- 18. September: Sid Griffin, US-amerikanischer Musiker
- 20. September: Georg Christoph Biller, deutscher Chorleiter und Thomaskantor zu Leipzig († 2022)
- 20. September: Dan Magnusson, schwedischer Schlagzeuger
- 21. September: Andrei Wladimirowitsch Gawrilow, russischer Pianist
- 23. September: Ye Xiaogang, chinesischer Komponist zeitgenössischer Musik
- 24. September: Lane Brody, US-amerikanische Sängerin
- 25. September: Steve Byrd, britischer Gitarrist († 2016)
- 25. September: Steven Severin, britischer Musiker, Komponist und Journalist

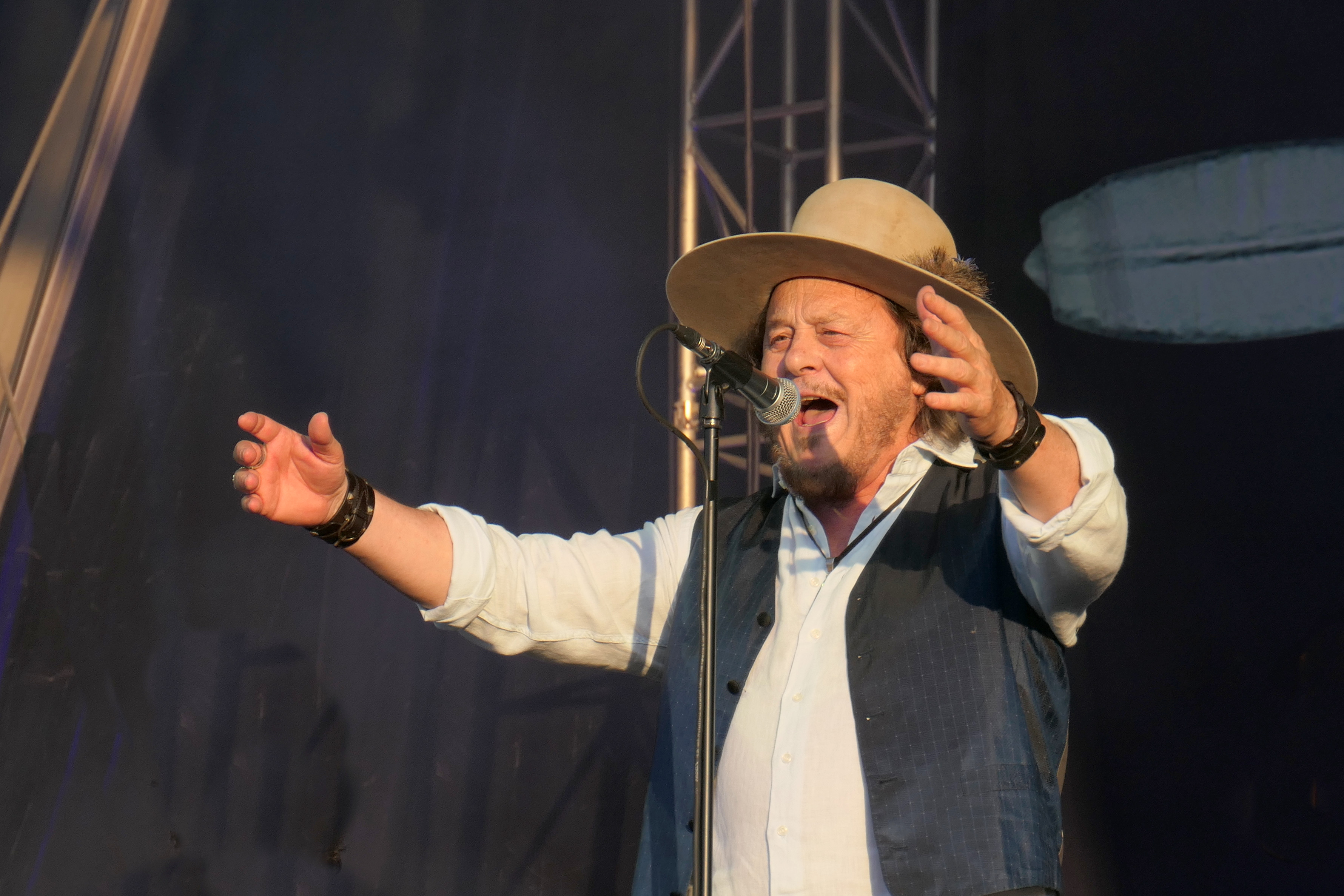
Zucchero; * 25. September

- 25. September: Zucchero, italienischer Rockmusiker
- 26. September: Carlene Carter, US-amerikanische Country-Sängerin
- 28. September: Kenny Kirkland, US-amerikanischer Jazzpianist († 1998)
- 29. September: Enzo Pietropaoli, italienischer Jazz-Bassist
- 30. September: Frankie Kennedy, irischer Folkmusiker († 1994)

### Oktober
- 01. Oktober: Morten Gunnar Larsen, norwegischer Pianist
- 01. Oktober: Rick Latham, US-amerikanischer Funk-Schlagzeuger
- 01. Oktober: Benjamin Verdery, US-amerikanischer Gitarrist, Komponist und Musikpädagoge
- 02. Oktober: Philip Oakey, britischer Sänger (The Human League)
- 05. Oktober: Michał Lorenc, polnischer Filmkomponist

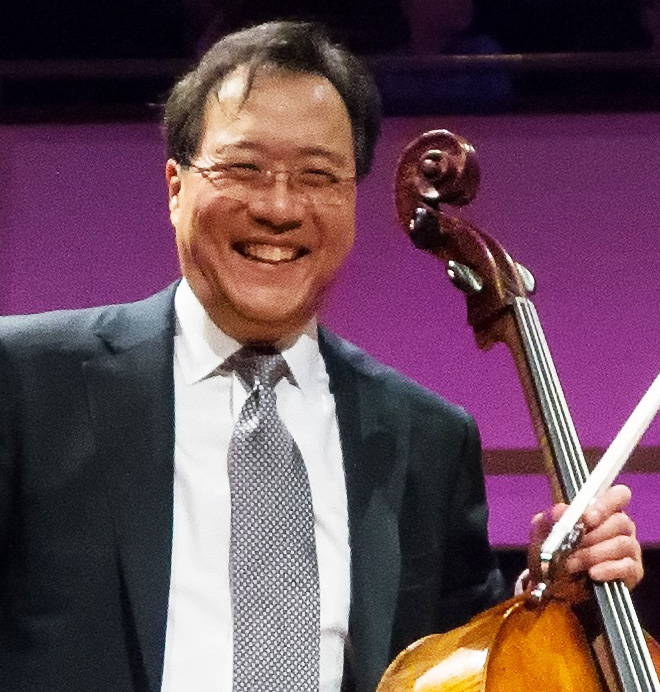
Yo-Yo Ma; * 7. Oktober

- 07. Oktober: Yo-Yo Ma, chinesisch-amerikanischer Cellist
- 08. Oktober: Jeanne Galway, US-amerikanische Flötistin und Musikpädagogin
- 09. Oktober: Grazia Di Michele, italienische Cantautrice
- 09. Oktober: Shona Laing, neuseeländische Sängerin
- 10. Oktober: Peter Ratzenbeck, österreichischer Gitarrist und Komponist
- 10. Oktober: Andreas Rothkopf, deutscher Organist, Pianist und Musikpädagoge
- 12. Oktober: Jane Siberry, kanadische Sängerin
- 16. Oktober: Leonid Desyatnikov, russischer Komponist
- 17. Oktober: Wolfram Christ, deutscher Musiker
- 18. Oktober: Hiromi Go, japanischer Sänger
- 18. Oktober: Vitold Rek, polnischer Jazzmusiker
- 20. Oktober: Birger Corleis, deutscher Musiker und Musikpädagoge († 2012)
- 20. Oktober: Philippe Micol, Schweizer Musiker († 2021)
- 20. Oktober: Thomas Newman, US-amerikanischer Komponist für Filmmusik

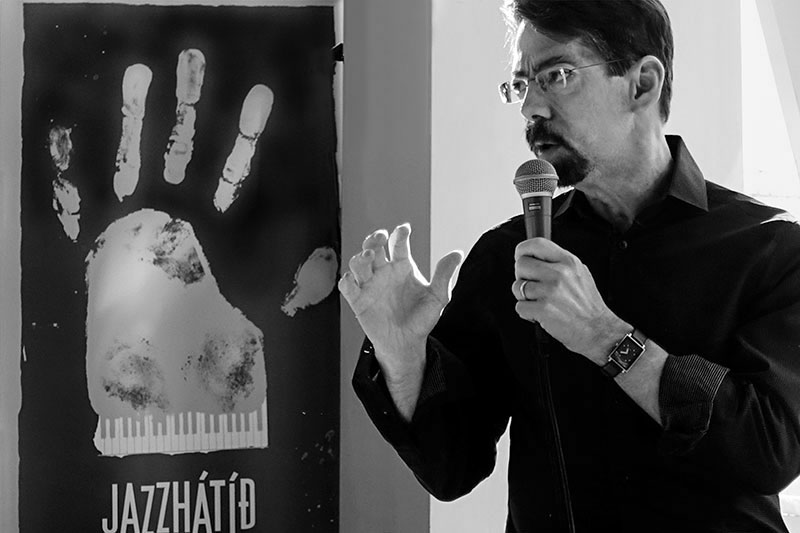
Fred Hersch; * 21. Oktober

- 21. Oktober: Fred Hersch, US-amerikanischer Jazzpianist
- 21. Oktober: Rich Mullins, US-amerikanischer Sänger und Songwriter christlicher Popmusik († 1997)
- 22. Oktober: Jane Bunnett, kanadische Jazzmusikerin
- 22. Oktober: Joep van Leeuwen, niederländischer Jazzgitarrist († 2024)
- 23. Oktober: Toshio Hosokawa, japanischer Komponist
- 23. Oktober: Dominique Mentha, Schweizer Sänger, Theaterregisseur und -intendant
- 24. Oktober: Jay Anderson, US-amerikanischer Kontrabassist

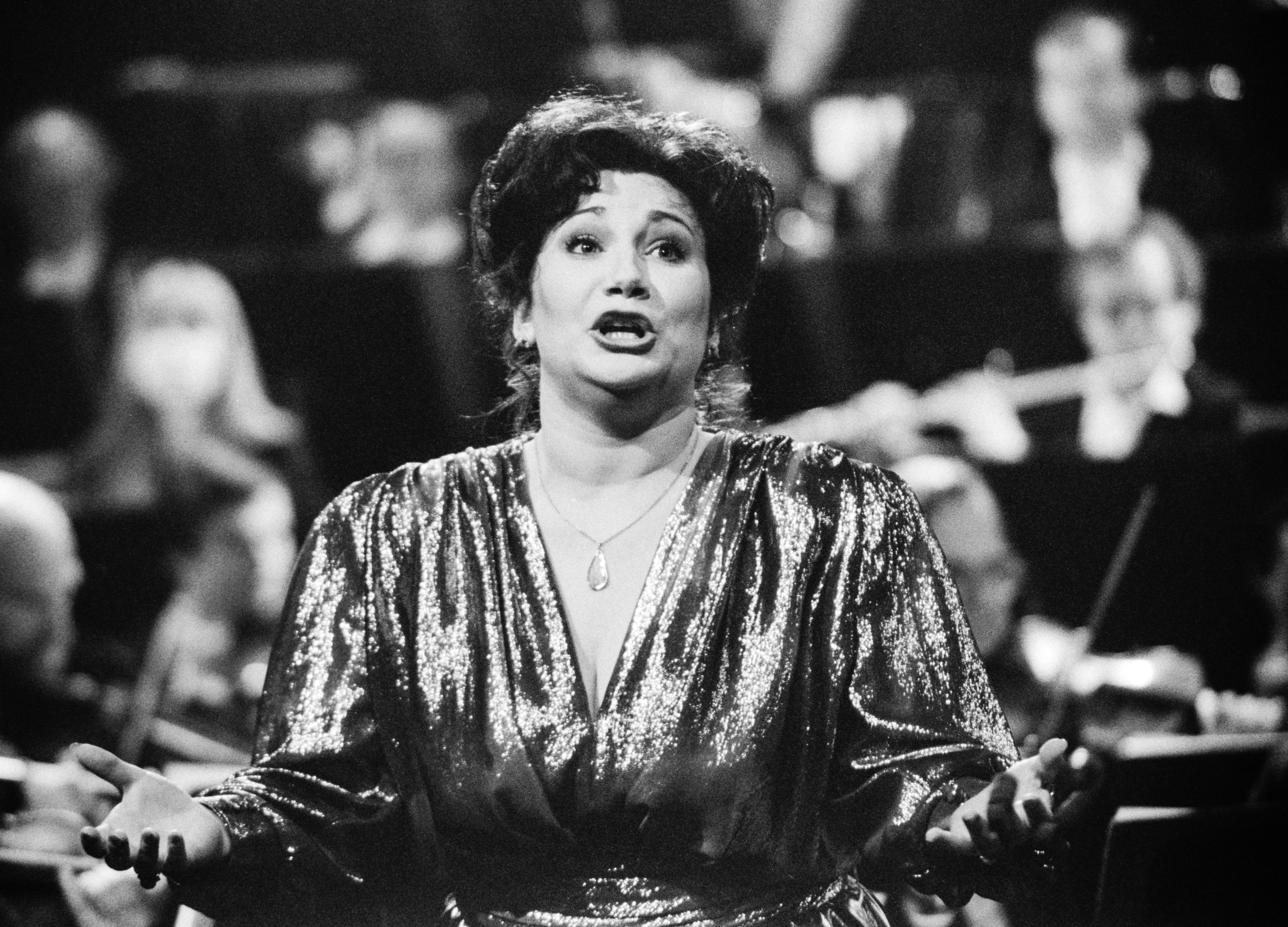
Cheryl Studer; * 24. Oktober

- 24. Oktober: Cheryl Studer, US-amerikanische Sopranistin
- 25. Oktober: Robin Eubanks, US-amerikanischer Jazzposaunist

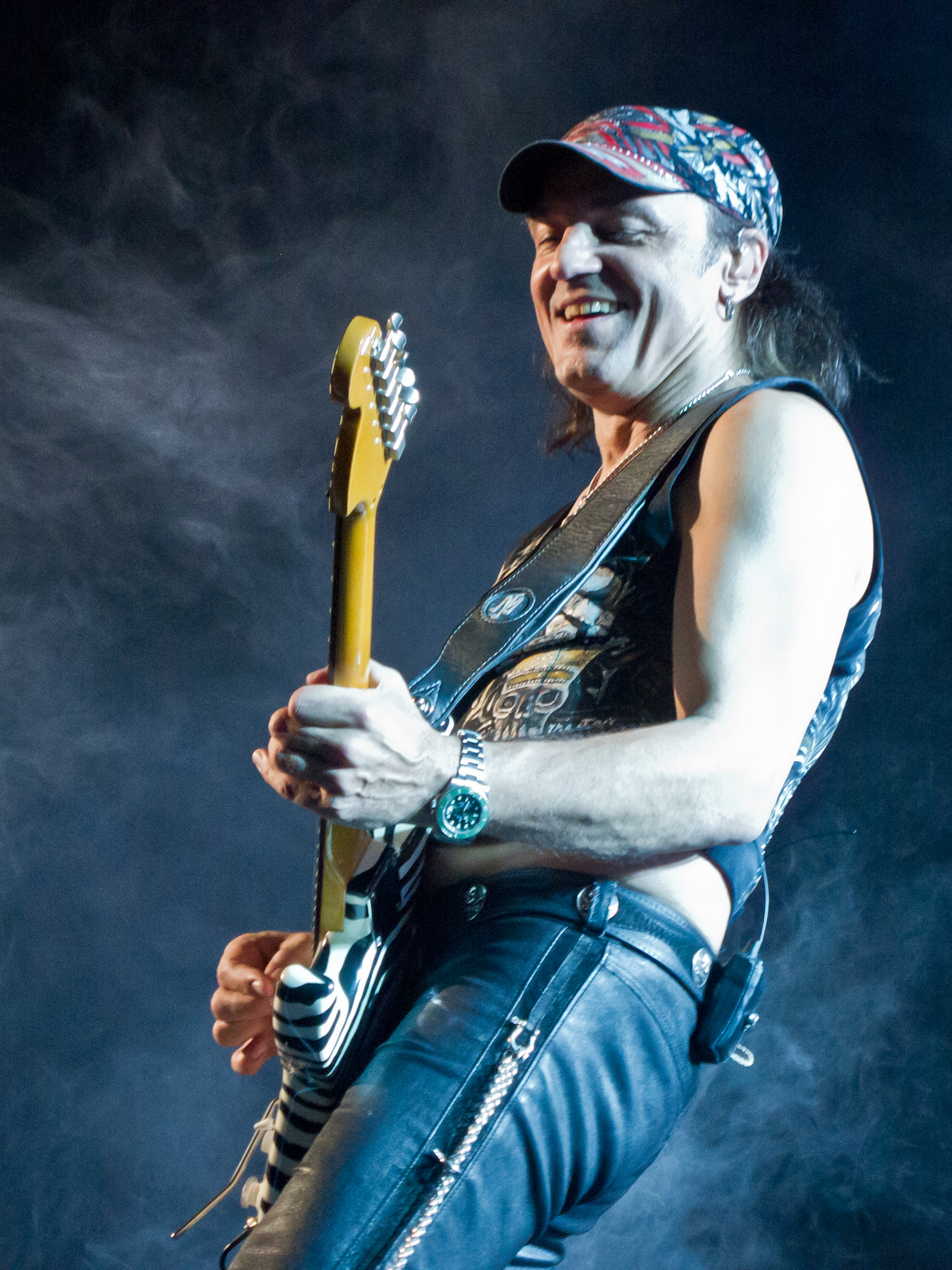
Matthias Jabs; * 25. Oktober

- 25. Oktober: Matthias Jabs, deutscher Gitarrist (Scorpions)
- 27. Oktober: Tetsu Saitō, japanischer Jazzbassist und Improvisationsmusiker († 2019)
- 29. Oktober: Daniel, jugoslawischer Sänger, Gitarrist, Bassist und Songschreiber
- 29. Oktober: Kevin DuBrow, US-amerikanischer Rock- und Metal-Sänger (Quiet Riot) († 2007)
- 29. Oktober: Roger O’Donnell, britischer Keyboarder
- 31. Oktober: Naji Hakim, französischer Komponist und Organist

### November
- 01. November: Joe Arroyo, kolumbianischer Sänger und Komponist († 2011)
- 01. November: Maarten van Norden, niederländischer Saxophonist und Komponist († 2024)
- 01. November: Keith Stegall, US-amerikanischer Countrymusiker und Produzent
- 03. November: Amy Antin, US-amerikanische Sängerin
- 03. November: Vivian Dettbarn-Slaughter, US-amerikanische Komponistin, Musikpädagogin, Pianistin und Sängerin
- 04. November: Andreas Willscher, deutscher Kirchenmusiker und Komponist
- 07. November: Kitty Margolis, US-amerikanische Jazzsängerin
- 08. November: Patricia Barber, US-amerikanische Jazz-Sängerin, Pianistin, Komponistin, Texterin und Bandleaderin
- 09. November: Lars Ulrik Mortensen, dänischer Cembalist und Dirigent
- 11. November: Dave Alvin, US-amerikanischer Country- und Folk-Musiker
- 12. November: Les McKeown, britischer Musiker (Bay City Rollers) († 2021)
- 14. November: Anatol Dumitraș, moldauischer Schlagersänger († 2016)
- 15. November: Georgina Born, britische Kulturanthropologin und Musikerin
- 16. November: Kevin McCutcheon, US-amerikanischer Pianist und Dirigent († 2021)
- 17. November: Karl Augschöll, österreichischer Jazzmusiker
- 17. November: Peter Cox, britischer Sänger, Komponist und Musiker (Go West)
- 17. November: Karl Wilhelm Geck, deutscher Musikwissenschaftler und Bibliothekar
- 18. November: Sandro R. Müller, deutscher Organist
- 19. November: Chris Cain, US-amerikanischer Bluesmusiker
- 21. November: Kyle Gann, US-amerikanischer Komponist, Musikkritiker und Musikpädagoge
- 21. November: Peter Koppes, australischer Gitarrist und Songwriter

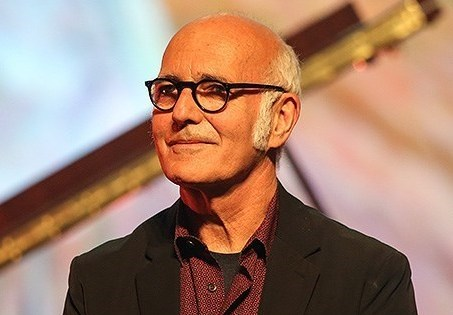
Ludovico Einaudi; * 23. November

- 23. November: Ludovico Einaudi, italienischer Komponist und Pianist
- 29. November: Adam Nussbaum, US-amerikanischer Jazzschlagzeuger
- 29. November: Amy Sue Rosen, US-amerikanische Tänzerin und Choreographin († 2003)

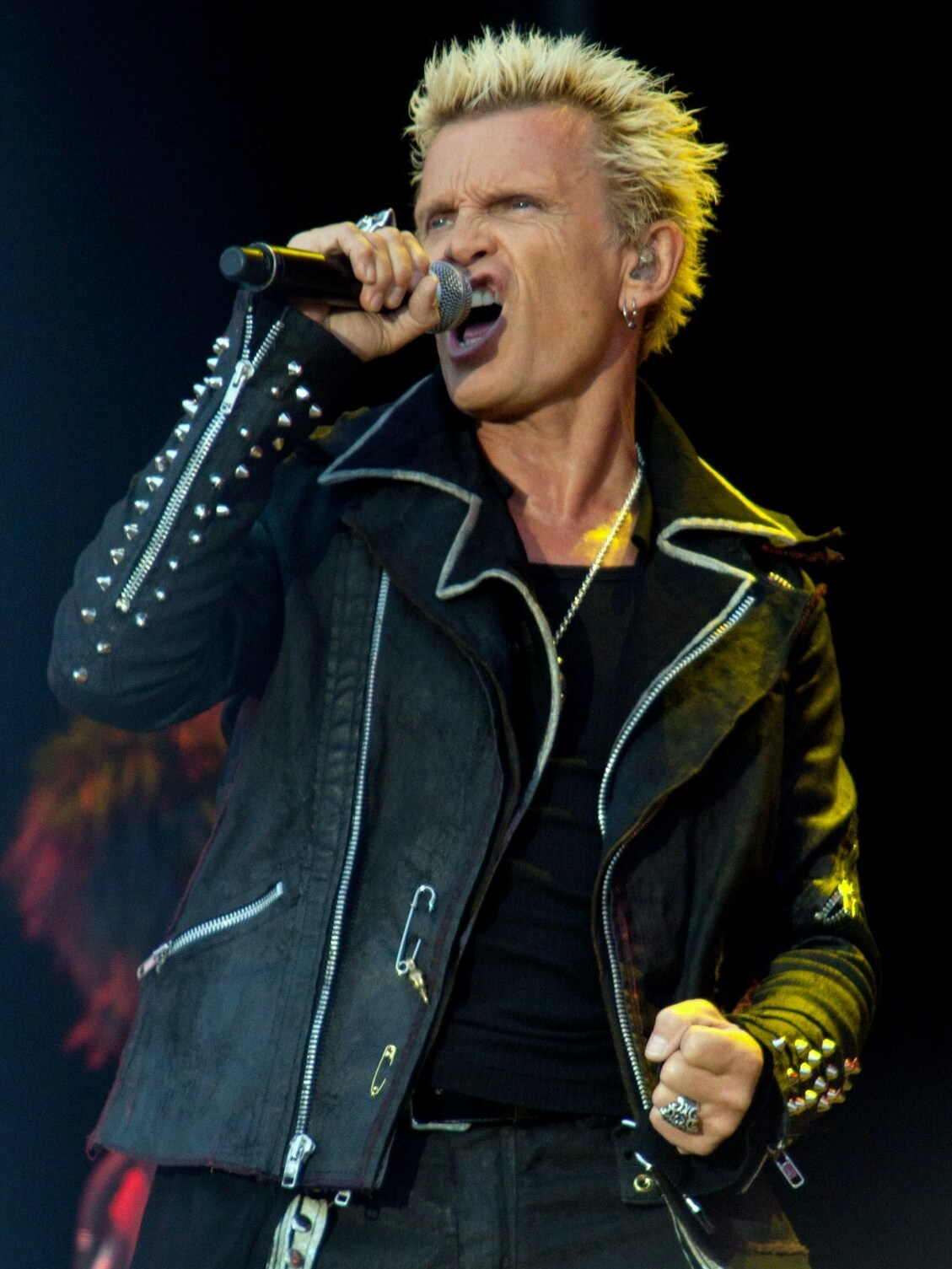
Billy Idol; * 30. November

- 30. November: Billy Idol, britischer Sänger und Songschreiber

### Dezember
- 02. Dezember: Kenneth Frazelle, US-amerikanischer Komponist
- 04. Dezember: Maurizio Bianchi, italienischer Musiker
- 04. Dezember: Leszek Kułakowski, polnischer Jazzmusiker (Piano, Komposition)

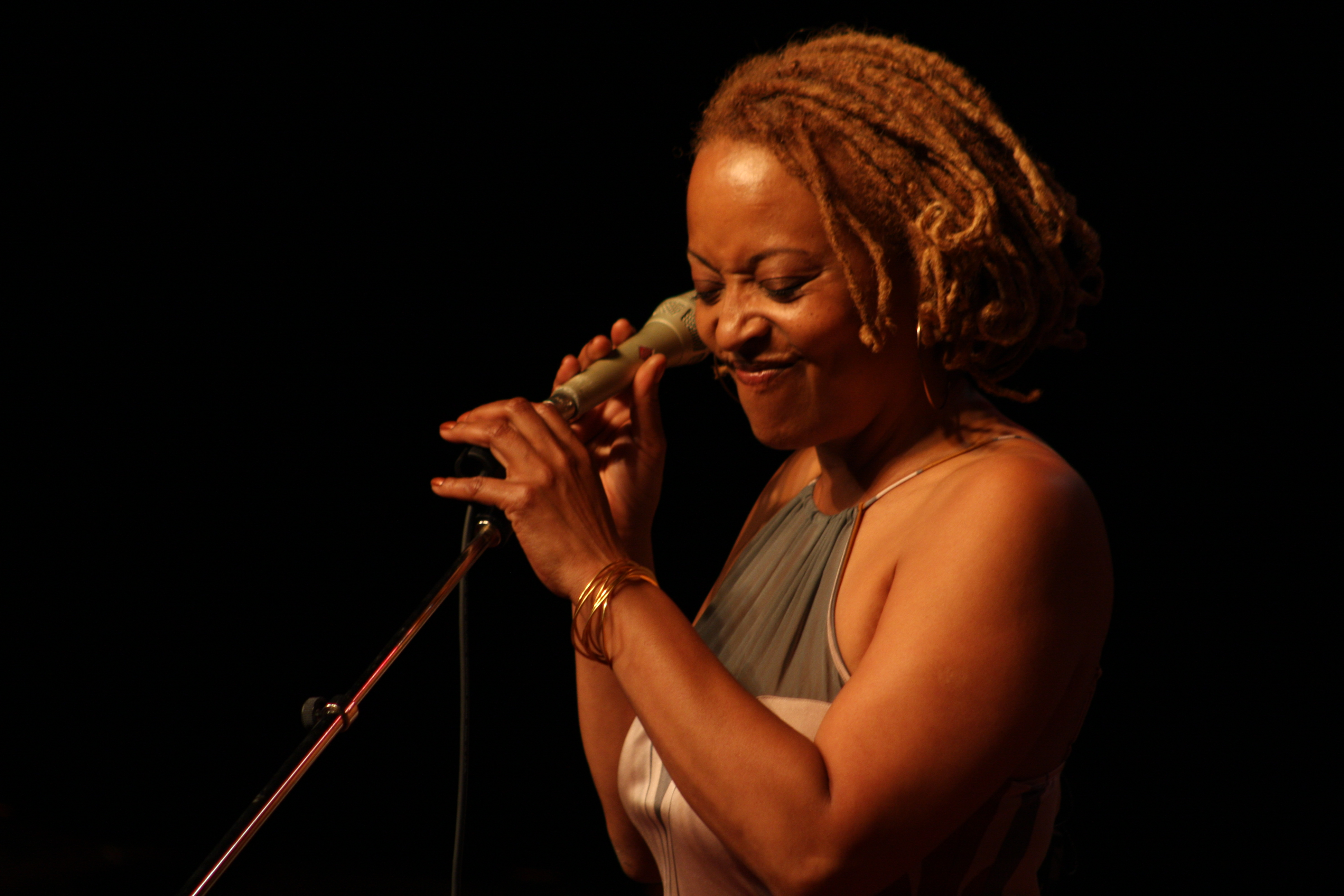
Cassandra Wilson; * 4. Dezember

- 04. Dezember: Cassandra Wilson, US-amerikanische Jazzsängerin
- 06. Dezember: Rick Buckler, britischer Schlagzeuger
- 06. Dezember: Bright Sheng, US-amerikanischer Komponist, Dirigent und Pianist chinesischer Herkunft
- 06. Dezember: Tadeusz Sudnik, polnischer Improvisations- und Jazzmusiker und Komponist
- 06. Dezember: Edward Tudor-Pole, britischer Schauspieler und Sänger
- 07. Dezember: Władysław Kłosiewicz, polnischer Cembalist, Dirigent und Musikpädagoge
- 07. Dezember: Chuck Loeb, US-amerikanischer Jazzgitarrist († 2017)
- 08. Dezember: Nathan East, US-amerikanischer Bassist
- 08. Dezember: Kasim Sulton, US-amerikanischer Singer-Songwriter, Bassist und Produzent

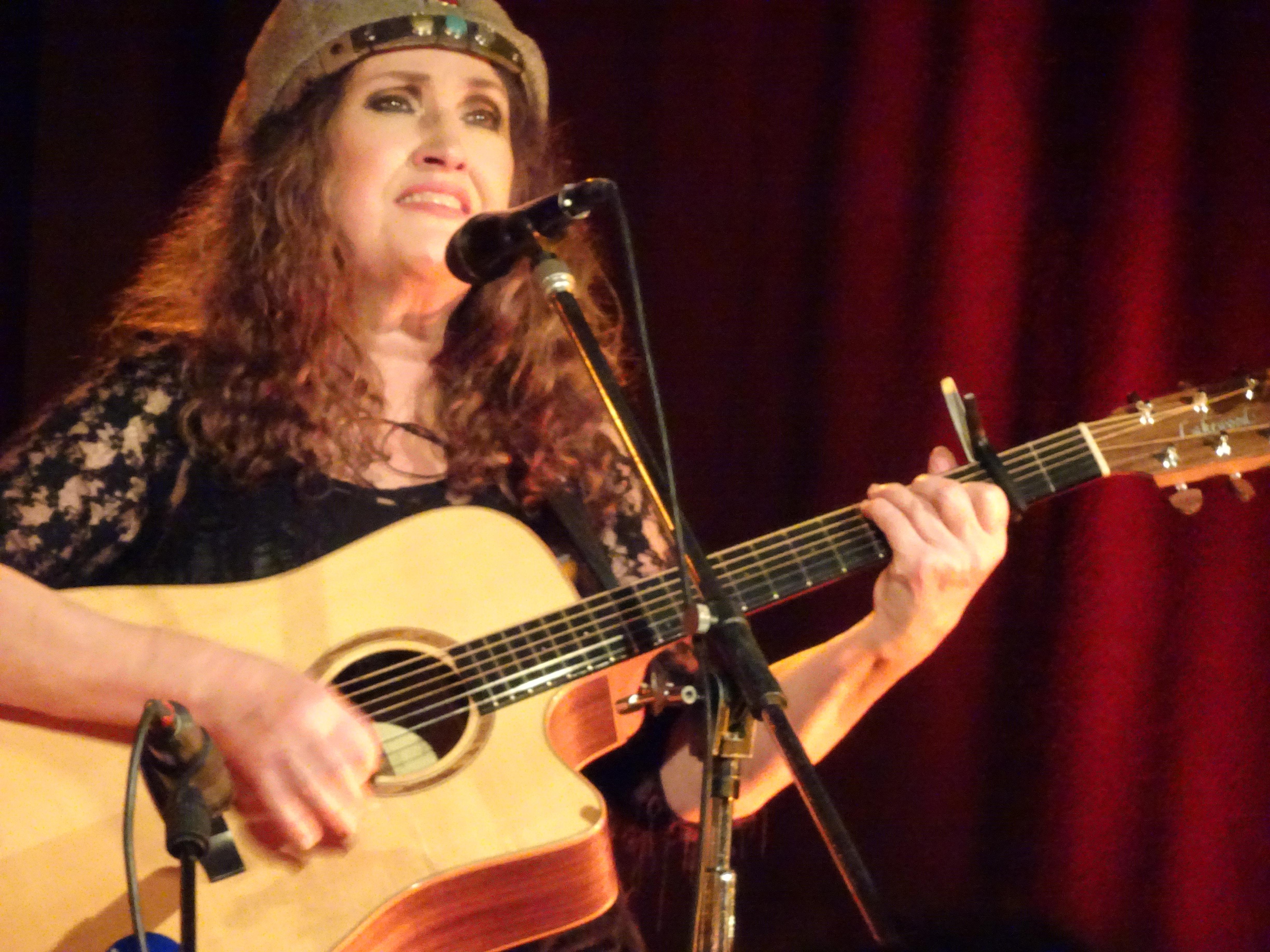
Anne Haigis; * 9. Dezember

- 09. Dezember: Anne Haigis, deutschsprachige Musikerin und Sängerin
- 10. Dezember: Billie Davies, US-amerikanische Jazzschlagzeugerin und Produzentin
- 12. Dezember: David Atkins, australischer Regisseur, Produzent und Choreograf
- 14. Dezember: Dan Barrett, US-amerikanischer Jazz-Posaunist, Kornettist, Arrangeur und Bandleader

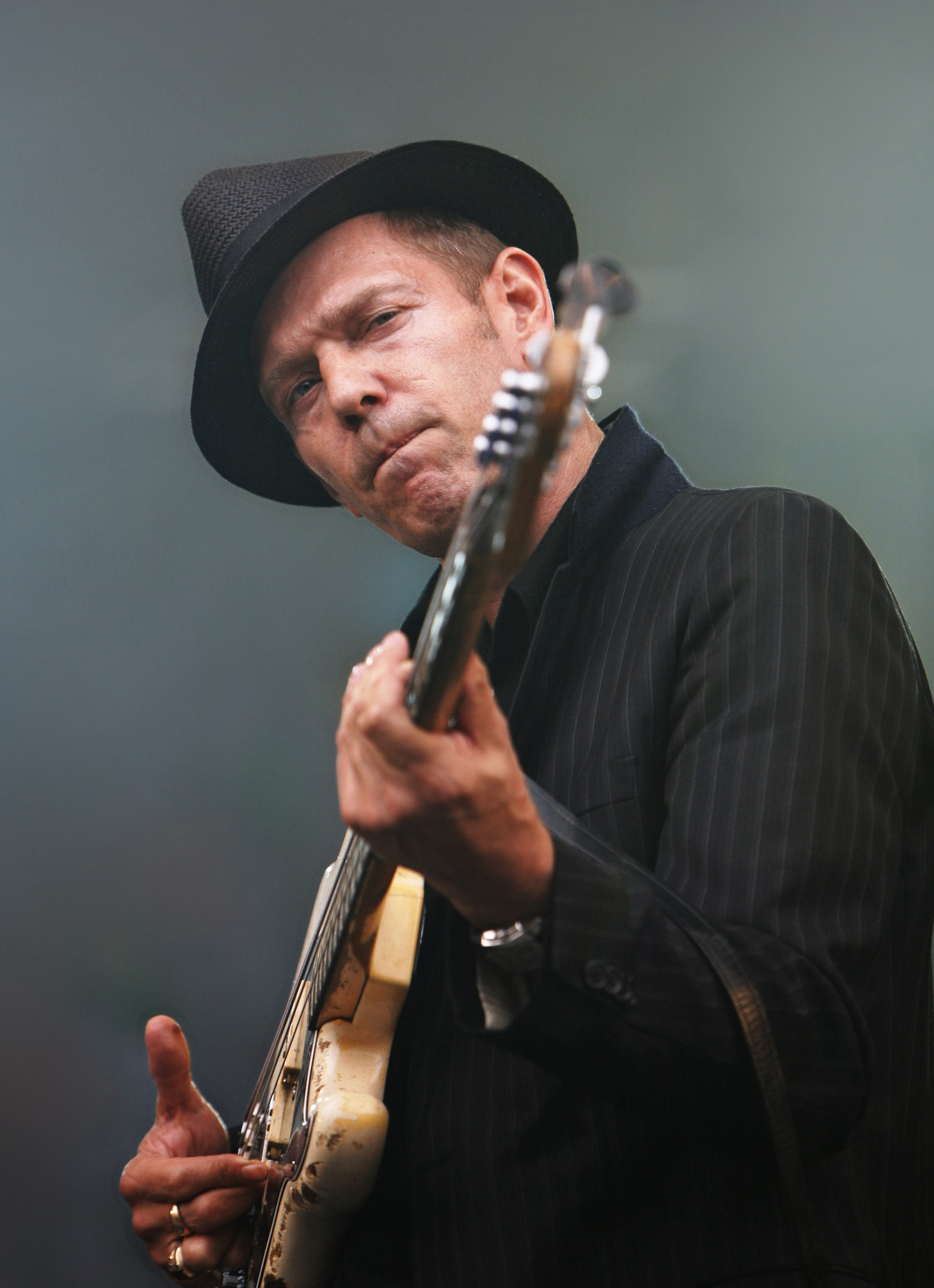
Paul Simonon; * 15. Dezember

- 15. Dezember: Paul Simonon, britischer Punk-Musiker (The Clash)
- 23. Dezember: Grace Knight, australischer Sänger, Saxophonist und Songwriter mit britischen Wurzeln

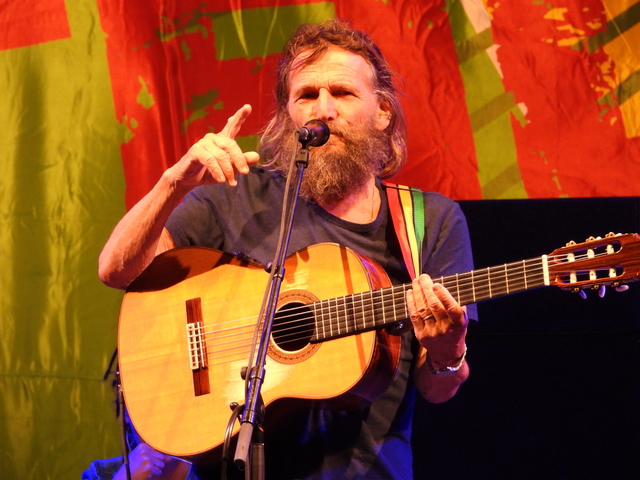
Hans Söllner; * 24. Dezember

- 24. Dezember: Hans Söllner, bayerischer Sänger und Liedermacher
- 25. Dezember: Shin’ichi Fukuda, japanischer Gitarrist und Musikpädagoge
- 28. Dezember: Yngve Slettholm, norwegischer Komponist
- 29. Dezember: Neil Giraldo, US-amerikanischer Gitarrist und Songschreiber
- 30. Dezember: Jone Takamäki, finnischer Jazzsaxophonist und Schauspieler († 2025)

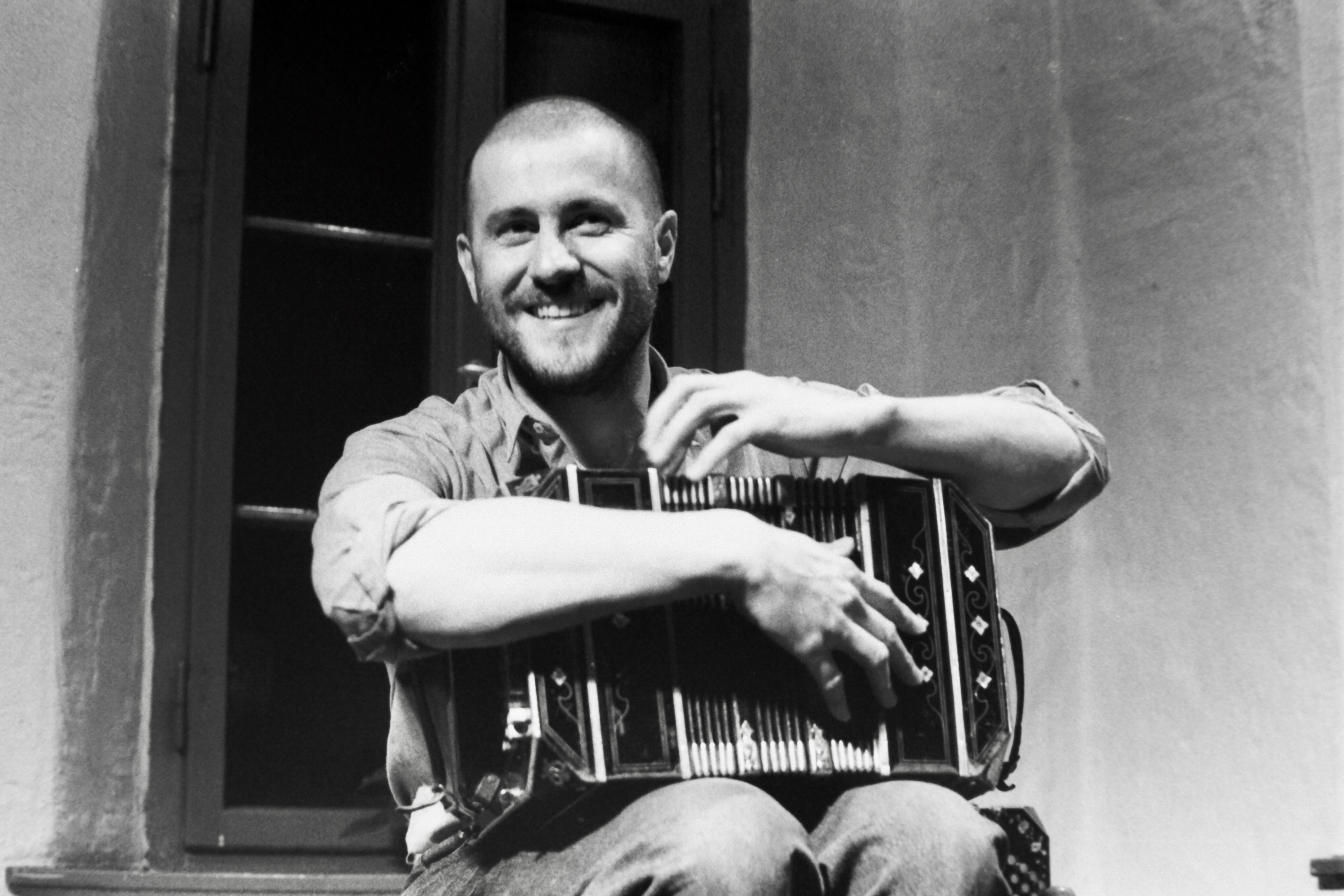
Stephan Krawczyk; * 31. Dezember

- 31. Dezember: Stephan Krawczyk, deutscher Liedermacher und Schriftsteller
- 31. Dezember: Tom Morton, britischer Musiker und Schriftsteller

### Genaues Geburtsdatum unbekannt
- Susan Addison, britische Posaunistin
- Bruno Angeloni, deutscher Jazzmusiker (Altsaxophon)
- Hiroshi Aoshima, japanischer Komponist und Dirigent
- Takis Biniaris, griechischer Sänger und Komponist
- Douglas Bostock, britischer Dirigent und Musikpädagoge
- Christos Callou, griechischer Sänger und Schauspieler
- Christian-Friedrich Dallmann, deutscher Pianist und Hornist
- Pierre Desrochers, kanadischer Filmkomponist
- Oscar Pablo Di Liscia, argentinischer Komponist und Musikwissenschaftler
- Rudolph Dietrich, Schweizer Musiker und Musikproduzent
- Ingrit Dohse, deutsche Schauspielerin, Sprecherin und Sängerin
- Elisenda Fábregas, spanische Pianistin und Komponistin
- Martin Fogt, deutscher Hörfunkautor und -sprecher, Sänger und Musikwissenschaftler
- Mick Franke, deutscher Musiker († 2001)
- André Hamel, kanadischer Komponist und Musikpädagoge
- Paul Harris, britischer Musikpädagoge, Komponist und Klarinettist
- Michael Heupel, deutscher Jazz-Flötist
- Jane Kennaway, britische Singer-Songwriterin und Gitarristin
- Kenny Klein, US-amerikanischer Geiger und Autor († 2020)
- Dan Krunnfusz, US-amerikanischer Komponist und Chorleiter
- Douglas McNabney, kanadischer Bratschist und Hochschullehrer
- Sergio Moldavsky, argentinischer klassischer Gitarrist und Musikpädagoge
- Bruce Molsky, US-amerikanischer Fiddle- und Banjospieler
- Jeffrey Mumford, US-amerikanischer Komponist und Musikpädagoge
- Nick Nikitakis, griechisch-deutscher Gitarrist, Bouzoukispieler und Songwriter († 2025)
- Daniel Oren, israelischer Dirigent
- Jürgen Osterloh, deutscher Pädagoge, Musiker und Lyriker
- Susan Oswell, britisch-deutsche Tänzerin und Komponistin
- Kiko Pedrozo, paraguayischer Harfenist
- Paolo Perezzani, italienischer Komponist und Musikpädagoge
- Behzad Ranjbaran, US-amerikanischer Komponist und Musikpädagoge
- Miloslav Richter, Klarinettist, Komponist, Musikwissenschaftler und -pädagoge
- Jacquelin Rochette, kanadischer Organist und Orgelbauer
- Annemarie Roelofs, niederländische Posaunistin und Bratschistin
- Joyce Rouse, US-amerikanischer Singer-Songwriter
- Frigga Schnelle, deutsche Musikpädagogin und Schulbuchautorin
- Paul Shigihara, japanischer Gitarrist
- Anthony Spiri, US-amerikanischer Pianist und Musikpädagoge
- Mike Spiteri, maltesischer Pop-Rock-Sänger
- Paul Thissen, deutscher Kirchenmusiker und Hochschullehrer
- Bruno Tocanne, französischer Jazz- und Fusionmusiker (Schlagzeug)
- Colin Walsh, britischer Organist und Kirchenmusiker
- Peter Wiley, US-amerikanischer Cellist, Kammermusiker und Musikpädagoge
- Tony Zorzi, kanadischer Jazzmusiker (Gitarre)
- Zbigniew Żuk, polnischer Hornist

### Geboren um 1955
- Carmen Cuesta, spanisch-amerikanische Sängerin und Schauspielerin

## Gestorben

### Januar
- 01. Januar: Victoria Cartier, kanadische Organistin und Musikpädagogin (* 1867)
- 06. Januar: Grigori Abramowitsch Krein, russischer Komponist (* 1879)
- 08. Januar: Erich Anders, deutscher Komponist (* 1883)

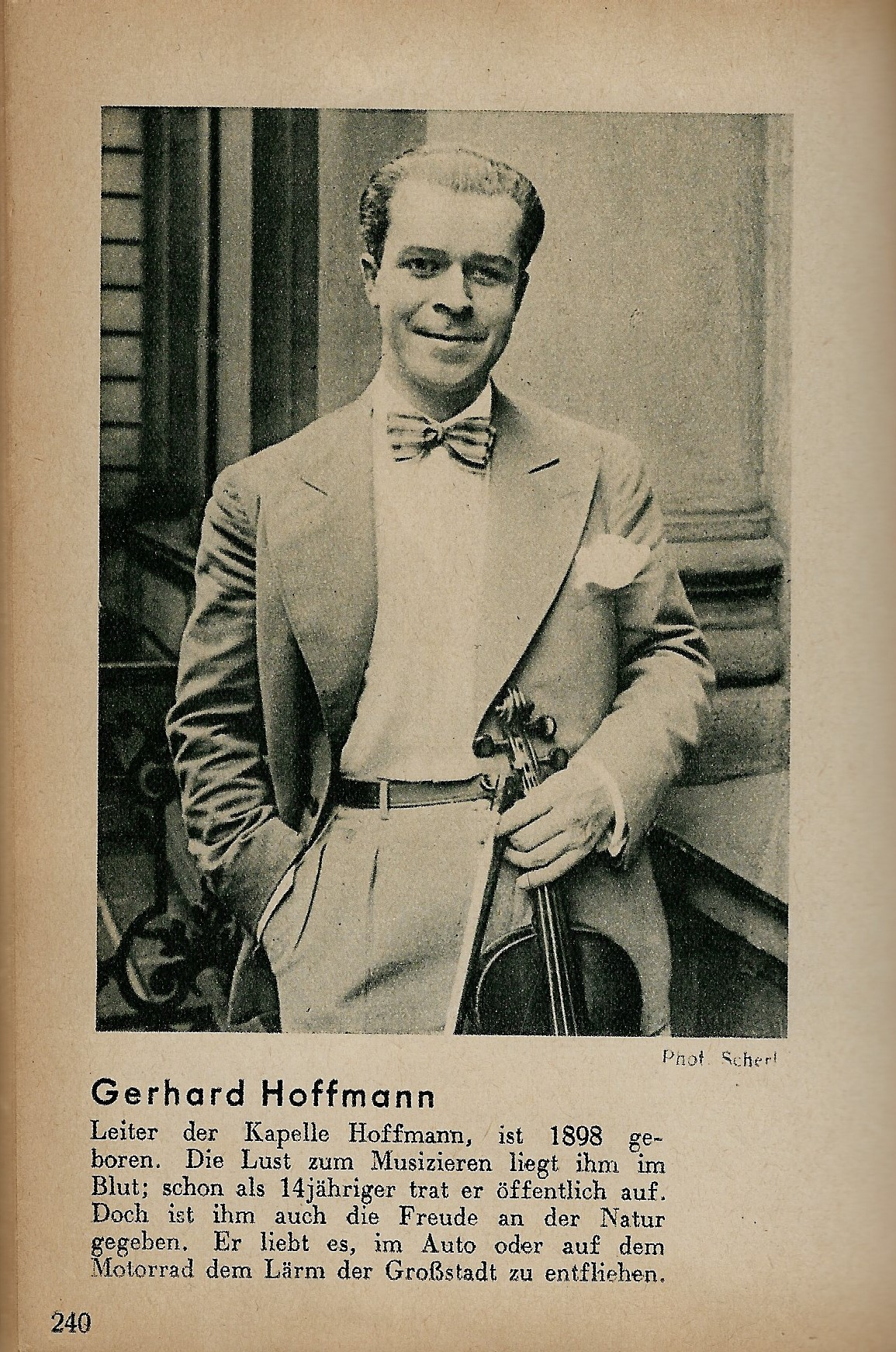
Gerhard Hoffmann; † 9. Januar

- 09. Januar: Gerhard Hoffmann, deutscher Musiker, Arrangeur und Orchesterleiter (* 1898)
- 10. Januar: Annette Mills, britische Schauspielerin, Tänzerin und Songwriterin (* 1894)
- 11. Januar: Léon Campagnola, französischer Tenor (* 1875)[15]
- 13. Januar: Francis Lodowick York, US-amerikanischer Organist, Komponist und Musikpädagoge (* 1861)
- 17. Januar. André de Ribaupierre, schweizerischer Violinist und Musikpädagoge (* 1893)
- 19. Januar: Gus Arnheim, US-amerikanischer Pianist, Komponist, Arrangeur und Bandleader (* 1897)
- 21. Januar: Jo Erens, niederländischer Volkssänger (* 1928)
- 27. Januar: Maurice Frigara, französischer Dirigent (* 1874)
- 27. Januar: Peter Lordmann, deutscher Opernsänger (Bass, Bariton) (* 1874)
- 30. Januar: Ernst Lert, österreichischer Opernregisseur (* 1883)[15]
- 31. Januar: Buck Washington, US-amerikanischer Jazzpianist, Arrangeur und Songwriter (* 1903)

### Februar
- 06. Februar: Paul Aron, deutsch Pianist, Komponist, Regisseur, Dirigent, Veranstalter, Pädagoge und Übersetzer (* 1886)

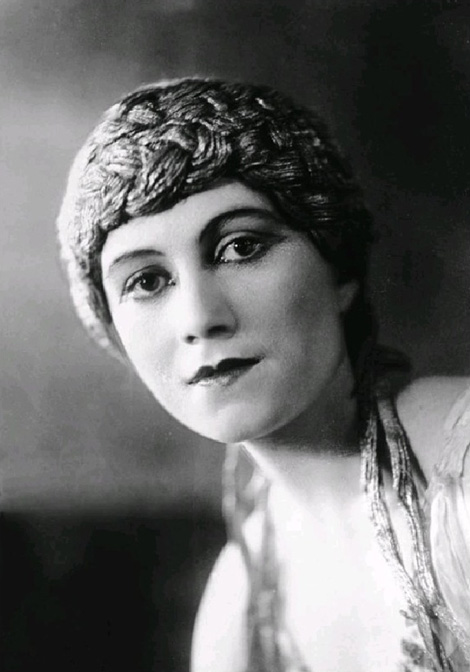
Olga Picasso; † 11. Februar

- 11. Februar: Olga Picasso, russische Balletttänzerin; erste Ehefrau des spanischen Malers Pablo Picasso (* 1891)
- 12. Februar: Little Abbie Brunies, US-amerikanischer Jazz-Schlagzeuger (* 1914)
- 14. Februar: Charles Cuvillier, französischer Komponist (* 1877)
- 17. Februar: Otto Gombosi, ungarisch-US-amerikanischer Musikwissenschaftler und Musikkritiker (* 1902)

### März
- 01. März: Carl Adolf Martienssen, deutscher Pianist und Musikpädagoge (* 1881)
- 04. März: Józef Jarzębski, polnischer Geiger und Musikpädagoge (* 1878)
- 09. März: Louie René, britische Opernsängerin und Schauspielerin (* um 1872)
- 09. März: Ludwig Wolf, Hamburger Volkssänger, Komiker und Varietékünstler (* 1867)

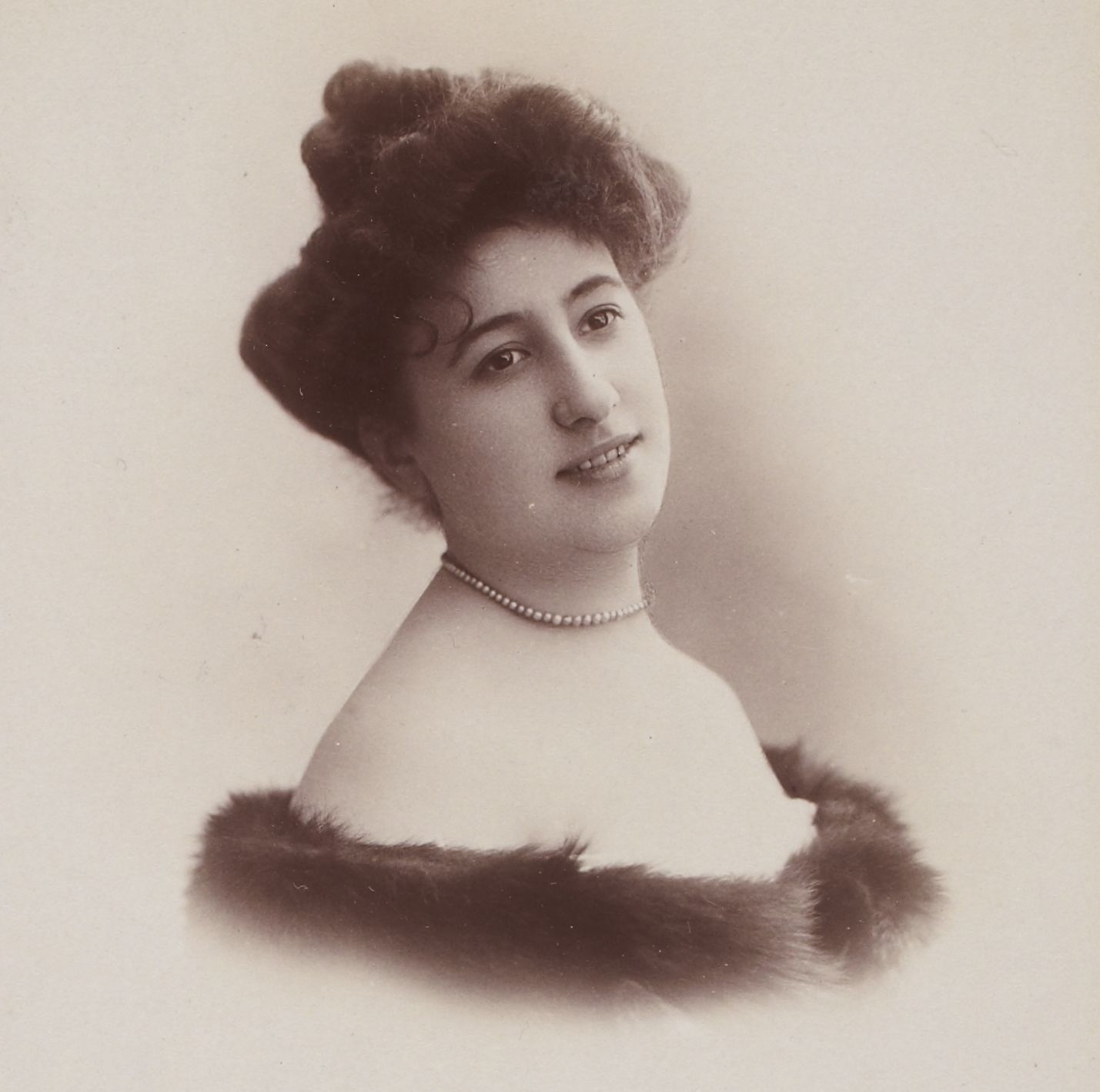
Marie Panthès; † 11. März

- 11. März: Marie Panthès, russische Pianistin (* 1871)
- 12. März: Charlie Parker, US-amerikanischer Jazz-Saxophonist (Alt-Sax) (* 1920)
- 14. März: Schamram Kelleciyan, armenische Chansonsängerin (* 1870)
- 25. März: Paul Erich Ewert, deutscher Kantor, Organist und Orgelbauer (* 1894)
- 30. März: Harl McDonald, US-amerikanischer Komponist (* 1899)

### April

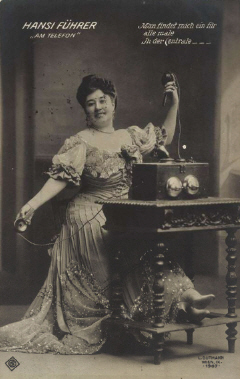
Hansi Führer; † 1. April

- 01. April: Hansi Führer, österreichische Volkssängerin (Soubrette) und Schauspielerin (* 1876)
- 10. April: Oskar Lindberg, schwedischer Komponist (* 1887)
- 11. April: Leo Schrattenholz, deutscher Komponist, Cellist und Musikpädagoge (* 1872)
- 12. April: W. H. Anderson, kanadischer Sänger, Chorleiter und Gesangspädagoge (* 1882)
- 12. April: George Dasch, US-amerikanischer Violinist und Dirigent (* 1877)
- 12. April: Hermann Weigert, deutscher Musikpädagoge und Dirigent (* 1890)
- 18. April: Joseph Batten, britischer Pianist, Dirigent und ein früher Aktivist für Tonträgeraufnahmen (* 1885)
- 21. April: Herbert J. Sadler, kanadischer Organist, Komponist und Musikpädagoge (* 1894)
- 22. April: Edgar Calle, österreichischer Komponist und Pianist (* 1879)
- 23. April: Henry Busse, US-amerikanischer Jazz-Trompeter (* 1894)
- 27. April: Otto Haas, deutsch-britischer Musikantiquar (* 1874)
- 30. April: Dave Peyton, US-amerikanischer Songwriter, Pianist und Arrangeur (* 1889)

### Mai
- 03. Mai: Garoto, brasilianischer Musiker, Komponist (* 1915)

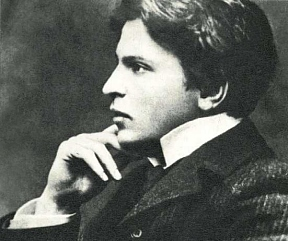
George Enesco; † 4. Mai

- 04. Mai: George Enescu, rumänischer Komponist, Violinist und Dirigent (* 1881)
- 05. Mai: Roberto Zerrillo, uruguayischer Tangogeiger, Bandleader und Komponist (* 1902)
- 08. Mai: Aline Sanden, deutsche Opernsängerin (Sopran) und Librettistin (* 1879)
- 14. Mai: Kate Cutler, britische Sängerin und Schauspielerin (* 1864)
- 14. Mai: Jānis Vītoliņš, lettischer Komponist (* 1886)
- 15. Mai: Oskar Adler, österreichischer Musiker und Astrologe (* 1875)
- 16. Mai: Ernst van’t Hoff, niederländischer Jazz- und Unterhaltungsmusiker (* 1908)
- 17. Mai: Francesco Balilla Pratella, italienischer Musiker und Schriftsteller (* 1880)
- 20. Mai: Johannes Richardy, deutscher Komponist (* 1878)
- 22. Mai: Albert Valsien, französischer Komponist und Dirigent (* 1882)
- 24. Mai: Sara Martin, US-amerikanische Blues- und Vaudeville-Sängerin (* 1884)
- 25. Mai: Wardell Gray, US-amerikanischer Jazz-Saxofonist (* 1921)
- 26. Mai: Heinrich Werlé, deutscher Chorleiter, Organist und Musikkritiker (* 1887)
- 29. Mai: Christian Börger, deutscher Orgelbauer (* 1883)
- 31. Mai: Raoul Gunsbourg, rumänischer Operndirektor, Schriftsteller und Komponist (* 1860)

### Juni
- 03. Juni: Marcel Wittrisch, deutscher Tenor (* 1903)
- 08. Juni: Franz Osborn, deutscher Pianist (* 1905)
- 11. Juni: Marcel Samuel-Rousseau, französischer Komponist (* 1882)
- 18. Juni: Willy Burkhard, Schweizer Komponist (* 1900)
- 18. Juni: Josef Panhuber, österreichischer Orgelbauer (* 1881)
- 18. Juni: Walter Rein, deutscher Komponist (* 1893)

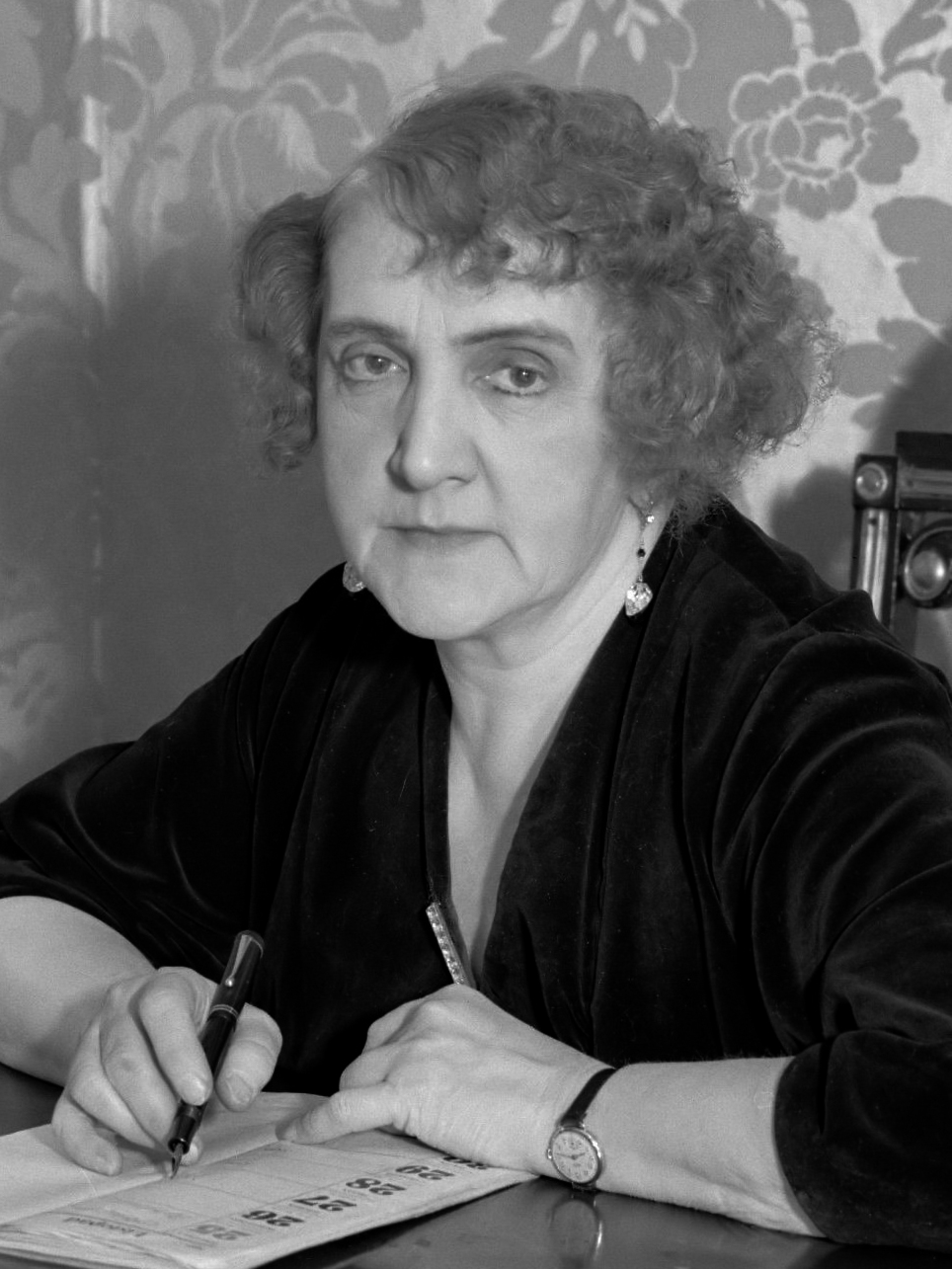
Janina Korolewicz-Waydowa; * 20. Juni

- 20. Juni: Janina Korolewicz-Waydowa, polnische Opernsängerin und Musikpädagogin (* 1876)
- 23. Juni: Anatoli Sergejewitsch Komarowski, russischer Musiker (* 1909)
- 23. Juni: Josef Eduard Ploner, österreichischer Lehrer, Chorleiter, Organist und Komponist (* 1894)
- 26. Juni: Borrah Minevitch, russisch-amerikanischer Mundharmonikaspieler und Bandleader (* 1902)
- 27. Juni: Vinzenz Hampel, deutscher Pädagoge und Musiker (* 1880)
- 28. Juni: Göta Ljungberg, schwedische Sopranistin (* 1893)
- 28. Juni: John Spikes, US-amerikanischer Jazzmusiker und Unternehmer (* 1881)

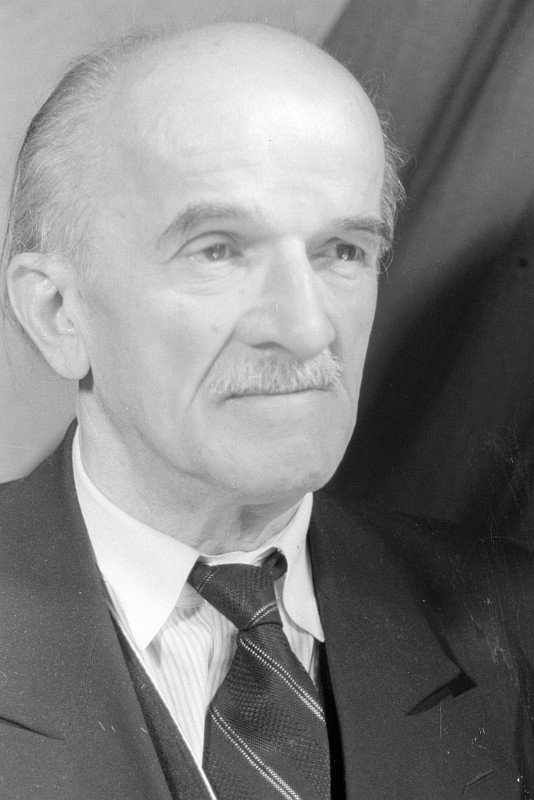
Ernst Legal; † 29. Juni

- 29. Juni: Ernst Legal, deutscher Schauspieler, Regisseur und Intendant (* 1881)

### Juli
- 04. Juli: Ruth Vincent, britische Sopranistin (* 1873)
- 04. Juli: Jakow Borissowitsch Skomorowski, sowjetischer Trompeter, Jazzmusiker, Dirigent und Lehrer (* 1889)
- 05. Juli: Thomas James Crawford, britisch-kanadischer anglikanischer Organist und Komponist (* 1877)
- 05. Juli: Buddy Wise, US-amerikanischer Jazzmusiker (* 1928)
- 06. Juli: Paolo Gallico, italienisch-amerikanischer Pianist, Komponist und Musikpädagoge (* 1868)
- 07. Juli: Franco Casavola, italienischer Komponist (* 1891)
- 09. Juli: Adolfo de la Huerta, Sänger, Politiker und Präsident von Mexiko (* 1881)
- 20. Juli: Joaquín Pardavé, mexikanischer Schauspieler, Regisseur, Drehbuchautor und Komponist (* 1900)
- 22. Juli: Hermann Krome, deutscher Kapellmeister, Liedkomponist und Volksliedforscher (* 1888)

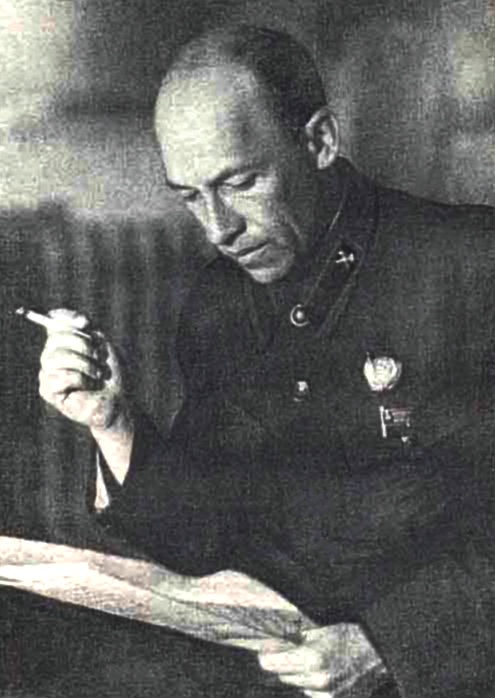
Isaak Ossipowitsch Dunajewski; † 25. Juli

- 25. Juli: Isaak Ossipowitsch Dunajewski, ukrainischer Musiker und Komponist (* 1900)
- 25. Juli: Ilmari Hannikainen, finnischer Komponist (* 1892)

### August

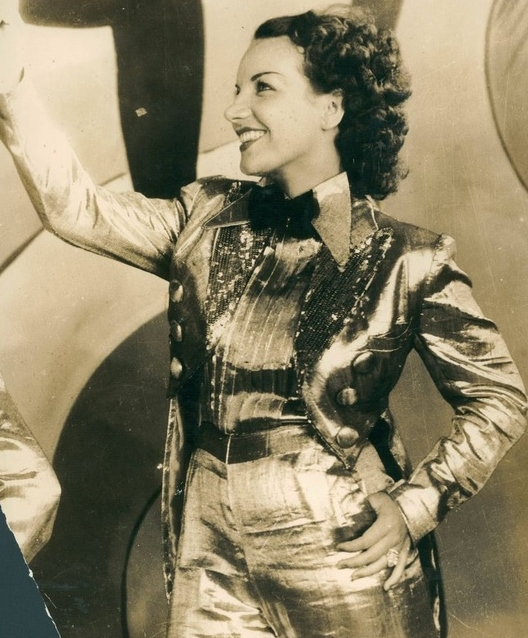
Carmen Miranda; † 5. August

- 05. August: Carmen Miranda, portugiesische Sängerin und Schauspielerin (* 1909)
- 06. August: Walter Soomer, deutscher Opernsänger (Bassbariton) und Gesangspädagoge (* 1878)

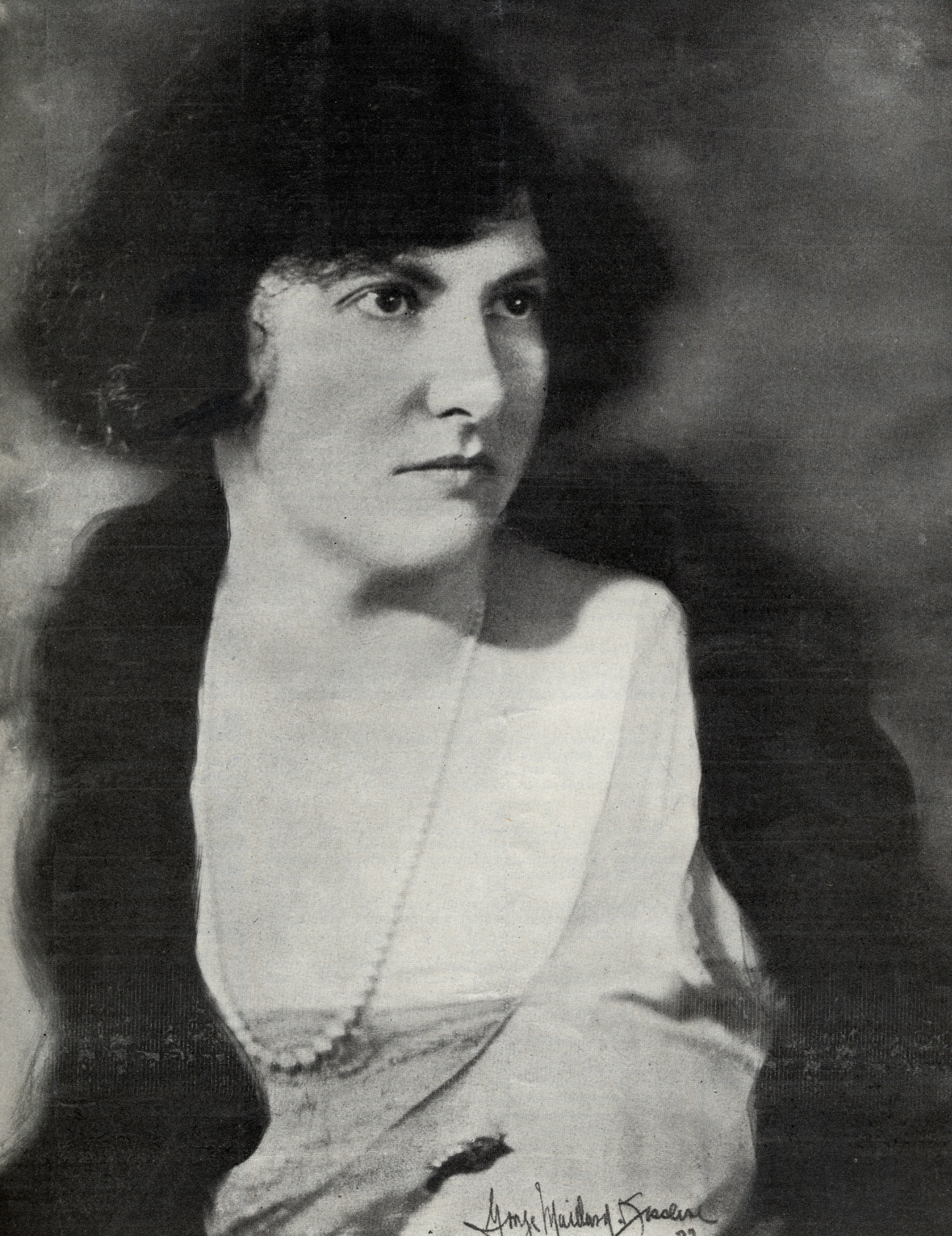
Marion Bauer; † 9. August

- 09. August: Marion Bauer, US-amerikanische Komponistin (* 1882)
- 13. August: Florence Easton, britische Sopranistin (* 1882)
- 13. August: John Klenner, US-amerikanischer Komponist, Songwriter und Pianist (* 1899)
- 22. August: Olin Downes, US-amerikanischer Musikwissenschaftler, Musikkritiker und Musikschriftsteller (* 1886)
- 24. August: Edgar Henrichsen, dänischer Organist und Komponist (* 1879)
- 26. August: Karl Kindsmüller, deutscher Kirchenmusiker, Priester und Gymnasiallehrer (* 1876)
- 28. August: Bob Gordon, US-amerikanischer Jazz-Saxofonist (* 1928)

### September
- 02. September: Rudolf Kattnigg, österreichischer Komponist, Pianist und Dirigent (* 1895)
- 09. September: Carl Friedberg, deutscher Pianist und Musikpädagoge (* 1872)
- 11. September: Francisco Fiorentino, argentinischer Tangosänger und Bandoneonist (* 1905)
- 12. September: Frank Stokes, US-amerikanischer Blues-Gitarrist (* 1888)
- 21. September: Aubrey Brain, britischer Hornist und Musikpädagoge (* 1893)
- 25. September: Shōtarō Moriyasu, japanischer Jazzmusiker (* 1924)
- 25. September: Adolf Prümers, deutscher Komponist, Organist und Chorleiter (* 1877)
- 30. September: Marie Soldat-Röger, österreichische Violinvirtuosin (* 1863)

### Oktober
- 01. Oktober: Wilhelm Nagel, deutscher Komponist, Organist und Chorleiter (* 1871)
- 03. Oktober: Augusta Poell, deutsche Sopranistin (* 1906)
- 04. Oktober: Anna Jan-Ruban, russische Sopranistin und Gesangspädagogin (* 1874)
- 07. Oktober: Frieda Hempel, deutsche Opernsängerin (Sopran) (* 1884)
- 10. Oktober: Riccardo Stracciari, italienischer Opernsänger (Bariton) und Gesangspädagoge (* 1875)
- 14. Oktober: Harry Parr-Davies, britischer Komponist und Songwriter (* 1914)[68]
- 15. Oktober: Maximilian Bader, deutscher Orgelbauer (* 1879)
- 15. Oktober: Hayasaka Fumio, japanischer Komponist (* 1914)
- 20. Oktober: Adolf Mišek, tschechischer Kontrabassist und Komponist (* 1875)
- 21. Oktober: Richard Twardzik, US-amerikanischer Jazz-Pianist (* 1931)
- 24. Oktober: Heinrich Sthamer, deutscher Komponist und Musiktheoretiker (* 1885)
- 26. Oktober: Arne Eggen, norwegischer Komponist und Organist (* 1881)
- 27. Oktober: Bernardo de Muro, italienischer Tenor (* 1881)
- 30. Oktober: Harry Dean, kanadischer Dirigent, Organist und Musikpädagoge (* 1879)

### November
- 10. November: Junior Raglin, US-amerikanischer Jazz-Bassist (* 1917)
- 11. November: Jerry Ross, US-amerikanischer Komponist und Liedtexter (* 1926)
- 12. November: Bessie Brown, US-amerikanische Jazzsängerin (* 1890)
- 14. November: Carl Denton, US-amerikanischer Dirigent (* 1874)

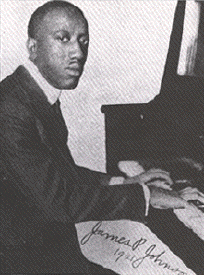
James P. Johnson; † 17. November

- 17. November: James P. Johnson, US-amerikanischer Pianist und Komponist (* 1894)
- 19. November: Josef Herrmann, deutscher Opernsänger (Bassbariton) (* 1903)
- 22. November: Joseph Guy Ropartz, französischer Komponist und Dirigent (* 1864)
- 25. November: Jacques Handschin, Schweizer Organist, Musiker und Musikwissenschaftler (* 1886)

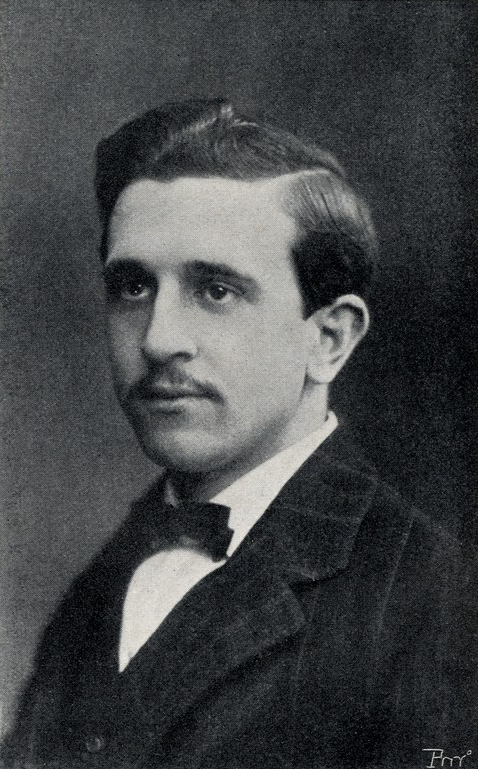
Luís de Freitas Branco; † 27. November

- 27. November: Luís de Freitas Branco, portugiesischer Komponist und Musikwissenschaftler (* 1890)

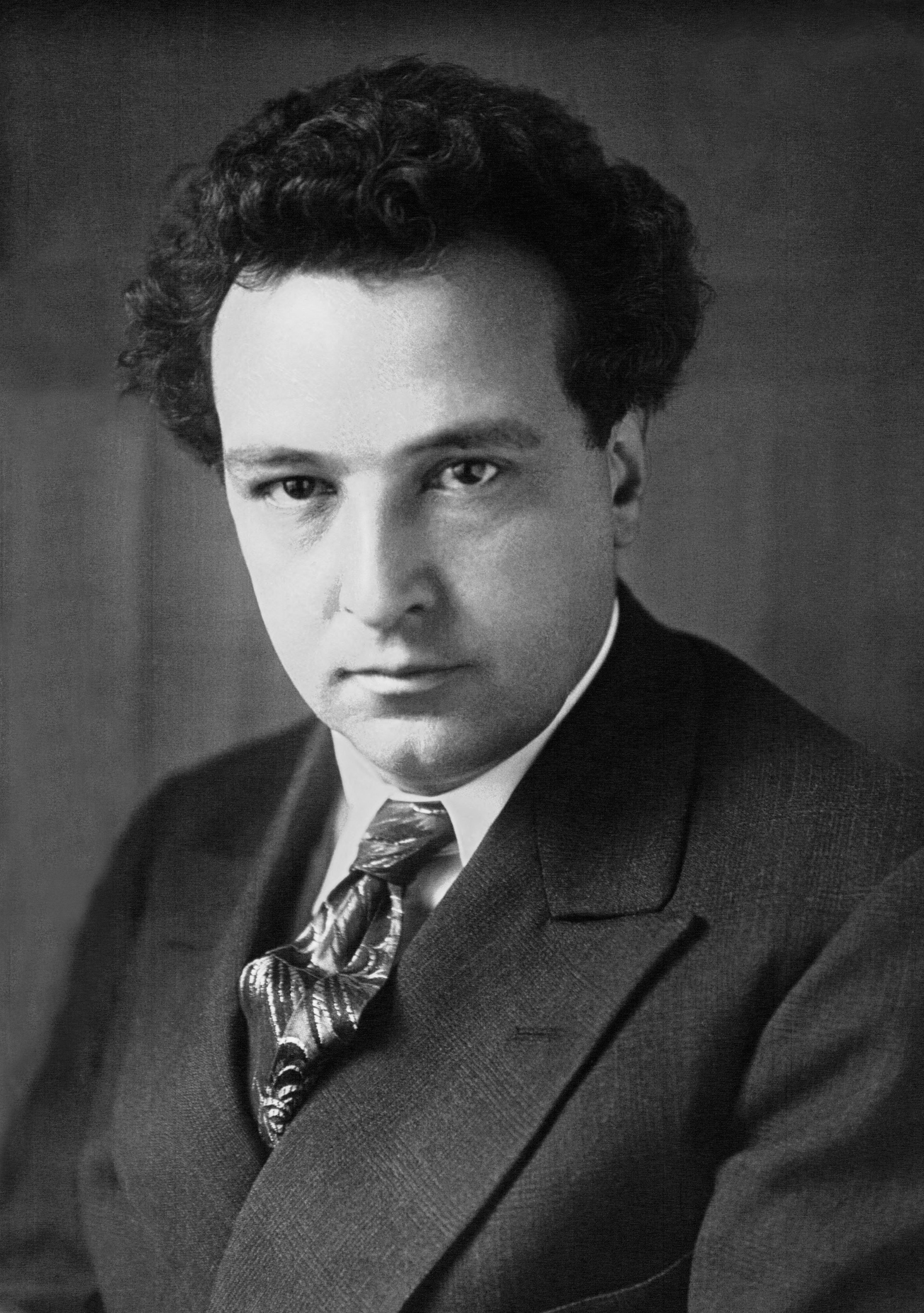
Arthur Honegger; † 27. November

- 27. November: Arthur Honegger, französisch-schweizerischer Komponist (* 1892)
- 27. November: Eugenie Sendrey, amerikanisch-österreich-ungarische Sopranistin (* 1884)
- 30. November: Josip Štolcer-Slavenski, kroatischer Komponist (* 1896)

### Dezember
- 03. Dezember: Cow Cow Davenport, US-amerikanischer Blues-Musiker (* 1955)
- 04. Dezember: Alfons Dressel, deutscher Dirigent (* 1900)
- 05. Dezember: Lucien Durosoir, französischer Violinist und Komponist (* 1878)
- 07. Dezember: Manfred Bukofzer, deutsch-amerikanischer Musikwissenschaftler und Humanist (* 1910)

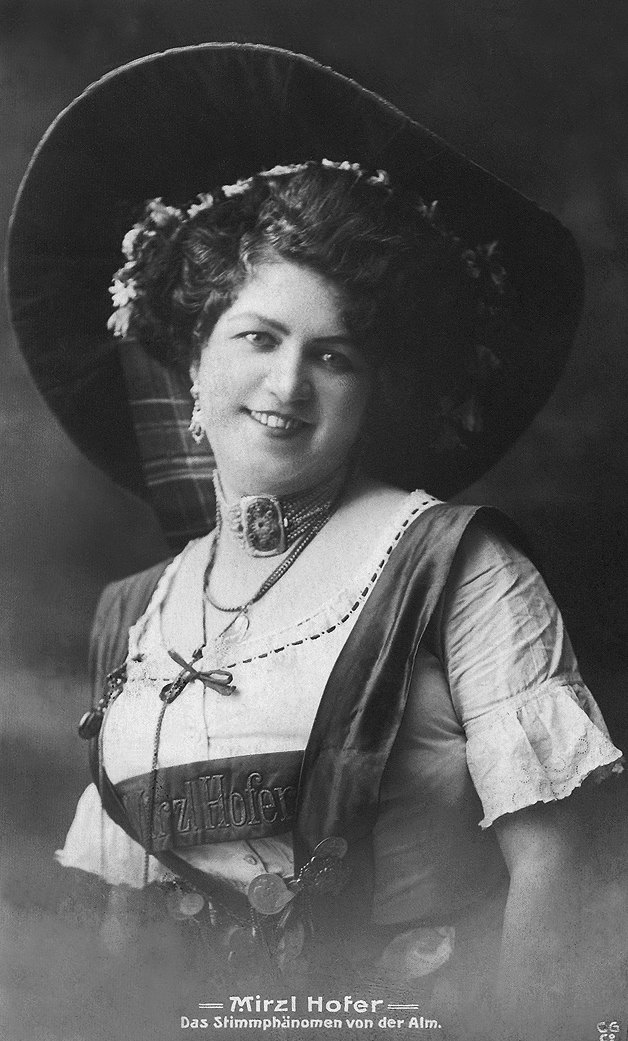
Mirzl Hofer; † 7. Dezember

- 07. Dezember: Mirzl Hofer, österreichische Sängerin und Jodlerin (* 1877)
- 08. Dezember: Paul van Kempen, niederländisch-deutscher Dirigent (* 1893)
- 11. Dezember: Franz Syberg, dänischer Komponist (* 1904)
- 12. Dezember: Antun Dobronić, kroatischer Komponist (* 1878)
- 19. Dezember: Charlotte Sohy, französische Komponistin (* 1887)
- 21. Dezember: Gladys Ripley, britische Altistin (* 1908)
- 24. Dezember: Hugo Chaim Adler, belgischer Komponist, Kantor und Chorleiter (* 1894)
- 29. Dezember: Fritz Berend, deutscher, später britischer Dirigent, Theater- und Musikdirektor sowie Kapellmeister, Komponist und Musikwissenschaftler (* 1889)
- 30. Dezember: Heinrich Bensing, deutscher Opernsänger (Tenor) (* 1911)
- 30. Dezember: Erich Engel, österreichischer Pianist, Kapellmeister und Musikschriftsteller (* 1888)
- 00. Dezember: Maud Perceval Allen, britische Konzert-, Oratorien- und Opernsängerin (Sopran) (* 1880)
- 00. Dezember: Rosa Hochmann, russische Violinistin und Violinlehrerin (* 1875)

### Genaues Todesdatum unbekannt
- Henri Couillaud, französischer Posaunist und Musikpädagoge (* 1878)
- Wladimir Michailowitsch Deschewow, russischer Komponist (* 1889)
- Frank Fragale, US-amerikanischer Komponist italienischer Herkunft (* 1894)
- Bill Johnson, amerikanischer Jazzmusiker (* 1905)
- Cyrus St. Clair, US-amerikanischer Jazz-Musiker (* 1890)

### Gestorben nach 1955
- Bernard Planchenault, französischer Jazzmusiker (Schlagzeug) (* um 1925)